# Víctimas de la guerra civil española en Navarra

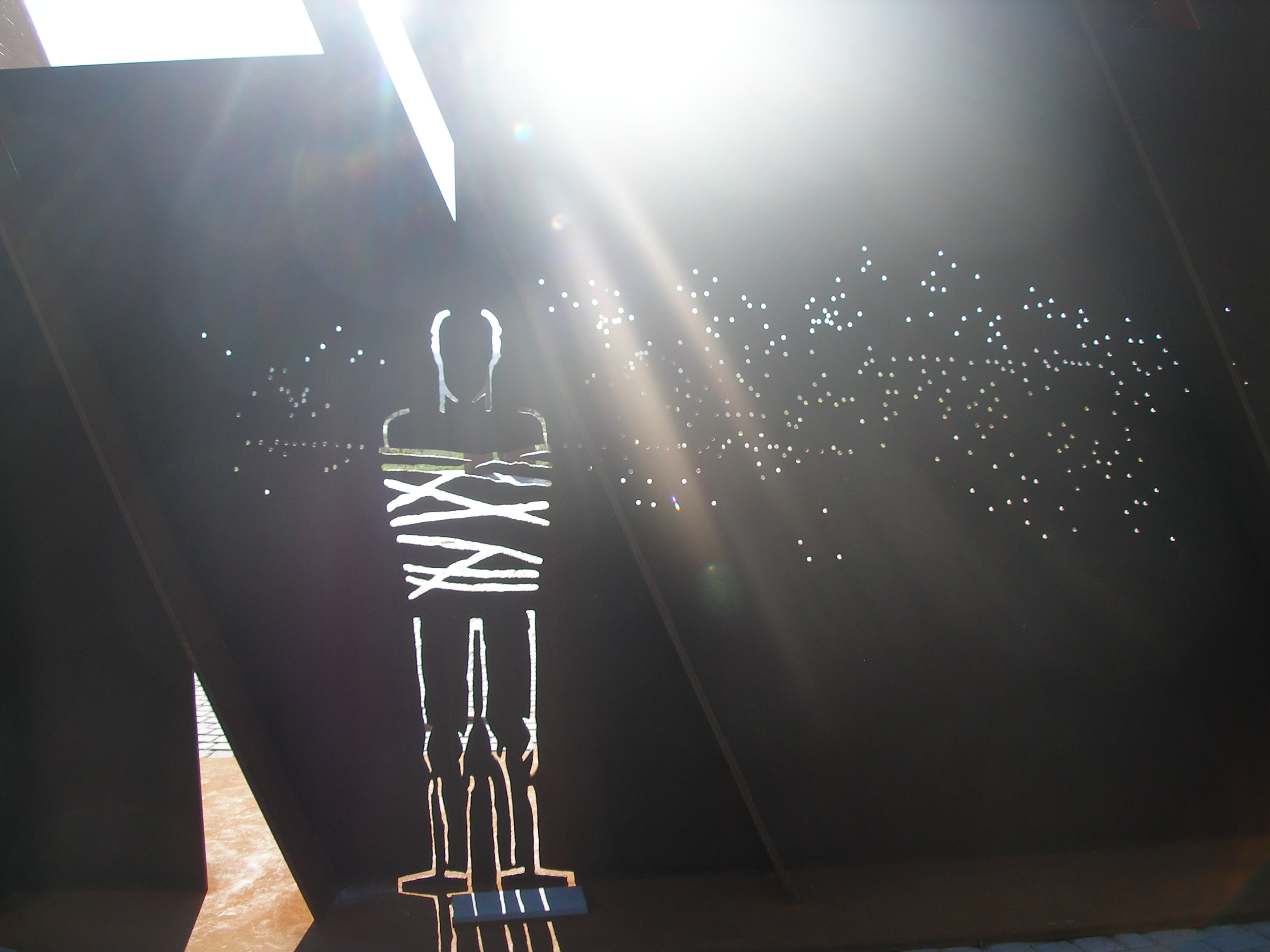
En el parque de la Memoria de Sartaguda se han erigido varias obras en homenaje a las víctimas de la guerra civil española en Navarra. En la imagen la de Néstor Basterretxea.

Las víctimas de la guerra civil española en Navarra fueron causadas a consecuencia de la represión directa ejercida por los sublevados contra la Segunda República Española, en un territorio que cayó rápidamente en manos de los golpistas sin producirse frente de guerra en el mismo.
La conspiración que dio origen a la guerra civil española tuvo en Navarra uno de sus pilares. Fomentada principalmente en la región por los carlistas y los partidos monárquicos "alfonsinos", se configuró decisivamente con la llegada a principios de 1936 del nuevo gobernador militar, el general Emilio Mola, quien convertiría a Navarra en una pieza clave de la sublevación militar que tendría lugar el 18 de julio de 1936.
A diferencia de lo ocurrido en otros puntos de España, en los que los sublevados tuvieron que hacer frente a la resistencia de las autoridades republicanas o de las fuerzas izquierdistas, el alzamiento en Navarra fue un éxito rotundo, no encontrando apenas resistencia.
Sin embargo, esta falta de oposición no impidió que se desencadenara una dura represión contra los partidarios y simpatizantes de las izquierdas que sería a la postre la causante de la práctica totalidad de las muertes. La violencia afectó principalmente a los militantes de la Federación de Trabajadores de la Tierra de la Unión General de Trabajadores que, con gran predominio en la región de la Ribera de Navarra, representaban mayoritariamente a los campesinos sin tierra. La mayor parte de dichas muertes se produjo en los primeros meses de la guerra, un periodo de "terror caliente" caracterizado por las ejecuciones extrajudiciales, paseos y sacas de presos de los lugares de reclusión.
Un elemento adicional que contribuyó a incrementar su número fue la presencia, en la proximidad de Pamplona, del Fuerte San Cristóbal, lugar de reclusión de varios miles de presos del bando republicano durante toda la guerra. Las condiciones extremas de cautiverio y la célebre fuga que tuvo lugar el día 22 de mayo de 1938, saldada con el asesinato o la captura de la práctica totalidad de los fugados, contribuyeron también a engrosar el número de fallecidos. A la represión hay que sumar las muertes producidas como consecuencia de los ataques aéreos republicanos.
La violencia política desencadenada en Navarra tras el triunfo de la sublevación hunde sus raíces en la situación política y social de esta región, evidenciada durante la República. En esta época Navarra se caracterizaba por el carácter católico y conservador de su sociedad y por su atraso económico, que llevaba a una de las tasas de emigración más altas de España.
El problema social de más relevancia era el agrario, protagonizado por los campesinos sin tierra, que trataron durante todo el periodo republicano de acceder a las tradicionales tierras comunales o "corralizas", fundamentalmente en el sur de la provincia, por entonces en manos de los grandes terratenientes. Las tensiones políticas, manifestadas en ocasiones de manera violenta, confrontaron el poder político, detentado durante todo el periodo por los partidos de derechas, con la pobreza extrema de los campesinos. Sin embargo, otros asuntos políticos de gran relevancia durante el periodo republicano, como el estatuto de autonomía vasco-navarro, no tuvieron un reflejo importante en la represión que tuvo lugar durante el periodo bélico, debido a que el sentimiento de pertenencia vasca era común y fueron las diferencias ideológicas las que evitaron el estatuto conjunto, fundamentalmente la confesionalidad católica del mismo.
Hoy se sabe que se saldó con más de 3000 muertos. Al término de la guerra, el régimen franquista impuso el silencio sobre estos hechos que adquirieron en la opinión pública la consideración de tabú, mientras los escasos estudios realizados tendieron a minimizar su dimensión. Tras la instauración de la democracia, diversas investigaciones han conseguido reconstruir con detalle el fenómeno represivo gracias al impulso de las asociaciones de familiares de las víctimas. Este proceso culminó con la publicación de la extensa obra Navarra 1936. De la Esperanza al Terror, la cual se fue ampliando a lo largo de los años hasta llegar a su última edición en 2018. Fruto del conocimiento de estos estudios se realizaron diversos homenajes, cuya manifestación más importante tuvo lugar en 2003 con una Declaración oficial del Parlamento de Navarra en favor del reconocimiento y reparación moral de todos los navarros fusilados.

## Los años treinta en Navarra

### Situación social

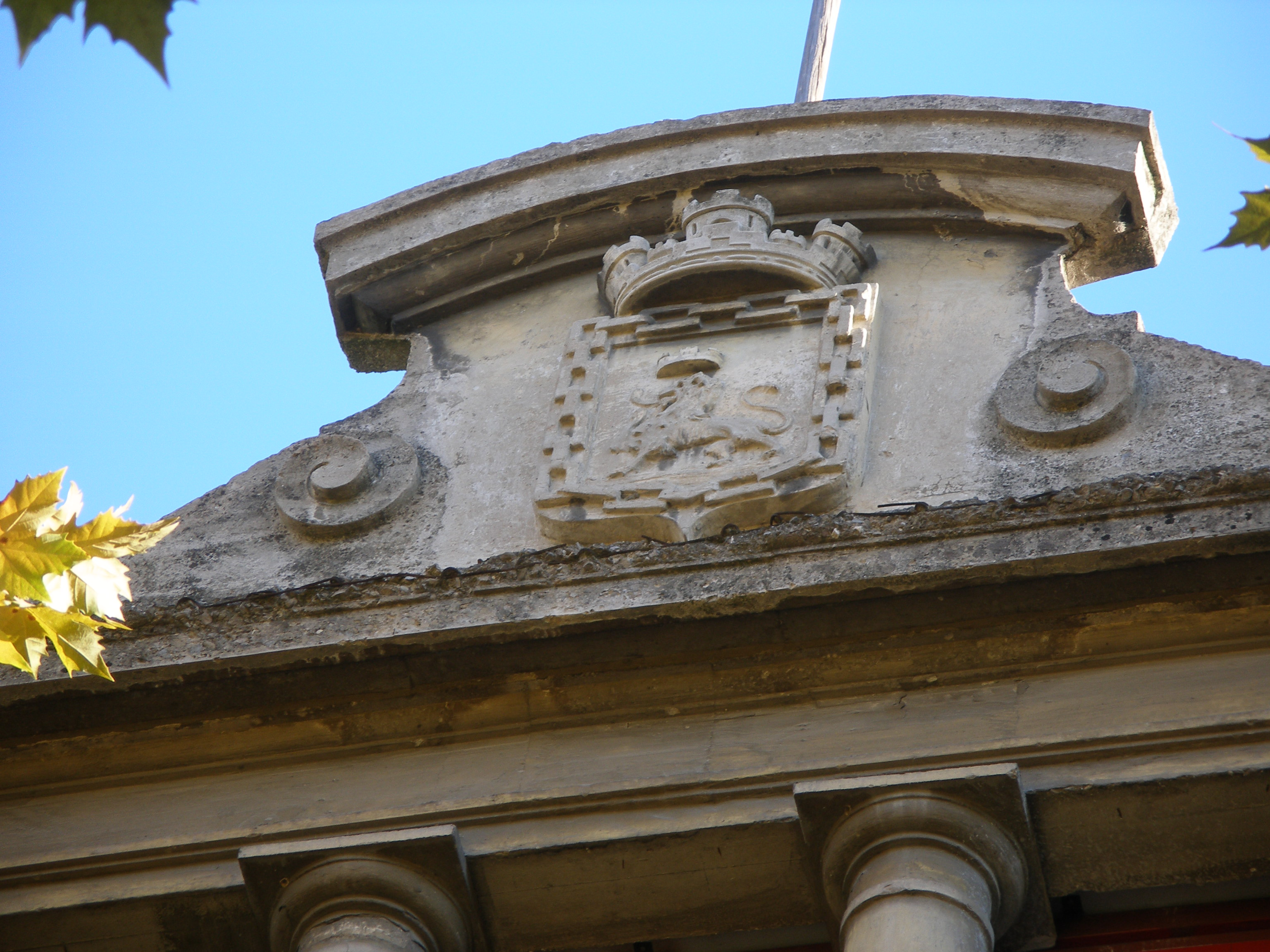
Escudo republicano de la ciudad de Pamplona en la plaza de toros. Obsérvese la corona mural timbrando el escudo.

Navarra contaba en 1930 con una población, predominantemente rural, de 345 883 personas, que correspondía a una densidad de 33,19 habitantes por km². Las ciudades más pobladas, Pamplona y Tudela, tenían 42 259 y 11 248 habitantes, respectivamente. El crecimiento demográfico era pequeño, con un 0,15 % anual.
Por sectores, la agricultura ocupaba a un 64 % de la población activa. Sin embargo, aunque las propiedades agrarias en Navarra estaban formadas por minifundios, estos pertenecían en un 56,4 % a una minoría de grandes terratenientes, siendo un 30,6 % los que pertenecían a los medianos propietarios y solo un 13 % era de los pequeños propietarios. De esta forma, casi el 50 % de la población activa agraria no era propietaria. La burguesía prefirió invertir en tierras y apenas en la industria moderna. El hambre y la miseria que se apoderaron del campesinado proporcionaron mano de obra resignada y barata. La diferencia entre el pequeño propietario y el campesino sin tierra radicaba en que el primero era pobre y el segundo mísero. Las corralizas (extensos terrenos que existían en el sur de Navarra, antiguas tierras comunales de propiedad municipal, vendidas por los pueblos en el siglo XIX como consecuencia de las difíciles situaciones económicas por las que atravesaban, fruto de las guerras especialmente la primera carlista, u obligados por las desamortizaciones civiles) eran propiedad de unas pocas familias. Desde 1841 a 1960, Navarra fue ininterrumpidamente la segunda provincia de España con mayor índice de emigración, por encima de Galicia y Extremadura.
Los sectores industrial y de servicios se concentraban fundamentalmente en Pamplona, Tudela, Alsasua, Olazagutía, Vera, Villava, Marcilla, Cortes, Castejón (importante nudo ferroviario) y Yesa. Estas localidades mantenían una estrecha relación con la producción agrícola, exceptuando las del norte, que tenían un carácter más industrial, relacionado con cementeras y fundiciones.
La sociedad navarra, además de fundamentalmente agrícola, era predominantemente conservadora y católica. Esto último fue determinante en la evolución política de este territorio. Existía una mayor densidad de clérigos por número de habitantes que en otras partes de España.
El nivel cultural no era muy elevado, debido a la falta de escuelas. La tasa de analfabetismo era del 36,79 % para Navarra. Aunque era inferior a la del resto de las provincias españolas, su distribución era desigual según las merindades, siendo superior en la de Tudela (concretamente, en el sur de Navarra la tasa de analfabetismo era del 48,36 % de la población), así como en las zonas rurales respecto a las urbanas y en mujeres respecto a hombres. La República laicizó la enseñanza a partir del 10 de junio de 1931, suprimiendo símbolos religiosos y retiró la obligatoriedad de la enseñanza religiosa que sí se podía impartir fuera del horario escolar. Estas medidas produjeron en Navarra violentas reacciones.

### Organizaciones laborales y políticas
Sindicatos

Escudo de Navarra durante la Segunda República Española

La Unión General de Trabajadores (UGT) y la Confederación Nacional de Trabajadores (CNT) eran los sindicatos que agrupaban a la mayoría de los jornaleros y obreros. Dada la débil industrialización navarra, eran sindicatos fundamentalmente agrarios. La UGT, único sindicato legal durante la dictadura primorriverista, era fuerte en la Ribera, debido a los problemas de los campesinos sin tierra, a través de la Federación Nacional de Trabajadores de la Tierra, creada en 1930, que era la organización más importante y con mayor capacidad de movilización. Su líder en Navarra, el caballerista Ricardo Zabalza, sería posteriormente secretario general de la FNTT en toda España. Otras zonas con significativa implantación sindical eran la comarca de La Barranca, zona industrial y ferroviaria, y Pamplona, la más numerosa al proclamarse la República. La afiliación ugetista pasó de unos cinco mil trabajadores en 1931 a más de diez mil en 1934. Su auge estaba relacionado, al menos al comienzo de la República, con la presencia en el Ministerio de Trabajo de Francisco Largo Caballero, quien pretendía llevar a cabo el programa del PSOE sobre la cuestión agraria.
La CNT, creada en 1910, tenía su principal feudo en la Ribera Alta. En 1936 llegó a contar con 1600 afiliados en toda la provincia. Este sindicato tuvo un activismo más amplio que el que se pudiera desprender de su exigua afiliación. Su ideología anarquista con convicciones anticlericales y críticos con el autoritarismo y el Estado, no violenta en Navarra, sino eminentemente cultural y social, rechazando además las convenciones familiares y sexuales, promoviendo un gran número de iniciativas culturales, como es el caso del renombrado Ateneo Libre Acuerdo de Allo promovido por Aurelio Íñigo.
En 1932 se estableció en Navarra el sindicato nacionalista vasco ELA-Solidaridad de Obreros Vascos (desde 1933 ELA-Solidaridad de Trabajadores Vascos). Durante el período republicano su afiliación se incrementó hasta alcanzar su cénit en 1936, con unos 4200 afiliados. Tenía un carácter menos agrario que los sindicatos de izquierdas.
Especial relevancia tuvieron también los sindicatos católicos agrarios que, sin embargo, perdieron importancia tras su fracaso ante la cuestión agraria y la implantación de los sindicatos de izquierdas. Existieron asimismo sindicatos católicos mixtos (que incluían obreros y patronos), como "La Conciliación", y los denominados sindicatos católico-libres.
Patronales
Las organizaciones patronales agrarias estaban representadas por la Federación Agro-Social de Navarra (FASN) (la antigua Federación Católica Social Navarra), que agrupaba a pequeños propietarios, y la Asociación de Propietarios y Terratenientes de Navarra (APTN) que agrupaba a los grandes. Ambas colaboraron estrechamente durante la República.
Partidos obreros
- El Partido Socialista[26]

En Navarra se autodenominó Partido Socialista o Partido Socialista Obrero. El trato de favor recibido durante la Dictadura, y su permanencia en activo cuando otros partidos estaban suprimidos y perseguidos, explica que en 1931 fueran las asociaciones obreras mejor organizadas.

 era el partido de izquierdas más importante y mejor organizado al inicio de la República, con cinco agrupaciones y 400 afiliados en 1931, en parte debido a la actitud conciliadora que mantuvo durante la mayor parte de la dictadura de Primo de Rivera. La Federación Socialista de Navarra formaba parte de la federación regional vasco-navarra del PSOE. Entre sus líderes estaba el presidente en Navarra Gregorio Ángulo, el ya citado sindicalista Ricardo Zabalza, el médico Constantino Salinas o Julia Álvarez (que hasta 1932 fue vicepresidenta del Partido Republicano Radical Socialista). Inicialmente socialistas y ugetistas mantuvieron buenas relaciones con los partidos republicanos Acción Republicana, Partido Republicano Autónomo Navarro (PRAN) y Partido Republicano Radical Socialista e incluso con el Partido Radical, y se enfrentaron al Partido Comunista (PC) y sobre todo a la CNT. Los socialistas rechazaron 1932 crear un Comité de Izquierdas que propuso el PRAN y un Frente Único Proletario que propuso el PC. A partir de la pérdida del Gobierno se radicalizó y pasó a defender un frente único.
- El Partido Comunista, cuyo Comité Provincial formaba parte de la Federación Comunista Vasco-Navarra y fue fundadora del Partido Comunista de Euskadi,[28] tuvo escaso desarrollo en los primeros años de la República en Navarra, inferior incluso a su minoritaria implantación en el resto de España, donde solo tenía núcleos significativos en Madrid, Sevilla y Vizcaya. A partir de 1934, bajo la dirección de Jesús Monzón, el Partido Comunista pretendió llegar a la unidad de acción con los socialistas, época que coincidió con la creciente radicalización largocaballerista del PSOE. En esta aproximación se produjo la unificación de la Juventud Socialista y de la Juventud Comunista en una sola organización, las Juventudes Socialistas Unificadas (JSU), el 1 de abril de 1936.[29]

Partidos republicanos
El republicanismo contaba con organización fundamentalmente en Pamplona, pero no fue hasta la proclamación de la República que los diversos partidos republicanos empezaron a contar con estructuras en toda Navarra: 
- El Partido Radical (PRR) de Alejandro Lerroux era el partido republicano más importante y constituyó 33 comités locales entre 1931 a 1936. Su evolución fue pareja a la del partido a nivel nacional. En las elecciones de 1931 se presentó a las elecciones dentro de la Conjunción Republicano-Socialista. En 1933, se constató su alejamiento de las izquierdas: a las elecciones de 1936 se presentó en solitario y colaboró con las derechas en la gestora de la Diputación Provincial, formando ya parte del Bloque de Derechas.
- Derecha Republicana, cuyos estatutos fueron aprobados el 1 de enero de 1932. Presidida por Jesús Artola Goicoechea, industrial y gobernador civil de Guipúzcoa en 1932. Se incorporó sin tardar a Acción Republicana.[30]
- Acción Republicana (AR), cuyo líder nacional era Manuel Azaña y en Navarra Ramón Bengaray.
- El Partido Republicano Autónomo Navarro (PRAN) fue el partido que más se expandió en 1931, tras la reorganización impulsada por Serafín Huder. Fue uno de los partidos que, en Navarra, se integró en Izquierda Republicana en 1934. Un miembro relevante fue Mariano Ansó, primer alcalde republicano de Pamplona, el cual, sin embargo, tras las elecciones constituyentes se unió a AR, siendo el líder republicano navarro de mayor relevancia a nivel nacional y llegando a ser ministro con Negrín durante la Guerra Civil.
- El Partido Republicano Democrático Federal, que cobró nuevo ímpetu tras la proclamación de la República, implantándose en Cintruénigo en mayo de 1931. Era federalista y defensor de los fueros vasco-navarros, aunque tuvo escaso peso en Navarra. Presidido por Vicente Martínez de Ubago, periodista de La Voz de Navarra. Se unió posteriormente a Acción Republicana.[30] Dos de los fundadores del partido en Navarra, Victoriano Navascués y Pablo Yanguas, integrados posteriormente en Izquierda Republicana (IR), serían fusilados en 1936.
- El Partido Republicano Radical Socialista (PRRS), que procedía del PRR, y cuyas figuras más relevantes eran Emilio Azarola, alcalde de Santesteban y Aquiles Cuadra, concejal de Tudela.
- Unión Republicana (UR), surgido en 1934 agrupando a las facciones más centristas del republicanismo descontentas con el viraje a la derecha de los radicales. Muy minoritario en Navarra, estaba liderado por el médico Eduardo Martínez de Ubago.
- En 1934, tras el descalabro de las elecciones del año anterior, AR, parte de los PRRS (los Independientes) y el PRAN confluirían el 29 de marzo de 1934 en Izquierda Republicana (IR). Posteriormente se integraron otras agrupaciones republicanas, consiguiendo, a través de este partido, darle al republicanismo de izquierdas importancia. IR logró 46 agrupaciones en Navarra en 1936.

Partidos nacionalistas vascos
- El Partido Nacionalista Vasco (PNV) mantuvo una postura cercana a la Iglesia católica en lo social y una defensa del Estatuto de Autonomía para las provincias vascas entre las que se incluía a Navarra. Esto último era defendido, al proclamarse la República, con diferentes enfoques, por casi todos los partidos, con excepción de los alfonsinos con el poderoso Diario de Navarra. Sin embargo, su peso en Navarra era pequeño, teniendo presencia sobre todo en Estella, Pamplona y el norte vascoparlante. Sus figuras más destacadas eran Manuel Aranzadi y Manuel de Irujo.
- Acción Nacionalista Vasca (ANV) surgió en 1930 como escisión del anterior por no compartir la confesionalidad de aquel. Se definía como nacionalista vasco, laico y republicano. Su líder en Navarra fue Pello Irujo. Tenía escasa fuerza en Navarra y en las elecciones de 1936 formó parte del Frente Popular.

Partidos de derechas antirrepublicanos
- Los diversos grupos carlistas, los "jaimistas" (seguidores de Jaime de Borbón), con Tomás Domínguez Arévalo (conde de Rodezno), los "integristas" (seguidores de la defensa integral católica), con José Sánchez Marco, y los "mellistas" (seguidores de Juan Vázquez de Mella), con Víctor Pradera, se unificaron en enero de 1932 en la Comunión Tradicionalista, la cual a partir de entonces tuvo un gran desarrollo organizativo hasta 1934 inclusive. Realizaban una inequívoca defensa de los postulados católicos con numerosos lazos con organizaciones de este carácter, que se desarrollaron enormemente durante el periodo de la República. La consideración por su parte de que las acciones de la República eran antirreligiosas incrementó su base electoral de forma significativa. Su influencia en la Ribera y en la zona de la Montaña no sería importante hasta el comienzo de la guerra civil. Su líder más significado fue el conde de Rodezno.

Por otra parte, existían sectores católicos no relacionados con el carlismo, de orientación monárquica "alfonsina" (partidarios de Alfonso XIII):
- Estos estaban desorganizados hasta la creación de la Unión Navarra por Rafael Aizpún en julio de 1933, la cual más tarde se integraría en la Confederación Española de Derechas Autónomas (CEDA).
- El director del influyente Diario de Navarra, el alfonsino Raimundo García García "Garcilaso", como independiente, era una de las figuras más destacadas de las derechas navarras.
- Por su parte, la Acción Popular era el más importante grupo católico, y el núcleo de la CEDA de España. Entre sus dirigentes estaban Ángel Herrera Oria, José María Gil-Robles, José María Valiente, Manuel Senante y José María Sagües Irujo.[31]
- Dentro también de esta orientación estaba Renovación Española, un grupo igualmente monárquico, fundado en enero de 1933 por Antonio Goicoechea y que derivó hacia la extrema derecha, siguiendo los postulados del legitimismo maurrasiano francés, con José Calvo Sotelo como líder cuando regresó de Francia en 1934.[32]
- El Partido Nacionalista Español fundado por José María Albiñana, fue precedente de las organizaciones fascistas en España. Participó en la conspiración para el golpe de Estado de José Sanjurjo de 1932. Faustino Escribano, que antes perteneció a Unión Patriótica, y Luis Pérez lo dirigieron en Navarra. Se fusionó con Falange Española.[33]
- La Falange Española, fundada en 1933, por Julio Ruiz de Alda en Navarra, tenía muy escasa implantación, aunque esta se amplió ligeramente tras la fusión con las JONS en 1934. Tuvieron un pequeño arraigo en Estella, Pamplona y en la zona de la Ribera, gracias en esta última al médico Aniceto Ruiz Castillejos. En vísperas del golpe de Estado de 1936 tenía en Navarra setecientos afiliados, de ellos 160 en la capital. Destacaron en Pamplona Fermín Sanz Orrio, Alberto Artundo, Fermín Yzurdiaga[34]

### Evolución política

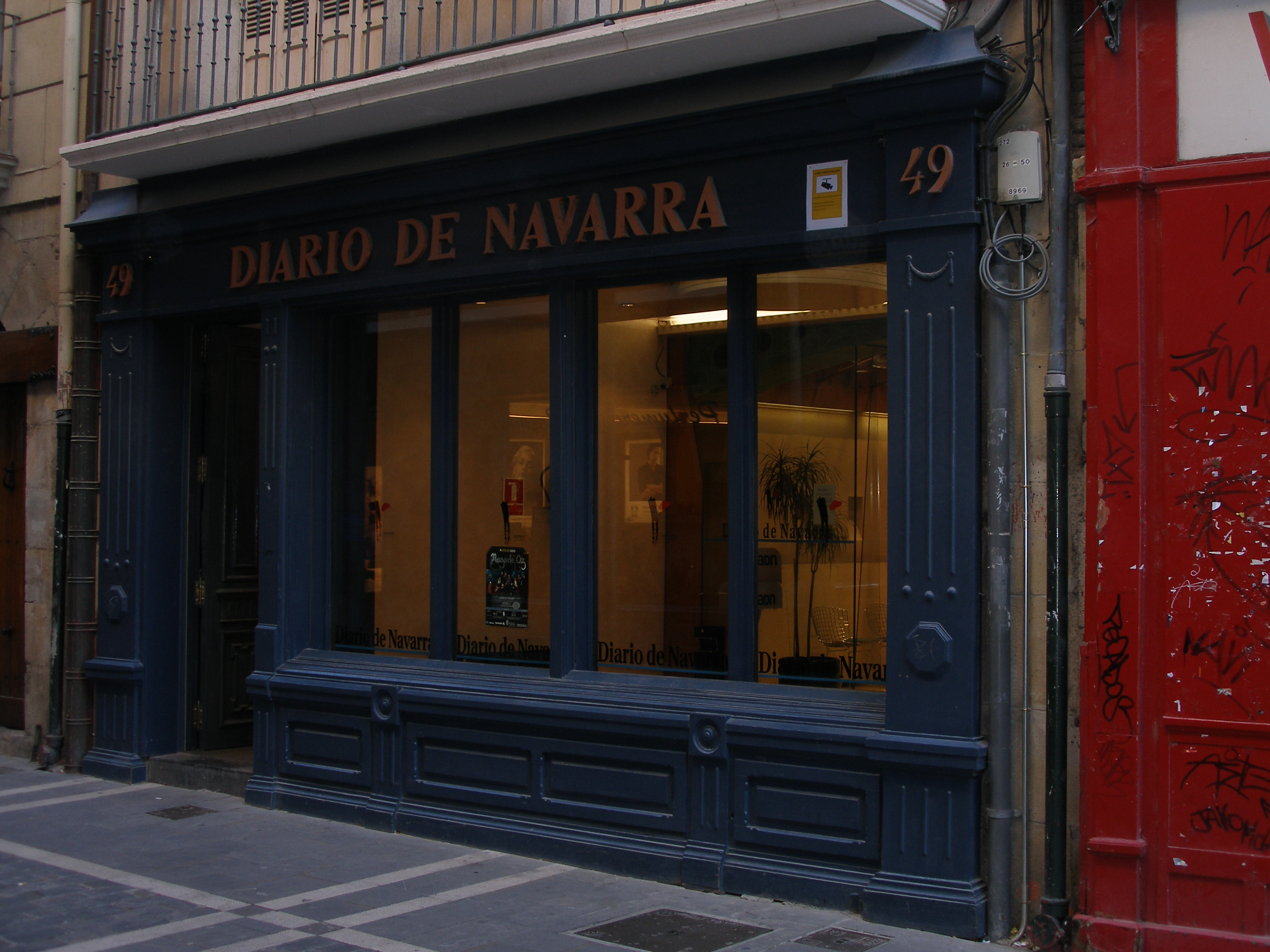
El Diario de Navarra fue parte decisiva en la sublevación que dio origen a la Guerra Civil. En la fotografía las históricas oficinas del periódico conservador, que aún es hoy el más influyente de Navarra.

La proclamación de la República se llevó a cabo en Pamplona con gran entusiasmo popular. En la noche del 13 de abril recorrió las calles de Pamplona una manifestación republicana. Fue derribado el busto del general Sanjurjo y se arrancaron las placas de Avenida de Alfonso XIII y de la Plaza de Primo de Rivera. Al día siguiente, 14 de abril, el médico pamplonés Serafín Huder izó la bandera republicana desde el balcón del Ayuntamiento a las siete de la tarde (aunque Pamplona había sido una de las nueve capitales de provincia donde los republicano-socialistas no habían triunfado).
Sin embargo, el mapa electoral de Navarra, ya desde las elecciones municipales del 12 de abril de 1931, reflejó durante toda la república una amplia y constante mayoría del bloque de derechas. Esta fue incluso incrementándose en las diversas convocatorias electorales que se llevaron a cabo. Así, el voto de derechas pasó del 63,2 % en 1931 (resultados obtenidos por la coalición católico-fuerista, que agrupaba a toda la derecha navarra, incluyendo al PNV) al 71,6,% de los votantes en 1936 (ya sin el PNV). La hegemonía derechista solo se veía alterada en la mitad sur de Navarra, sobre todo en los pueblos de la Ribera. Ya en 1931 la Conjunción Republicano-Socialista estaba bien implantada en toda la Ribera, Tafalla, Pamplona, Alsasua, Olazagutía, Yesa, así como en los valles de Salazar y Roncal, aunque no siempre con mayoría. Solo la Ribera era mayoritariamente izquierdista.
Así, por ejemplo, las elecciones municipales celebradas el 12 de abril fueron impugnadas en Pamplona y su repetición el 31 de mayo tuvo como resultado el triunfo, por escaso margen, de la Conjunción sobre la candidatura "Antirrevolucionaria" (a la que benefició la retirada de la candidatura nacionalista vasca, que sí se había presentado el 12 de abril) sobre las derechas, de forma que el republicano Mariano Ansó fue elegido alcalde. Tudela, la segunda ciudad en población de Navarra, también había quedado en manos de la conjunción. Sin embargo, las elecciones del 12 de abril habían supuesto un rotundo éxito de la derecha en el conjunto de Navarra, que obtuvo 765 concejales (77 %) frente a los 134 de la izquierda (13 %). La instauración de la República trajo también la disolución de la Diputación Foral, nombrando el gobierno una gestora compuesta por republicanos y socialistas.
Las elecciones a Cortes Constituyentes de 1931 supusieron, siguiendo la línea de los resultados globales de las municipales, el triunfo de las derechas (en cuya candidatura se integraba, tras largas negociaciones, y el sacrificio de su líder en Navarra, Manuel de Aranzadi, el PNV, un esquema repetido también en las provincias vascas), con la denominación de coalición católico-fuerista, que merced a la nueva legislación electoral obtuvieron los cinco escaños destinados a la mayoría, dejando los dos de la minoría a los republicano-socialistas, que renovaban la coalición de las municipales.
Dos serían los temas políticos principales en Navarra durante el bienio reformista (1931-1933): la cuestión religiosa y el Estatuto de Autonomía Vasco-Navarro, con una íntima relación entre ambos.
La confrontación y utilización religiosa como arma política quedó patente en la discusión sobre el Estatuto de Autonomía para el País Vasco-Navarro. A las pocas semanas de instaurarse la República, se presentaron dos propuestas de estatutos: uno elaborado por la Sociedad de Estudios Vascos y promovido por ayuntamientos de las cuatro provincias, en el que el PNV era la fuerza impulsora, y otro de la comisión gestora de la Diputación de Navarra, que fueron similares. La derecha navarra, con la excepción del Diario de Navarra, apoyó el proyecto, al igual que la izquierda aunque con menos unanimidad y entusiasmo. El proyecto de Estatuto fue aprobado en Estella el 14 de junio de 1931, antes de que las Cortes Constituyentes hubiesen aprobado la Constitución, que no vería la luz hasta el 9 de diciembre. Sin embargo, en la asamblea de Estella se añadieron dos enmiendas que suponían que la autonomía resultante mantuviese sus propias relaciones con la Santa Sede, al margen del Estado. Cuando se aprobó la Constitución, de carácter laico y que reservaba al Estado español las relaciones con la Santa Sede, el Estatuto no llegó ni a discutirse, lo que provocó el abandono de las Cortes por parte de la "minoría vasco-navarra".

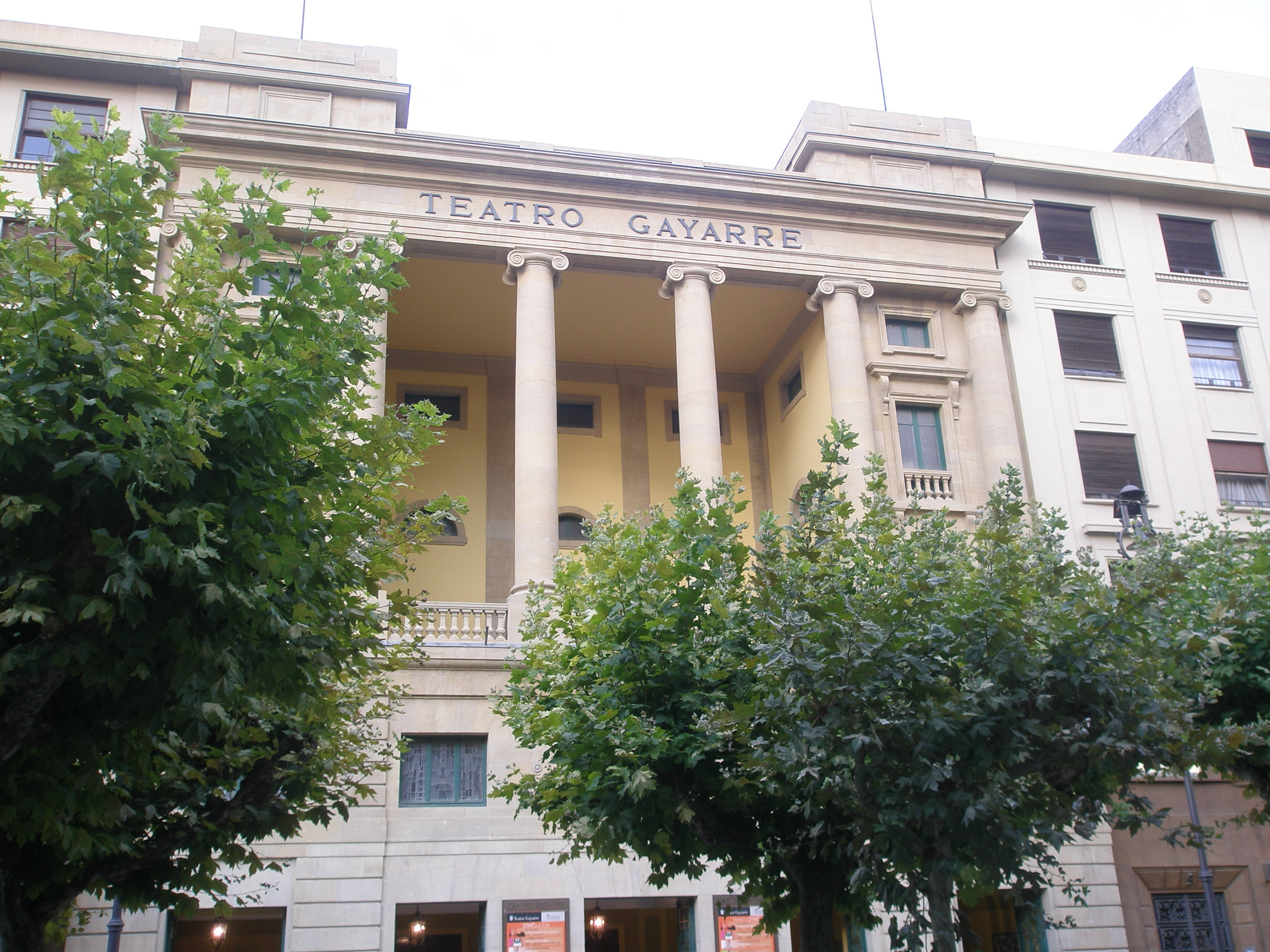
En el teatro Gayarre se dio la polémica asamblea donde finalmente se rechazó el Estatuto Vasco-Navarro el 19 de junio de 1932

El rechazo al Estatuto forzó al reinicio del proceso autonómico, el cual, de acuerdo con la legislación aprobada por las Cortes Españolas, debía ser dirigido por las gestoras de las diputaciones provinciales. Sin embargo, la práctica unanimidad que el primer proyecto había concitado se fue resquebrajando con celeridad. De acuerdo con la legislación, cada provincia debería aprobar, en asamblea de los municipios, si quería unirse a un estatuto conjunto o gozar de un estatuto provincial. En la asamblea del 31 de enero de 1932, el resultado fue positivo, pero tanto la actitud de Comunión Tradicionalista, que dejó libertad de voto a sus miembros, como la de un importante sector de la izquierda navarra, encabezado por Emilio Azarola, que se oponía al estatuto conjunto, llevó a que hasta un total de 69 ayuntamientos de 229 se opusieran al estatuto conjunto. Más aún, Azarola consiguió aprobar una enmienda que especificaba que se requeriría un porcentaje de dos tercios del cuerpo electoral para la aprobación del estatuto conjunto en Navarra, tanto de los ayuntamientos que debían aprobarlo antes de someter el proyecto de estatuto a plebiscito (que debían representar a los dos tercios citados de población), como de los votantes que debía aprobarlo definitivamente. El apoyo al Estatuto siguió disgregándose en los meses sucesivos, de cara a la decisiva asamblea de ayuntamientos del 19 de junio de 1932. Los carlistas habían dado libertad de voto (no sin que sus concejales en Pamplona apoyasen el no, uno de los factores que llevó a que la capital se pronunciase en contra del Estatuto). El conde de Rodezno adoptaba una postura ambigua, en tanto que el diputado Joaquín Beunza lo apoyaba con entusiasmo. El Diario de Navarra estaba radicalmente en contra, en tanto que otros sectores derechistas, como los representados por Rafael Aizpún y Miguel Gortari, que posteriormente fundarían y dirigirían el grupo cedista Unión Navarra, apoyaban el estatuto, aunque con reticencias. Socialistas y republicanos (con excepción del diputado Mariano Ansó y algunos militantes radicalsocialistas) también estaban en contra. Por su parte, el Partido Nacionalista Vasco era el máximo representante del «Sí». La disgregación de fuerzas llevó a que en la polémica asamblea el 19 de junio de 1932 los ayuntamientos navarros no aprobaran el Estatuto común. Se pronunciaron a favor 109 de los 267 municipios navarros (que representaban ciento treinta y cinco mil habitantes, por una representación de unos doscientos quince mil navarros entre votos en contra y abstenciones). Las cifras quedaban muy lejos no solo de la mayoría simple, sino de los dos tercios del censo electoral exigidos por la enmienda aprobada en la asamblea enero de 1932. Incluso si, como documentó en 1977 Jimeno Jurío, existieron coacciones y votos opuestos que iban en contra del mandato favorable otorgado por algunos ayuntamientos, el rechazo del Estatuto era fruto de la falta de entusiasmo del carlismo, una vez que se excluía la cuestión religiosa y de la división que causaba el Estatuto conjunto tanto entre las derechas como en las izquierdas (en general, la Ribera se había pronunciado en contra del Estatuto). También influyó el carácter más "centralista" del proyecto de 1932, comparado con el carácter más "confederal" del de 1931, que daba más competencias a cada una de las provincias que formaban la entidad conjunta, y por tanto a Navarra (acta de la asamblea del 19 de junio de 1932).
A partir de entonces, el Partido Nacionalista Vasco siguió promoviendo el Estatuto conjunto, con el apoyo únicamente de algunos miembros de los partidos navarros republicanos y de izquierdas (que formaron una agrupación denominada "Acción Autonomista"), como Mariano Ansó, el cual, en las Cortes, elegido por Guipúzcoa, siguió defendiendo esta aspiración pero evitando "convertir a Vasconia y a Navarra en un coto cerrado de la reacción, donde sea imposible la convivencia de las ideas liberales".
Las derechas se radicalizaron por la legislación en materia religiosa de la República, considerada como anticatólica, con medidas como la disolución de la Compañía de Jesús, eliminación de los presupuestos de culto y clero, control de todas las congregaciones religiosas y prohibición de estas de ejercer la enseñanza.
El fallido golpe de Estado monárquico de José Sanjurjo del 10 de agosto de 1932 (la "Sanjurjada") produjo algunas detenciones en Navarra y la suspensión, hasta el 11 de septiembre, de los periódicos de derechas, tanto los carlistas El Pensamiento Navarro y La Tradición Navarra, como el monárquico Diario de Navarra.

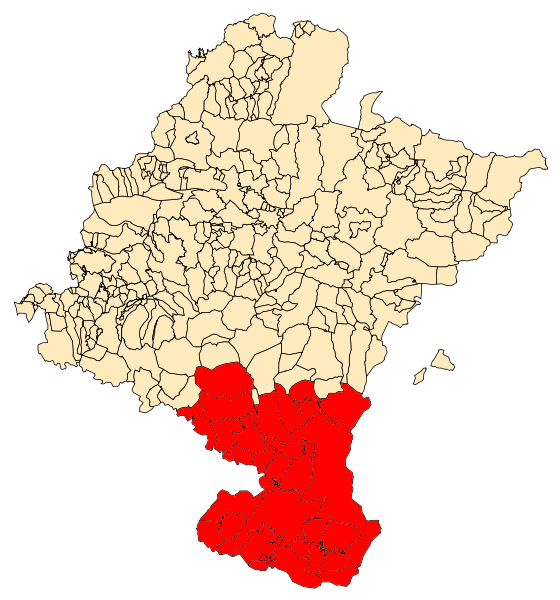
La zona de la Ribera comprende la merindad de Tudela en su totalidad y parcialmente la de Estella y la de Olite. Es donde se concentraba la problemática del campesinado sin tierras.

Sin embargo el problema social de base se encontraba entre los campesinos y propietarios agrícolas pobres, fundamentalmente en la Ribera. La Iglesia, frente a la República, tomó partido con la Asociación de Propietarios y Terratenientes de Navarra, controlada ideológicamente por el carlismo. Con ello se oponían a la ley de Reforma Agraria de 1932. El paro en el campo se fue incrementando. Esto llevó a amenazas de huelgas en junio de 1933 y el 7 de octubre a la ocupación de fincas en numerosos pueblos. Tras el cambio de gobierno y la paralización de las medidas de reforma agraria, en junio de 1934 tuvo lugar una fallida huelga general campesina en toda España promovida por la Federación de Trabajadores de la Tierra de la UGT, que tuvo incidencia en 49 pueblos de la provincia. A pesar del fracaso de la huelga en el campo, en octubre estalló la insurrección contra el gobierno derechista que en Navarra se caracterizó por abundantes destrucciones de campos. La detención del comité revolucionario junto a otras detenciones, la suspensión de prensa de izquierdas y la destitución de los concejales de izquierdas de más de treinta ayuntamientos que fueron sustituidos por gestores, frenaron la conflictividad. Las irregularidades cometidas en las suspensiones de algunos ayuntamientos fueron denunciadas en las Cortes por Manuel Irujo, navarro estellés pero diputado por Guipúzcoa.
La ley del 27 de diciembre de 1934, siendo Rafael Aizpún ministro de Justicia, decretaba la elección de los diputados forales por los representantes de los ayuntamientos en cada merindad. Sin embargo, la suspensión ya referida de 32 ayuntamientos en 1934, sustituidos por gestores, sobre todo en la Ribera, llevaría a que en enero de 1935 la elección de los diputados provinciales, todos de derechas, salvo un radical, fuera continuamente cuestionada por la izquierda, que exigía el cambio de la gestora del Diputación Foral resultante.
En las elecciones de febrero de 1936 los partidos de izquierda (IR, PSOE, PCE, ANV e independientes) se coaligaron en el Frente Popular, el PNV se presentó de forma aislada y el "Bloque de Derechas" agrupó a carlistas, CEDA, los monárquicos independientes con el influyente director del Diario de Navarra, Raimundo García García "Garcilaso" y apoyo de Renovación Española, sin participación. Falange Española dio libertad de voto.
La conflictividad volverá a resurgir tras la victoria del Frente Popular en febrero de 1936 en España, al reclamarse la aplicación de la paralizada Ley de Reforma Agraria y el cambio inmediato de la Gestora provincial. En Navarra volvieron a ganar las derechas, todos los representantes en las elecciones de febrero de 1936 se fueron para el Bloque de Derechas (Carlistas, CEDA, el director del Diario de Navarra y apoyo de Renovación Española) con el 71,6 % de los votos. El resto se repartió entre el 21,7 % para el Frente Popular y el 9,2 % para el PNV.

### Violencia política

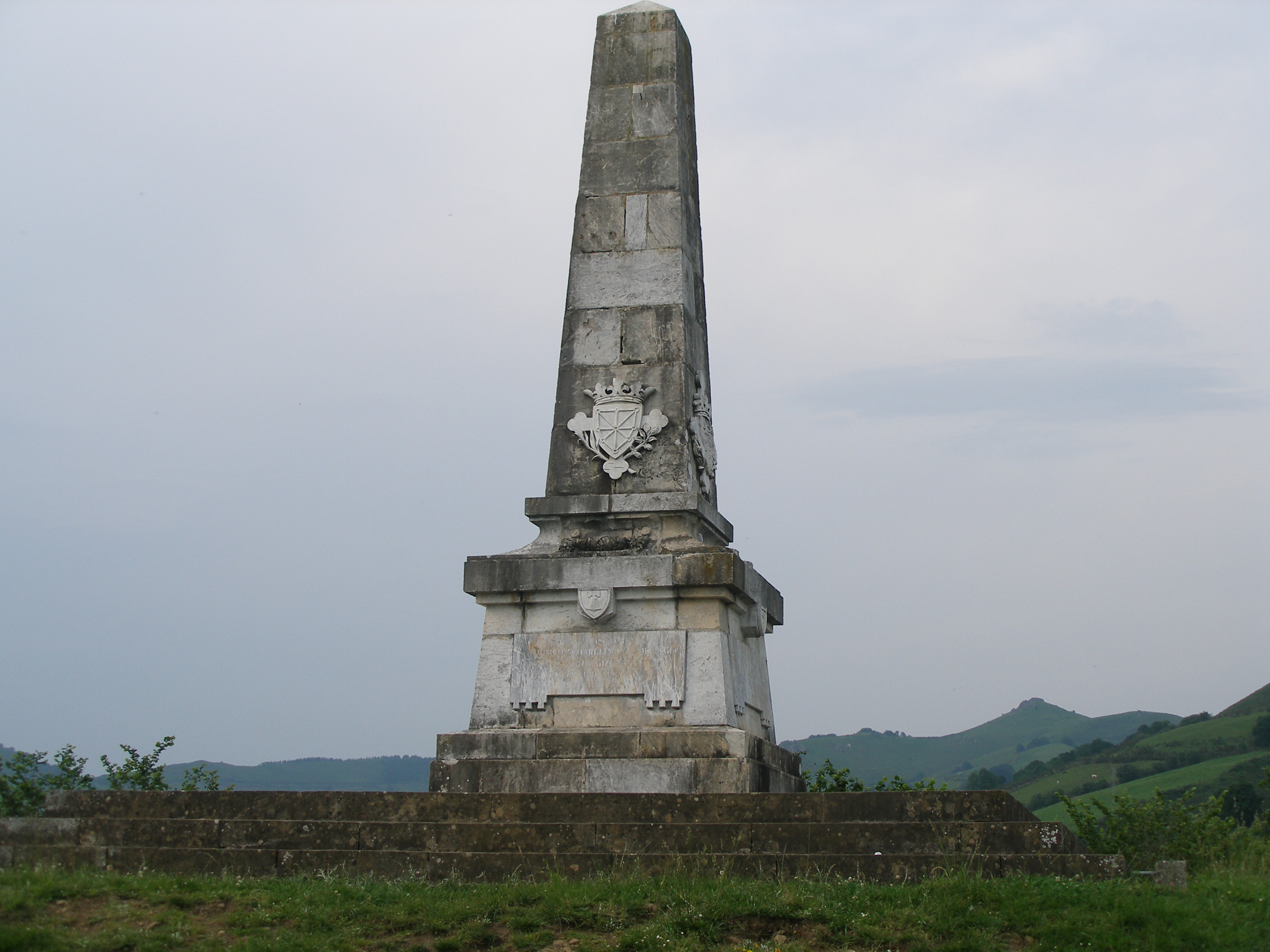
En 1931, durante el proceso de ratificación del Estatuto Vasco-Navarro, el monolito en recuerdo a los defensores de la independencia de Navarra en donde estuvo el Castillo de Maya, fue destruido violentamente. El monumento contenía los escudos de las cuatro provincias que se integrarían en el Estatuto de Estella. Fue reconstruido en 1982.

La violencia política comenzó en Navarra poco después de la proclamación de la República. Algunos de los incidentes tuvieron gran repercusión política, como los acontecidos el 14 de junio de 1931. Ese día tenían lugar dos concentraciones masivas en Navarra: en Estella tenía lugar la asamblea en la que representantes de los municipios vasco-navarros, con el impulso primordial del PNV, aprobaban el Estatuto general del Estado Vasco con las enmiendas religiosas. El mismo día los tradicionalistas llevaban a cabo en Pamplona un acto de "afirmación católico-fuerista" (cuya celebración, de hecho, obligó al traslado de la asamblea de municipios de Pamplona, donde se había previsto inicialmente, a Estella, con el consiguiente enojo del PNV). Cuando volvían a sus casas, participantes en ambos mítines fueron atacados por partidarios de la República. Estos incidentes tuvieron importantes repercusiones, puesto que fue uno de los factores (el otro fue el proyecto de Estatuto con las enmiendas confesionales) que llevaron al PNV a integrarse en la candidatura católico-fuerista que promovían las derechas navarras de cara a las elecciones a Cortes Constituyentes que se celebrarían el 28 de junio (y que se reprodujeron en las provincias vascas), en las que dicha candidatura consiguió la victoria en Navarra.
Tras las elecciones, y durante el proceso de discusión por parte de los ayuntamientos del Estatuto de Estella, en la noche del 26 al 27 de julio, el monolito en homenaje a los defensores del Castillo de Maya fue dinamitado, sin que el atentado fuese nunca reivindicado. El monolito se había construido en 1922 en homenaje a los defensores del castillo de Maya, los últimos defensores de la independencia navarra en el cuarto centenario del asedio. Su erección fue el objeto de una agria polémica, por la discrepancia acerca del significado de la gesta (siendo los defensores de la fortaleza patriotas para unos y traidores para otros) y por el hecho de que aparecieran los escudos de Álava, Guipúzcoa y Vizcaya (cuyas diputaciones habían ayudado a sufragar el monumento), además del de Navarra, y no el de España.
Los incidentes siguieron durante estos años, con enfrentamientos en las calles incluso en relación con actos estrictamente religiosos, con heridos y detenidos. Así ocurrió en la festividad de San Francisco Javier, patrón de Navarra, el 3 de diciembre de 1931, cuando la mayoría de la corporación provincial se negó a acudir al acto religioso, a su vez cinco alcaldes de derechas convocaron al resto de los munícipes a acudir a Pamplona. La concentración fue prohibida alegando que la manifestación podía dar lugar a alteraciones del orden público. El gobernador multó a los convocantesy prohibió a los alcaldes la asistencia. Terminada la misa solemne pero se realizó, con posteriores manifestaciones de grupos con invasión por parte de jóvenes carlistas y nacionalistas del Palacio de la Diputación colocando en el mástil la bandera de Navarra, sin poner la de la República, siendo aplaudidos por el público. Posteriormente otro grupo reublicano-socialista tiró a la calle la enseña y la destrozó. Hubo choques con grupos republicanos y de izquierdas, intervención de la fuerza pública y varios detenidos. En estos años también se produjeron disturbios con otros eventos religiosos como inscripciones en registros civiles, entierros o matrimonios civiles entre otros.
En abril de 1932 en Huarte, varios socialistas fueron tiroteados cuando volvían de un mitin en Aoiz, sin producirse víctimas. Al domingo siguiente, el 22 de abril, unos jóvenes tradicionalistas aporrearon a un socialista en Pamplona y tras ello se refugiaron en su "Círculo" de la plaza del Castillo. Seguidamente un grupo de personas se concentró en las proximidades del establecimiento, y se realizaron seis disparos de pistola cayendo muertos un socialista y un jaimista. Por la noche cayó mortalmente herido otro joven socialista. El Círculo fue clausurado, recogiéndose armas en los registros domiciliarios. Hubo un llamamiento de la UGT a la huelga general para el lunes siguiente, en la que se produjeron incidentes, con un conato de incendio en la casa de los Baleztena, en el paseo Sarasate y el apedreamiento del "Círculo Radical-Socialista". La prensa socialista acusó a Jaime del Burgo de estar detrás de los pistoleros carlistas.
Dos meses después, en Viana, un telegrafista y militante del PSOE fue atacado por una cuadrilla de jóvenes carlistas. El militante socialista llegó a sacar una pistola, pero lo agarraron por detrás y le asestaron varias cuchilladas, falleciendo siete días después.
En los inicios de 1934, ya en el bienio radical-cedista y dentro de la conflictividad en el campo ya referida, se produjeron incendios en pajares, destrozos en propiedades y corrales y roturaciones ilegales de fincas privadas. Los incidentes más graves tuvieron lugar en Mendavia y en Cáseda. En febrero, también se produjeron enfrentamientos cuando José María Gil-Robles acudió a un mitin en Pamplona.
El 17 de abril de 1934 fueron asesinados en Pamplona el contratista de obras Sr. Lorca y un empleado de la empresa por un obrero que había sido despedido. Posteriormente también se produjeron algunos asaltos a comercios, lo que llevó a que la "Asociación Patronal" convocara a un cierre de establecimientos comerciales e industriales.

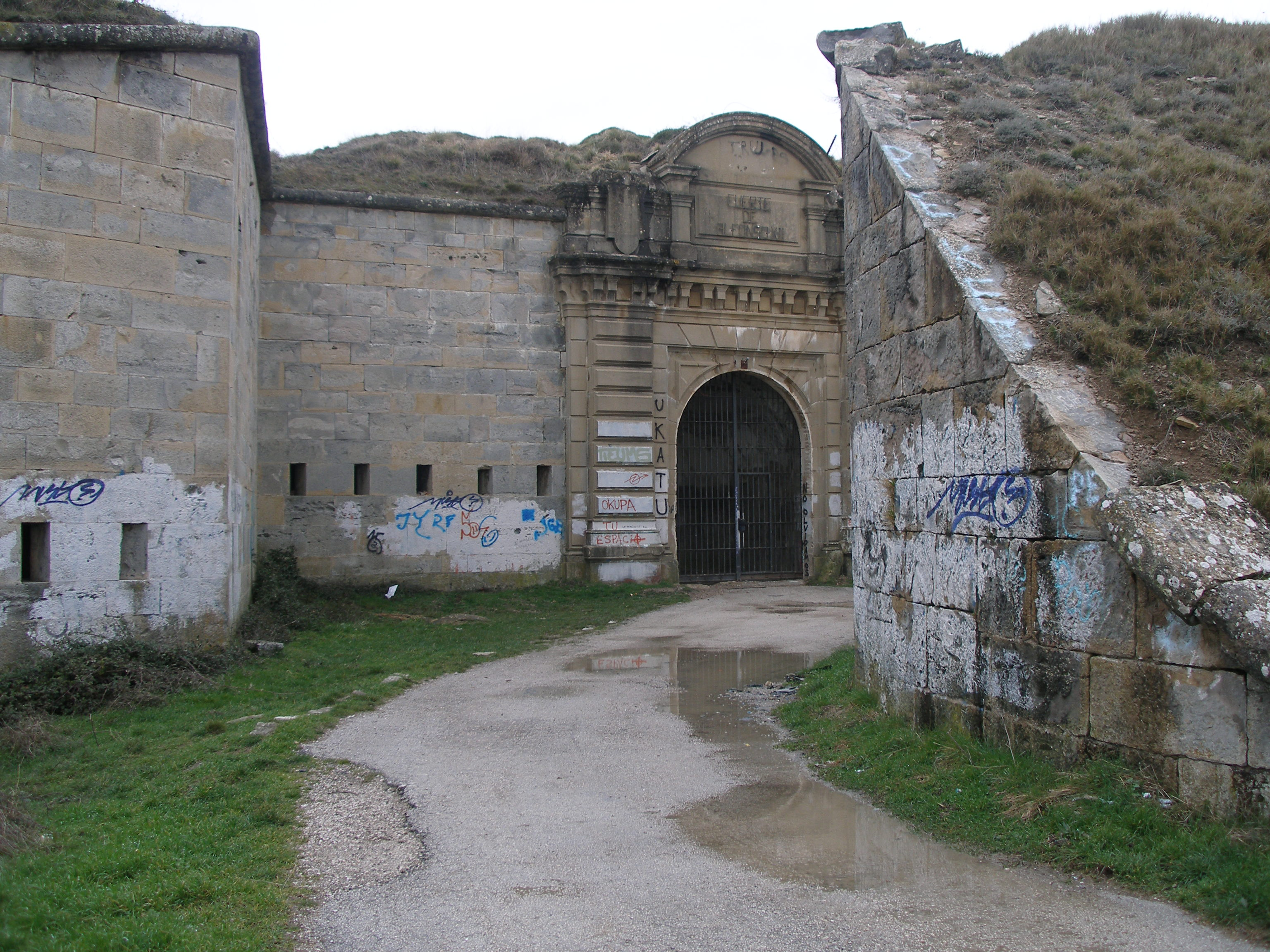
El Fuerte de San Cristóbal era ya utilizado como penal durante la República, siendo conocidas las penosas condiciones de los recluidos. El ayuntamiento y la población de Pamplona pidió su cierre de forma reiterada

En Berbinzana el 14 de abril de 1935 durante todo el día se celebró el aniversario de la proclamación de la República con normalidad. Sin embargo al anochecer a las nueve un grupo de derechistas se acercó al local de la UGT gritando "¡Viva el Fascio!", saliendo los socialistas a la calle a contestarles. Sin embargo los primeros estaban armados hiriendo gravemente al hermano del alcalde de varios tiros y a otro de una puñalada. Tras recoger a los heridos algunos izquierdistas se armaron de escopetas y se cruzaron disparos con los fascistas que se habían replegado a su centro, cayendo muerto uno de ellos que estaba apostado y armado. Fueron detenidos dos miembros de UGT que serían juzgados y uno de ellos condenado.
Sofocados los sucesos revolucionarios de octubre de 1934, centenares de prisioneros (fundamentalmente asturianos y eibarreses) fueron encerrados en el Fuerte de San Cristóbal junto a otros presos comunes. Desde el principio, la falta de higiene y salubridad fueron objeto de denuncias, con peticiones de traslado de los presos y del cierre de la edificación como penal. Esta penosa situación de los presos fue llevada al pleno del ayuntamiento de Pamplona, donde estaba domiciliado, en varias ocasiones. En septiembre de 1935 estas malas condiciones de reclusión llevaron a la muerte a un miembro de la CNT de la provincia de Santander, lo que motivó paros en Pamplona. La posición del ayuntamiento era unánime y se solicitó su supresión del mismo al Ministerio de Justicia. Posteriormente la muerte de otro preso produjo protestas en toda España y un motín en el fuerte que fue reprimido, mientras en Pamplona era secundado por un paro general el 11 de octubre de 1935, sumándose numerosos ayuntamientos a la solicitud de cierre del penal y el traslado de los 750 presos a otras cárceles. Los traslados se iniciaron de forma tímida en noviembre.

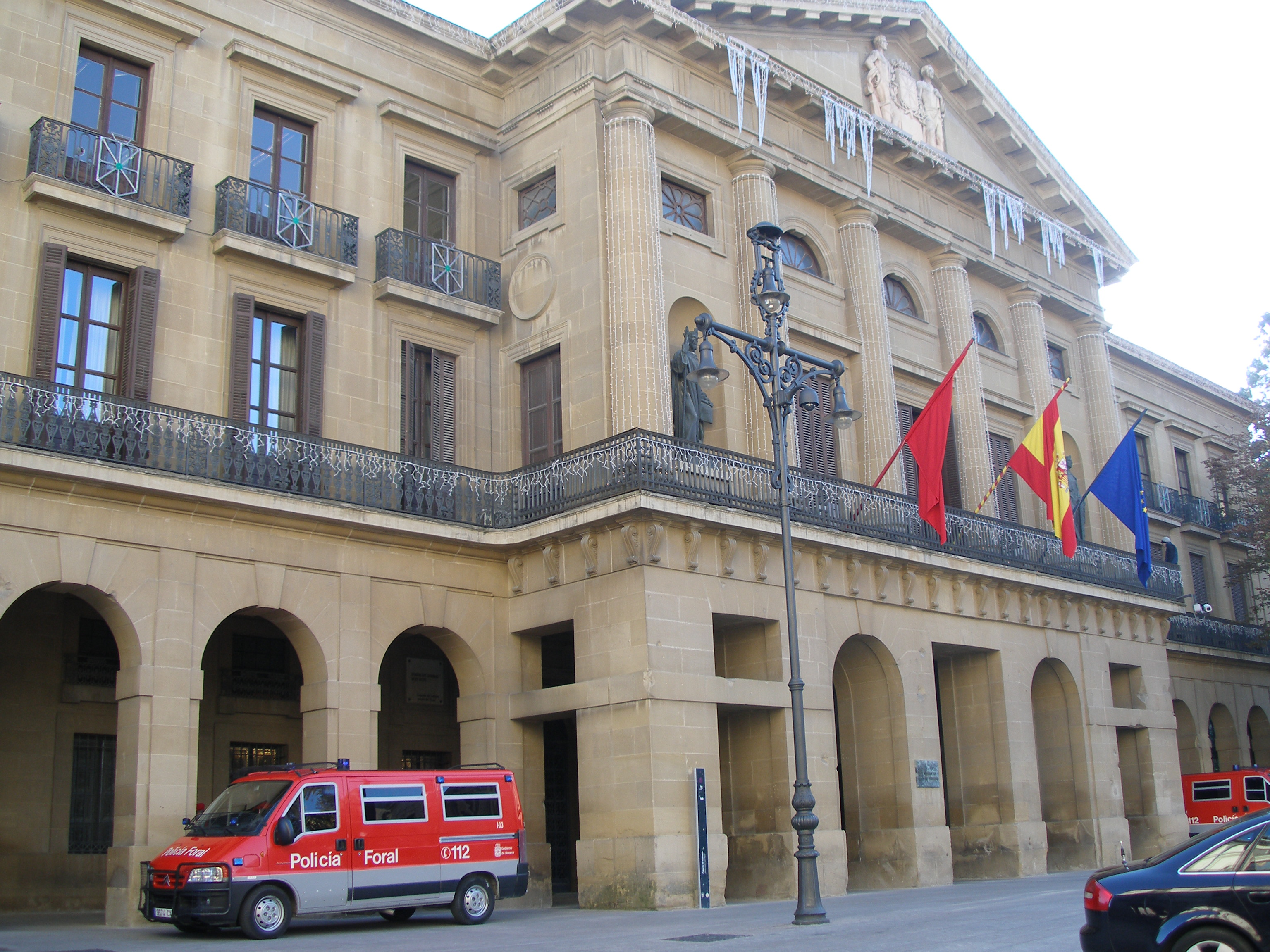
Palacio de la Diputación, sede de la gestora que gobernaba la Diputación Provincial. Aquí se produjo un encierro el 6 de marzo de 1936, al cual le siguieron, tras el desalojo, una serie de disturbios por la tarde.

La campaña electoral de febrero de 1936, aunque tensa, no fue escenario de incidentes importantes en la provincia. Sin embargo el día de las elecciones fue asesinado un militante de IR en Belascoáin y hubo agresiones a interventores del Frente Popular. Tras el triunfo del Frente Popular se decretó una amnistía para los presos políticos, de los que 400 estaban en el fuerte San de Cristóbal. Al salir los presos denunciaron las condiciones en las que estaban y responsabilizaron al ya exministro de Justicia Rafael Aizpún.
Un falangista se enfrentó en Mendavia con su alcalde y dos alguaciles, resultando gravemente herido y falleciendo en Pamplona. El 27 de marzo se realizó el entierro, a donde acudieron requetés y falangistas uniformados, produciéndose enfrentamientos con la Guardia de Asalto. El gobernador cerró el centro de Falange Española en la calle Mayor y encarceló a doce afiliados.
Como se ha indicado, la diputación en funciones había sido elegida en febrero de 1935, tras una ley promulgada por Rafael Aizpún, entonces ministro de Justicia, y la destitución de todos los concejales izquierdistas —los diputados debían ser elegidos por los concejales de cada merindad— en noviembre de 1934 por parte del gobierno radical-cedista por su supuesta participación en los hechos revolucionarios de octubre de 1934, que no tuvieron apenas repercusión en Navarra. El Frente Popular de Navarra, tras la victoria en España de febrero de 1936, se dirigió al Gobierno para el relevo de la gestora de la Diputación de Navarra, sin obtener respuesta. Ante ello, un grupo de jóvenes socialistas y comunistas, encabezados por el dirigente comunista Jesús Monzón, pistola en mano, tomaron la Diputación el 6 de marzo exigiendo su cese. Estuvo en su poder durante una hora y media y al llegar la policía, los invasores salieron por la puerta de atrás, confundiéndose con la gente de izquierdas que había acudido al sitio. Solamente fue hecho preso Jesús Monzón. Por la tarde el Frente Popular organizó una manifestación de apoyo que recorrió Pamplona mientras que Jesús Monzón estaba detenido. Se caldearon los ánimos de tal forma que Ramón Bengaray de IR y Tomás Áriz, del PCE, trataron de apaciguar a los manifestantes, se produjeron dsparos muriendo una mujer y un muchacho de 16 años, además de varios heridos por arma de fuego ante las oficinas del Diario de Navarra. La acusación de provocar los incidentes fue mutua entre los manifestantes y el Diario. Según algunas versiones aquellos atacaron a las oficinas del mismo intentando quemarlas.
Organización del Requeté navarro
Desde el principio la República estuvo marcada por la conspiración. Inicialmente era un proceso pluralista e indefinido en el que participaron sectores del ejército, carlistas, falangistas y otros grupos derechistas. Los tradicionalistas en Navarra desde 1931, organizadas por Generoso Huarte crearon las "Decurias", cuya finalidad era la custodia de edificios religiosos y la vigilancia de calles y círculos durante la celebración de mítines y otros actos políticos. A partir de estos núcleos se organizó el Requeté, al igual que en otros lugares de España. En 1933 supuso un gran impulso del cuerpo en este territorio, con el nombramiento de Antonio Lizarza como delegado regional. Los requetés recibían instrucción en Ezcabarte, en la peña de Izaga y en las sierras de Andía y Urbasa. En el Círculo Carlista de Pamplona existía una academia militar en la que se preparaban los cuadros de la oficialidad, mediante las "Ordenanzas del Requeté".
En la crisis interna del tradicionalismo en la primavera de 1934 se resolvió con un cambio en la Jefatura de la Comunión pasando a liderarla Manuel Fal Conde en sustitución del Conde de Rodezno, Tomás Domínguez Arévalo que había realizado un acercamiento a las demás fuerzas monárquicas para formar un frente común ante la II República. Sin embargo este relevo no produjo cambios en cuanto a la continuidad conspirativa, aunque el carlismo navarro no compartirá todos los pasos dados por los hombres de Fal Conde en la etapa conspirativa final, siendo partidarios de realizar consultas directamente con el pretendiente Jaime de Borbón.
Se realizó una expedición a Italia, con una comisión que se entrevistó con Benito Mussolini donde consiguieron ayuda financiera y una partida inicial de armas. A esta le seguirían otras expediciones al mismo país y a otros países en donde compraban armas y se entrenaban. En marzo de 1935 contaba con 5394 hombres, 3000 de ellos desfilaron en Estella con motivo del homenaje a Zumalacárregui. Hubo fábricas clandestinas de rudimentarias granadas de mano y almacenes que no fueron descubiertos.
A comienzos de 1936 Lizarza nombró al excoronel Alejandro Utrilla, inspector regional del requeté en Navarra. Con él se logró llegar a 8400 boinas rojas en 1936.
Menor implantación tenían los falangistas, introducida por Julio Ruiz de Alda. Su centro en la calle Mayor de Pamplona fue clausurado tras el triunfo del Frente Popular en 1936. En vísperas de la sublevación militar se concentraron en Los Arcos unos 400 falangistas.

## La conspiración golpista

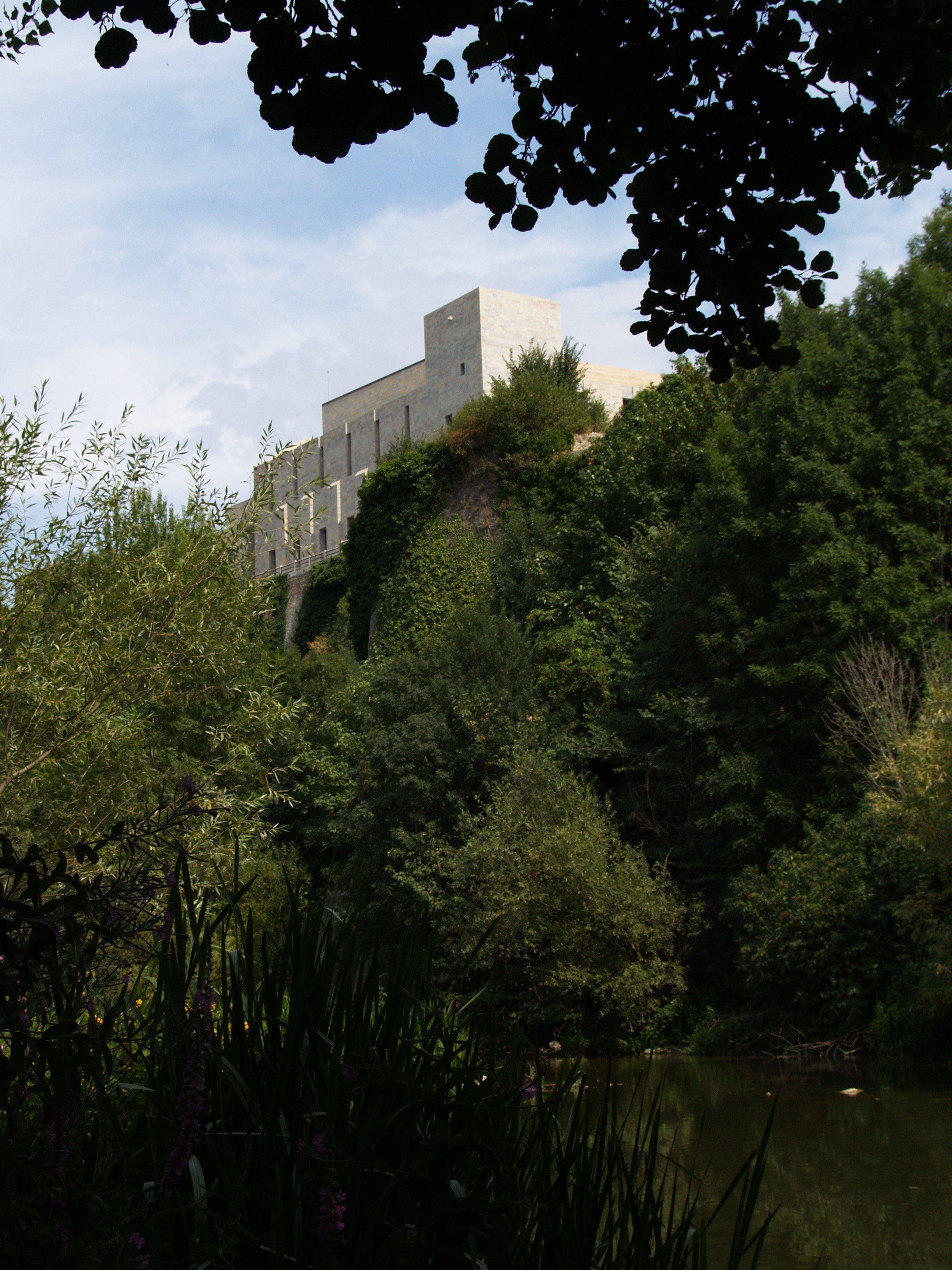
El histórico edificio del Palacio de los Reyes de Navarra era la sede del Gobierno Militar y residencia del general Emilio Mola

La conspiración que estuvo presente durante toda la vida de la Segunda República se aceleró a partir de la victoria del Frente Popular en las elecciones de febrero de 1936. En Navarra, sin embargo, el Bloque de Derechas volvió a utilizar la táctica que tan bien le había funcionado en 1933 y obtuvo las 7 actas de diputado en juego. En la elección, que era nominal y no por listas cerradas, consiguió el Bloque de Derechas una media de 71,6 % de los votos. El Frente Popular obtuvo el 21,7 % y el PNV, que presentaba a un único candidato, Manuel de Irujo, el 9,2 %. Sin embargo en la Ribera (merindad de Tudela y parte de las merindades de Olite y Estella) y en algunos municipios como la capital, Tafalla, la Burunda, valles de Aézcoa y Roncal el Frente Popular obtuvo resultados por encima de la media provincial, logrando mayoría en 15 municipios.
En la madrugada del 16 al 17 de febrero, apenas iniciado el escrutinio, que iba ofreciendo un exiguo triunfo del Frente Popular en votos (que la ley electoral magnificaba), el líder de la CEDA, José María Gil-Robles intentó convencer al presidente del Consejo de Ministros y ministro de Gobernación Manuel Portela Valladares de que declarase el estado de guerra y sacase el ejército a la calle, de lo que debería encargarse Franco, Jefe del Estado Mayor del Ejército, que se dirigió en el mismo sentido, primero al director general de la Guardia Civil, el general Pozas y luego, ante su negativa, al ministro de la Guerra, el general Nicolás Molero Lobo y al presidente de gobierno, con el fin, según decía, de evitar alteraciones del orden público. A pesar de su negativa, Franco llegó a cursar órdenes sobre la declaración del estado de guerra a los gobiernos militares, siendo desautorizado por Portela. Sin embargo, la negativa de Portela a secundarles y la lealtad a la República de Pozas hicieron fracasar estos intentos de Gil-Robles y Franco (a los que también se unió Calvo Sotelo). Tras la dimisión de Portela y la asunción del gobierno por Manuel Azaña, Franco fue destituido como Jefe del Estado Mayor.
Por su parte, las diversas conspiraciones civiles existentes (carlistas, alfonsinos y falangistas) buscaban atraer a los militares descontentos. Sin embargo, solo los carlistas disponían de una organización armada con entidad, el Requeté, aunque no contaba más que con unas cuantas armas cortas. Se calcula que el requeté disponía de unos 30 000 hombres, de ellos unos 8000 en Navarra. Por otra parte, la vinculación de importantes militares con el carlismo era evidente, como la del general Sanjurjo, siendo Navarra el bastión del tradicionalismo español.
El abierto peligro que, por todo ello, muchos jefes militares suponían para el gobierno del Frente Popular hizo que el día 21 de febrero, apenas dos días tras la asunción del gobierno por Azaña, el nuevo ministro de la Guerra, el general Masquelet, realizase unas propuestas de destino que alejaban a posibles conspiradores de la capital. Así, Franco era destinado a Canarias, Goded a Baleares y Mola a Navarra. Otros altos mandos quedaban en situación de disponibles. El cambio de destino hizo que varios militares de alta graduación coincidieran en Madrid el 8 de marzo y allí acordaran preparar un pronunciamiento, que debía coordinar una Junta Central, presidida desde el exilio por Sanjurjo y formada por militares de alta graduación, en tanto que designaban al general Mola como cabeza para preparar la insurrección (Mola adoptó el alias de «El Director» en los preparativos).
El general Mola llegó a Navarra el 14 de marzo de 1936. Desde mediados del mes de abril, coordinaba activamente la conspiración en el ejército como único organizador, dirigiendo "instrucciones reservadas" a las diversas Divisiones y el papel de cada una de ellas. Así estaba ultimado los preparativos militares con los generales Queipo de Llano, Goded, Saliquet, Kindelán, Fanjul... y las diversas guarniciones españolas. Tenía un especial interés en llegar a acuerdos con el general Cabanellas, general en jefe de la V División Orgánica en Zaragoza que no estaba inicialmente en la conspiración. El apoyo de este último general quedó garantizado a primeros de junio.
En mayo, los planes de Mola eran ya claros en cuanto a la enérgica y contundente acción a realizar para el golpe de Estado, como consta en la instrucción reservada n.º 1, firmada por Mola en Madrid el 25 de mayo de 1936 que decía:

Se tendrá en cuenta que la acción ha de ser en extremo violenta para reducir lo antes posible al enemigo, que es fuerte y bien organizado. Desde luego, serán encarcelados todos los directivos de los partidos políticos, sociedades o sindicatos no afectos al movimiento, aplicándoles castigos ejemplares a dichos individuos para estrangular los movimientos de rebeldía o huelgas.
Emilio Mola (recogida en Navarra 1936. De la esperanza al terror)

Por otra parte, por medio de Raimundo García García "Garcilaso", director del Diario de Navarra, los carlistas se pusieron en contacto con Mola en mayo con desacuerdos iniciales a pesar de que Ignacio Baleztena, jefe carlista de la merindad de Pamplona (hermano del Jefe de la Junta Central de Guerra de la Región Navarra del Partido Carlista Joaquín Baleztena), le había ofrecido la colaboración de no menos de 5000 requetés navarros para marchar sobre Madrid. El acuerdo entre la dirigencia carlista y Mola no avanzó mucho a lo largo del mes de mayo, fruto de las diferentes visiones sobre el régimen posterior al golpe de Estado.
Raimundo García "Garcilaso" viajó a Lisboa el 30 de mayo para entrevistarse con Sanjurjo y este expresó su acuerdo con el plan conspirativo de Mola. Los carlistas, firmes aliados de Sanjurjo, no sabían nada de la relación entre Sanjurjo y Mola.
En junio Lizarza, que fue llamado por Mola, le garantizó 8400 requetés organizados, preparando así la entrevista que se llevó a cabo el 11 de junio en el edificio de Capitanía de Pamplona entre Mola y José Luis Zamanillo, Delegado Nacional de Requetés. Las condiciones carlistas para participar en el levantamiento sorprendieron desagradablemente a Mola:
1. Disolución de todos los partidos políticos incluido el carlista;
2. Disolución de todos los Sindicatos;
3. Proclamación de una dictadura temporal y constitución de unas Cortes orgánicas o corporativas;
4. Dirección política a cargo de un Directorio compuesto de un militar y dos civiles designados previamente por Comunión Tradicionalista;
5. Preparación del régimen foral;
6. Bandera monárquica, o sea, bicolor.

Y además verbalmente le aclaró que el presidente sería el general Sanjurjo. Esta reunión fue denunciada al Gobernador por el alcalde de Estella, Fortunato Aguirre, solicitando permiso para detener a los reunidos.
Posteriormente, el día 15, es el propio Fal Conde el que conferencia con "El Director", en la celda del superior del monasterio de Irache. Mola le entregó la circular del día 5 de junio, que establecía un directorio integrado por un Presidente y cuatro vocales militares. Esta falta de entendimiento dejó la negociación en un punto muerto en el mes de junio.

La bandera bicolor que reclamaban los carlistas como enseña y que fue utilizada durante la Guerra Civil por el bando sublevado. Posteriormente se modificó el escudo

El 1 de julio tuvo lugar otra entrevista a la que acudió Zamanillo que entregó a Mola una propuesta que ponía dos condiciones ineludibles: aceptaban la presidencia del general propuesto, Sanjurjo, pero debían estar dos consejeros propuestos por ellos para garantizar "que la futura política responda a los dictados de la religión y acometa la reconstrucción política del estado sobre las bases sociales y orgánicas para acabar con el parlamentarismo y el sufragio universal". La segunda condición fue la bandera bicolor. Finalizó sin acuerdo.
Fue en los Sanfermines de ese año cuando se puso totalmente a punto la conspiración, ya que bajo el pretexto de acudir a las fiestas llegaron militares de todas las graduaciones provenientes de distintos puntos de España. Seis días antes del asesinato de José Calvo Sotelo (que tuvo lugar el 13 de julio) el general Sanjurjo hacía llegar una carta a Mola y a Fal Conde con la propuesta de presidir él mismo un gabinete estrictamente militar, con asesoramiento de "hombres eminentes", con el objetivo de poner fin al sistema liberal y parlamentario, evitando toda referencia a la Monarquía o a un Estado corporativo. En ella zanjaba el tema de la bandera dejando que los tradicionalistas usaran la antigua, la bicolor. Esta carta, según Lizarza, fue del agrado de Fal Conde, en tanto que Mola, en principio, se mostró contrario a la propuesta de la misma. La contrariedad de Mola por este tira y afloja (además, Mola procedía de una estirpe de militares liberales, que habían luchado contra el carlismo en el campo de batalla) se reflejó en sus palabras:

El tradicionalismo va a contribuir con su intransigencia de modo tan eficaz como el Frente Popular al desastre español.
Melchor Ferrer: Historia del Tradicionalismo español. (Tomo XXX, vol. I y II), vol 2, p. 99, documento 66.

A su vez el conde de Rodezno, Tomás Domínguez Arévalo, a la sazón expresidente de la Junta Suprema del Tradicionalismo, aconsejó a Mola tratar directamente con la Junta Regional Carlista de Navarra presidida por Joaquín Baleztena. Este, el 12 de julio, rebajó las condiciones de la cúpula carlista, comprometiéndose a participar a cambio del uso de la bandera monárquica y el control de los ayuntamientos de Navarra por parte de los carlistas. Este principio de acuerdo no era total ya que Mola requería la aprobación de la Junta Suprema y del regente Javier de Borbón-Parma que estaba instalado al otro lado de la frontera, en San Juan de Luz, al mando de la Junta Militar carlista instaurada por el pretendiente Alfonso Carlos de Borbón. Una comisión de Junta Regional Carlista de Navarra se acercó a San Juan de Luz para conseguir la movilización de los requetés apoyando la sublevación militar dirigida por Mola, ya que estos no compartían las decisiones de Fal Conde. Los dirigentes navarros, además hacían poco caso de los nombramientos del jefe delegado, ya que el nombramiento del jefe regional de Navarra era una facultad potestativa del monarca.
El 14 de julio, seguramente por la influencia del asesinato el día anterior de Calvo Sotelo, la Comunión Tradicionalista, así como la Falange, que también planteaba sus propios postulados, dieron su apoyo total al alzamiento.
Mola contaba bajo su mando con el Regimiento de Infantería América n.º 14 (al mando del coronel José Solchaga Zala, el Batallón de Montaña Sicilia n.º 8, el Grupo mixto de Zapadores y Minadores y en Estella, con el Batallón de Montaña Arapiles n.º 7. El general tenía pensado mezclar la tropa con los requetés para neutralizar a los que no estuvieran de acuerdo con el golpe de Estado. Sí tenía la certeza del seguimiento de los oficiales, así como de las fuerzas de Orden Público de la provincia, con los jefes de los Carabineros y Guardias de Asalto, policía gubernativa y policía municipal. Solo el comandante de la Guardia Civil José Rodríguez-Medel Briones permaneció leal al gobierno republicano, a pesar de que sus alertas al mismo, comunicando personalmente al presidente del Consejo de Ministros Santiago Casares Quiroga la conspiración en ciernes, no tuvieron éxito, ya que se confiaba en la lealtad de Mola.
Otra alerta que tampoco tuvo éxito fue el día 17 de julio, cuando por segunda vez el alcalde de Estella Fortunato Aguirre solicitó por teléfono permiso, esta vez al presidente Casares Quiroga, para detener al general Mola cuando se encontraba reunido con el general Domingo Batet, jefe de la división orgánica de Burgos, en el monasterio de Irache. En este caso el general Batet intentaba comprobar la fidelidad de Mola, que le dio la palabra de honor de no sublevarse. Sin embargo el Gobierno de Madrid seguía confiando en Mola.
Finalmente, cuando Diego Martínez Barrio decidió negociar un acuerdo con Mola, en la madrugada del 18 al 19 de julio, ofreciéndole tomar parte de su gobierno, formado solo por elementos republicanos, con la condición de que se depusieran las armas, el golpe de Estado era un hecho y ya se había iniciado.

## La sublevación militar en Navarra

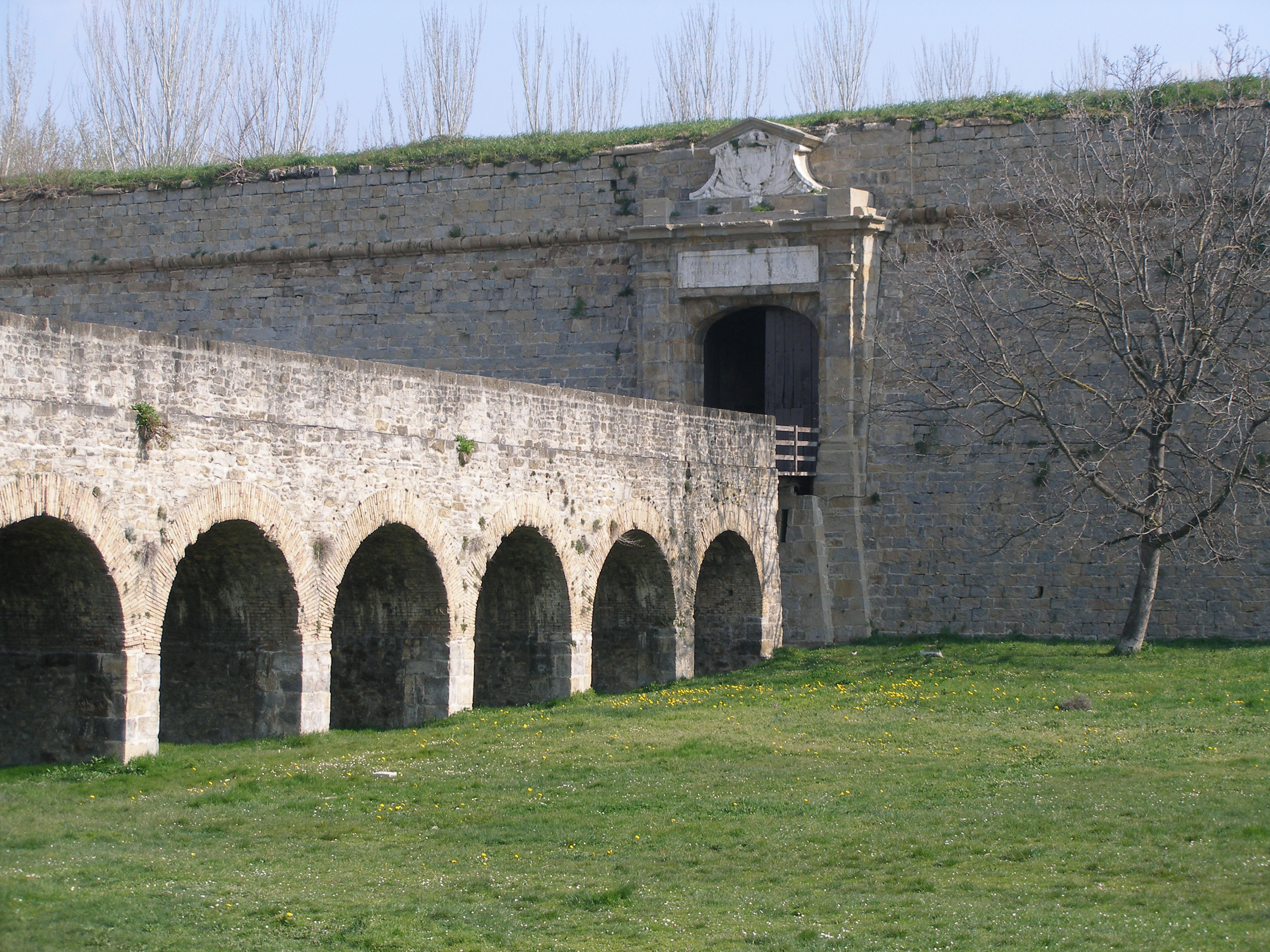
Lugar de la Ciudadela de Pamplona donde, al amanecer, se producían los fusilamientos

La sublevación militar estaba prevista en Navarra para las seis de la mañana del 19 de julio.

Era uno de los pocos territorios donde el "Alzamiento" era fácil y seguro.
El 18 de julio, los periódicos de Pamplona salieron a la calle sin noticias de la sublevación del ejército de África que había tenido lugar el día anterior. Todo el día transcurrió con gran tensión. Se habían reunido en torno a la Comandancia Militar, situado en el Casco Antiguo, los partidarios de Mola; los del Frente Popular en el Gobierno Civil, en la llamada Casa Doria. Con el gobernador civil Mariano Menor Poblador estuvieron Ramón Bengaray y Aquiles Cuadra de IR, Jesús Monzón, del PCE; su hermano Carmelo y Constantino Salinas, del PSOE; Natalio Cayuela, secretario de la Audiencia; Tiburcio Osácar, director de Trabajadores; Antonio García Fresca, Salvador Goñi y Antonio García Larraeche, concejales.
El comandante Rodríguez-Medel Briones estaba al mando desde el 4 de junio de la Comandancia de la Guardia Civil que contaba con cuatro compañías (Estella, Tudela, Pamplona y Tafalla) y 76 puestos. Para contrarrestar el golpe Rodríguez-Medel concentró los efectivos en Tafalla. En la tarde del día 18 fue asesinado en Pamplona por sus propios hombres, que se pusieron a las órdenes de Mola con el coronel Alfonso Beorlegui al mando, siendo considerado por algunos autores como la primera víctima de la guerra civil en la península ibérica, aunque ya se estaban produciendo combates en Sevilla. Por su parte, la Comandancia de Carabineros contaba con cinco compañías (Vera de Bidasoa, Elizondo, Pamplona, Burguete y Roncal), con 57 puestos, la mayoría próximos a la frontera. En este cuerpo hubo más división en su lealtad a la República. Los que lo fueron sufrieron la depuración o cruzaron la frontera para luchar por ella.
Grupos de gente armada recorrían las calles de Pamplona. Se ocuparon centros oficiales, se cerraron las sociedades del Frente Popular y fueron puestos en libertad los presos derechistas, entre otros el jefe provincial de la Falange José Moreno. Mientras tanto, de forma clandestina, se imprime el bando de Mola decretando el Estado de Guerra en los talleres del Diario de Navarra. A la mañana siguiente Pamplona amanece con un desfile militar de una compañía de fusiles. Comienzan a llegar los primeros grupos de requetés de los pueblos de Navarra concentrándose en la plaza del Castillo. Se asaltan otros centros como el Círculo de Izquierda Republicana, locales de sindicatos y las oficinas del PNV y sus locales donde se imprimía La Voz de Navarra en el mismo domingo 19 de julio. El 1 de agosto se imprimiría, en estos locales, Arriba España, el "Primer Diario de Falange" (que tras la Guerra se trasladaría a Madrid, donde se publicaría hasta 1975).
Los requetés se acercaron a las orillas del Arga y desalojaron a las mujeres que "inmoralmente se bañaban desnudas".
Por la tarde se sucedieron las escaramuzas, produciéndose disparos en la plaza del Castillo, en las calles Jarauta y Descalzos del casco Antiguo, y en la Rochapea.
En Estella, el 18 por la tarde se había sublevado el teniente coronel Cayuela que detuvo al capitán de la Guardia Civil, Amer Mañon, que era hombre de confianza de Rodríguez-Medel, y lo encerró en el cuartel del Puy. Estaba apoyado por requetés (mil hombres bien organizados) y falangistas que salieron a la calle y tomaron la ciudad. El Batallón Arapiles, con los requetés y falangistas, partió hacia la Ribera y otra parte hacia Alsasua.
En Tudela, el comandante de la Guardia Civil, tras enterarse de la muerte de Rodríguez-Medel se puso del lado de los insurgentes. Inicialmente había obedecido a aquel y se dirigía hacia Tafalla, pero tras la noticia se volvió a Caparroso y repartió armas a los miembros de la Falange. Hubo disparos en la plaza de los Fueros y en las calles próximas, produciéndose la primera víctima mortal. La cárcel de Tudela el día 19 se fue llenando de detenidos de la ciudad y de los pueblos cercanos.
Se cortó la línea del ferrocarril a Zaragoza en Castejón. Hubo focos de resistencia sobre todo en la Ribera, con varios muertos en Corella. En Sangüesa se intentó asaltar el Círculo Carlista, hecho que fue evitado por la Guardia Civil. Hubo también incidentes en Azagra, Lodosa y Mendavia. Asimismo existió oposición en el valle del Roncal y en Alsasua. En ninguno de estos lugares las Fuerzas del Orden Público y militares apoyaron a los que se enfrentaron a los sublevados, con la única excepción de Vera de Bidasoa, donde los carabineros defendieron la República.
La ejecutiva provincial del PNV en Navarra (Napar Buru Batzar) hizo público el 20 de julio un comunicado en que por su ideología fuerista y católica no se unía al gobierno y no reconocía la posición de la ejecutiva nacional del PNV. Es posible que pesara mucho en esta decisión el hallarse en una de las plazas fuertes de la insurrección militar. La actitud de los militantes nacionalistas fue de cautela y miedo. Posteriormente algunos se incorporaron a las filas de los requetés, siendo difícil valorar si hubo convencimiento por razones religiosas o por miedo, mientras que otros permanecieron fieles a la República. Sin embargo, a medida que la resistencia en el frente, sobre todo en el de Guipúzcoa, fue aumentando, se planteó en una clara animosidad hacia ellos. Destacados militantes del PNV en Navarra, como el alcalde de Estella, fueron asesinados.
En unas pocas horas Navarra entera había caído en manos de los sublevados, de tal forma que no existió frente de guerra. Las columnas militares enseguida se dirigieron hacia Álava, Guipúzcoa y hacia La Rioja (en Alfaro la columna de García-Escámez procedente de Pamplona tuvo que luchar durante horas para vencer la resistencia de la ciudad).
La cruel represión que se abatió sobre Navarra inmediatamente no tuvo pues nada que ver con las vicisitudes de la contienda sino con una voluntad clara de «limpiar la retaguardia». El 19 de julio de 1936, iniciado el golpe, decía también Mola en una reunión de alcaldes de la zona próxima a Pamplona:

Hay que sembrar el terror... hay que dejar la sensación de dominio eliminando sin escrúpulos ni vacilación a todos los que no piensen como nosotros.
Emilio Mola (recogida en Navarra 1936. De la esperanza al terror)

Un destacado líder, Joaquín Baleztena, que era jefe regional carlista de Navarra hizo un llamamiento a los carlistas el 24 de julio para evitar los fusilamientos extrajudiciales que se estaban llevando a cabo en Navarra:

Los carlistas, soldados, hijos, nietos y biznietos de soldados, no ven enemigos más que en el campo de batalla. Por consiguiente, ningún movilizado, voluntario ni afiliado a nuestra inmortal comunión, debe ejercer actos de violencia y evitar que ante ellos se cometan. Para nosotros no existen más actos de represalia lícita que los que la autoridad militar, siempre justa y ponderada, se crea en el deber de ordenar.
Joaquín Baleztena. 24 de julio de 1936.

Para entonces la "Junta Regional Carlista" había sido reemplazada por la "Junta Central de Guerra", surgida a instancias del jefe de Orden Público, el coronel Alfonso Beorlegui, en la noche del 19 al 20 de julio en el Palacio de la Diputación. Dicha reunión fue presidida por José Martínez Berasain, aunque nominalmente seguía figurando Baleztena como presidente y la modificación fue aceptada por las autoridades nacionales del partido, probablemente debido a la equívoca actuación de la Junta Regional durante las negociaciones con el general Emilio Mola.

### La Iglesia católica durante la Guerra civil

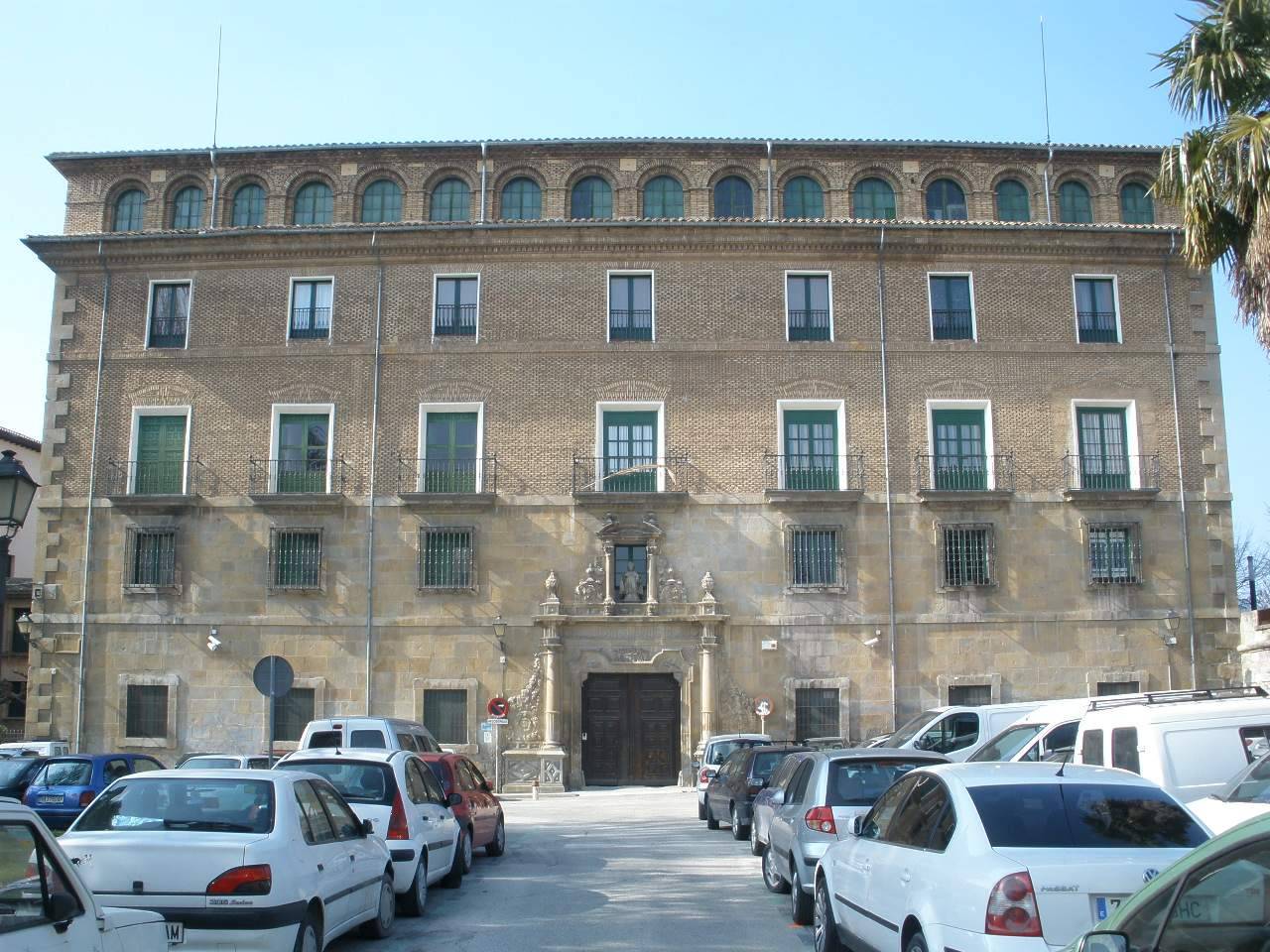
Palacio Episcopal de Pamplona

#### La postura de las autoridades eclesiásticas en Navarra
A los carlistas y a los militares insurgentes les irritaba la actitud de los prelados de Vitoria y Pamplona. En Pamplona, el obispo Marcelino Olaechea deploró el estallido de la guerra y se negó a bendecir incondicionalmente a las tropas. A finales de julio, se acusaba a Olaechea de socialista. Olaechea evitó al principio las muestras de adhesión a los sublevados e incluso excusó su asistencia, alegando enfermedad, a la misa de campaña organizada por el Diario de Navarra el día 25 de julio, festividad de Santiago, para consagrar el requeté al Sagrado Corazón de Jesús en la plaza del Castillo pamplonesa.
El cardenal primado de España, Isidro Gomá, que se encontraba en Navarra por razones de salud desde un poco antes del levantamiento, aunque estaba favorablemente dispuesto hacia los insurgentes, también evitó hacer declaraciones favorables a la sublevación durante los primeros días.

##### La carta pastoral conjunta
El 6 de agosto —cuando las noticias sobre las matanzas de religiosos en la zona republicana ya habían llegado a Navarra (el obispo de Lérida, Salvio Huix Miralpeix, había sido asesinado el 5 de agosto)— se lee desde la radio de Vitoria una carta pastoral conjunta de los obispos de Pamplona y Vitoria. Esta carta se refiere a la "colaboración vasco-comunista" y en ella se negaba la licitud de "fraccionar las fuerzas católicas ante el enemigo común", considerando enemigo común a "este monstruo moderno, el marxismo o comunismo, hidra de siete cabezas, síntesis de toda herejía" refiriéndose a la colaboración de los nacionalistas vascos con las fuerzas republicanas.
No hay unanimidad en cuanto a la redacción de esta carta:
- Esta carta pastoral conjunta fue redactada, según algunos autores por el cardenal primado Isidro Gomá, y habían sido los propios Mateo Múgica, obispo de Vitoria (al que los nacionalistas tachaban de rojoseparatista) y Marcelino Olaechea los que habían acudido a Gomá para solicitarle que elaborase un documento "en el que se declarara la improcedencia o ilicitud de la conducta del nacionalismo vasco".[70]
- Para Jackson, el autor de la carta fue Gomá. Con la idea de evitar una lucha fratricida entre católicos, insistió ante Múgica y Olaechea para que redactasen la carta pastoral, condenando la oposición de los nacionalistas al alzamiento. Finalmente la redactó él, enviándosela a los dos obispos para correcciones. A Olaechea le pareció muy fuerte, por lo que introdujo algunos añadidos y correcciones. Múgica quiso consultar con personas de su confianza de Bilbao antes de aprobar la redacción de Gomá. Pero la carta fue leída como conjunta por la radio de Vitoria sin el beneplácito de Múgica y sin las correcciones y añadidos de Olaechea. Como en Bilbao se conocían las circunstancias de esta carta, no fue aceptada como una verdadera pastoral, pese a que Múgica declarase en septiembre que no había sufrido ninguna presión para su redacción.[69]
- Poco después, el 10 de enero de 1937, el cardenal Gomá cita dicha pastoral sin reconocerla como obra suya.

No es lícito —decían en el mismo los Excmos. Srs. Obispos de Vitoria y de Pamplona—, en ninguna forma, en ningún terreno, y menos en la forma cruentísima de la guerra, última razón que tienen los pueblos para imponer su razón, fraccionar las fuerzas católicas ante el común enemigo...
Menos lícito, mejor, absolutamente ilícito es, después de dividir, sumarse al enemigo para combatir al hermano, promiscuando el ideal de Cristo con el de Belial, entre los que no hay compostura posible...
Llega la ilicitud a la monstruosidad cuando el enemigo es este monstruo moderno, el marxismo o comunismo, hidra de siete cabezas, síntesis de toda herejía, opuesto diametralmente al cristianismo en su doctrina religiosa, política, social y económica.

##### El obispo de Pamplona decide apoyarla Cruzada
El apoyo de Olaechea a los sublevados se hizo explícito a finales de agosto cuando convoca una "solemne procesión de rogativa" a la Virgen del Rosario para el 23 de agosto con estas palabras:

Vivimos una hora histórica en la que se ventilan los sagrados intereses de la Religión y de la Patria [..] una contienda entre la civilización y la barbarie.

Ese mismo día, el obispo Olaechea publicó una exhortación pastoral en la que califica explícitamente a la guerra de «Cruzada» (en ella, pedía limosnas para quienes combatían «por la causa de Dios y por España, porque no es una guerra [..] es una Cruzada, y la Iglesia [..] no puede menos de poner cuanto tiene en favor de sus cruzados»). Era el primer obispo en calificarla así.
El 22 de octubre, Falange celebró en Pamplona el aniversario de su fundación, con una misa de campaña ante las autoridades y millares de asistentes. En el sermón Olaechea proclamó su «cariño» a Falange «por ser obispo, por ser patriota y por ser amante el obrero». La Falange había pasado de los setecientos afiliados de junio de 1936 a ser el partido mayoritario en tan solo tres meses. Esta concentración juntó a 16 000 falangistas.
Durante todo el verano, decenas de sacerdotes y seglares habían acudido al palacio episcopal para pedirle al obispo que intercediera por los represaliados. Sin embargo, el obispo calló, como citó en sus memorias Marino Ayerra. Solo en noviembre, cuando los habitantes de un pueblo de Navarra lincharon a 50 presos políticos, el obispo Olaechea pidió que cesaran las "sacas", "paseos" y asesinatos extrajudiciales en Navarra. Así el día 15 dirigió un discurso, titulado "Ni una gota de sangre de venganza", a unos doscientos jóvenes de Acción Católica en la parroquia de San Agustín de Pamplona. En ella decía:

No más sangre que la que quiera el Señor que se vierta, intercesora en los campos de batalla para salvar a nuestra Patria, gloriosa y desgarrada. [..] No más sangre que la decretada por los Tribunales de Justicia, serena, largamente pensada, escrupulosamente discutida, clara, sin dudas, que jamás será amarga fuente de remordimientos.

Sin embargo, durante los primeros meses de 1936 y primeros de 1937 fueron muy pocos los asesinados que pasaron por consejos de guerra y tribunales militares. La represión «legal», simbolizada por los «Tribunales de Justicia» que reclamaba Olaechea no comenzó a imponerse en la zona franquista hasta otoño de 1937.
Olaechea fue uno de los firmantes de la Carta colectiva del episcopado español, el 1 de julio de 1937.

#### El clero
Los religiosos en Navarra fueron mayoritariamente activos a favor de la sublevación, no solo en sus mensajes, sino que incluso algunos también empuñaron las armas.
El clero navarro mostró en su mayoría su entusiasmo por la sublevación militar en el momento de producirse. Según afirma Julián Casanova, citando al sacerdote Marino Ayerra, que llegó a Alsasua el 14 de julio, y a Juan de Iturralde, muchos seminaristas y sacerdotes se enrolaron en el requeté en los primeros días de la sublevación, animaban a sus paisanos para que hiciesen lo mismo y colaboraban en el reclutamiento. Era también frecuente ver a miembros del clero «con su fusil también al hombro, su pistola y su cartuchera sobre la negra sotana». El número de capellanes en el requeté en esos primeros días era «tan crecido que se estorbaban unos a otros». El compromiso con el nuevo orden tuvo un ejemplo paradigmático en Fermín Yzurdiaga, apodado en Pamplona, por su acendrado falangismo, el «cura azul», y que llegaría a ser durante los primeros años de la dictadura Consejero Nacional del Movimiento. Los casos de oposición a la sublevación o simple petición de clemencia durante la represión que se abatió sobre Navarra fueron escasos: el sacerdote Marino Ayerra, el capuchino Gumersindo de Estella y algunos sacerdotes que se dirigieron al arzobispo de Pamplona solicitando su mediación y amparo hacia los represaliados.
La conducta del clero navarro no se limitó a la simpatía por la sublevación. Además de sacerdotes y religiosos que instaron a algunos fusilamientos y estuvieron presentes en los mismos, como consta en varios de ellos, algunos llegaron a tomar las armas en favor de los sublevados, como es el caso de las tropas que llegaron a Azagra.
Mención aparte, por excepcional, se merece el sacerdote peraltés Eladio Celaya, párroco de Cáseda de 72 años que no hizo ninguna concesión a la violencia de Cáseda. Esto provocó primero que fuera calumniado y luego amenazado. La Guardia Civil fue a buscarlo y Don Eladio tuvo que salir del pueblo, al parecer en dirección a Pamplona. El 12 de septiembre de 1936 la parroquia de Peralta tuvo referencia de la muerte de Eladio. Su cadáver llegó a Peralta en un ataúd herméticamente cerrado, no permitiendo ver al cadáver ni a sus familiares directos, algo inhabitual. Los funerales se celebraron con normalidad, pero con ello no se pudo disipar la certeza de su asesinato. También hay dudas de lo que le ocurrió al párroco de Milagro Victoriano Aranguren, que había solicitado clemencia en alguna ocasión para los detenidos, y amaneció muerto en la cama el 9 de octubre de 1937. Se habló de envenenamiento, aunque esto nunca pudo saberse.

### La Diputación Foral
La Diputación Foral estaba constituida por los vocales de la coalición de derechas, la gestora elegida en enero de 1935. Se adhirió en un comunicado emitido el día 21 de julio con alusiones a la restauración de valores morales y materiales de la provincia: la fe religiosa, la paz material y libertades forales. En este último sentido en su artículo 8.º del bando de guerra decía que "Seguirá en todo su vigor el actual régimen foral de la provincia de Navarra." Tomó medidas para garantizar la recogida de las cosechas y en dar ayudas a las familias de los combatientes que tuvieran dificultades económicas. Repuso el crucifijo en las escuelas, restableciendo la educación católica restableciendo la Junta Superior de Educación que desarrollaría normas y graves sanciones (véase Depuración del Magisterio). Entre otras medidas restableció la Compañía de Jesús. La Junta de Guerra Central Carlista de Navarra operaba desde la Diputación con un poder casi absoluto que interfería en muchos de los asuntos.

### Los combatientes

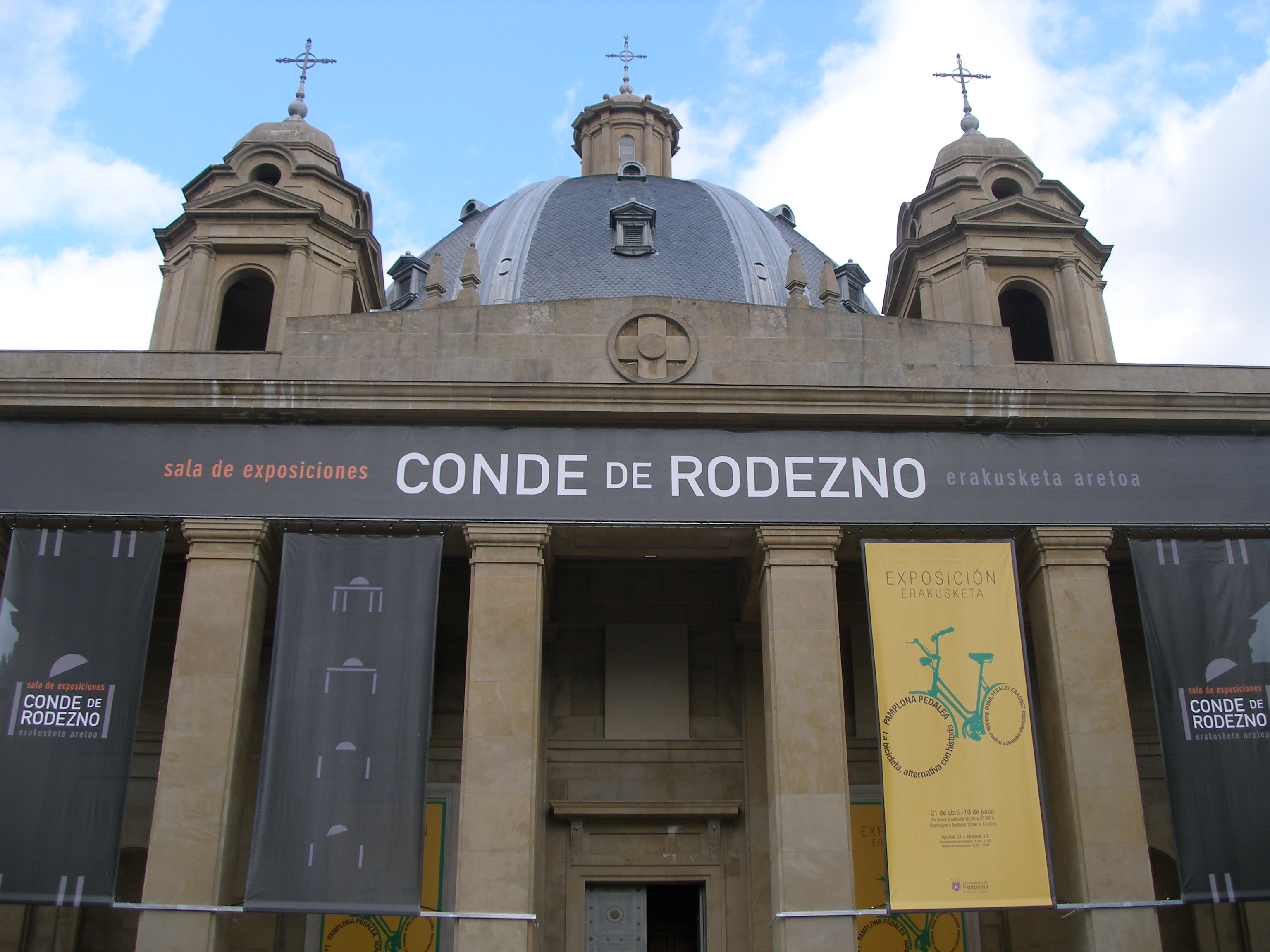
Vista frontal del monumento a los Caídos o Navarra a sus Muertos en la Cruzada, que es el nombre oficial. Ocultando esta inscripción se encuentra colocado un cartel de "Sala de Exposiciones" en la que ya no consta la referida al ministro franquista Tomás Domínguez Arévalo, que aparece en esta fotografía, ya antigua. En las paredes de su interior están inscritos los nombres de todos los "Caídos por Dios y por España" de Navarra, que hoy también se encuentran ocultos. En su cripta, cerrada al público, estuvieron enterrados los generales golpistas Mola y Sanjurjo hasta noviembre de 2016.

Navarra, donde las milicias carlistas del Requeté venían preparándose en la clandestinidad desde 1932 (e incluso recibiendo formación y armamento en la Italia de Mussolini), fue desde el inicio de la guerra un extraordinario centro de reclutamiento de voluntarios. En los primeros días de la guerra, acudieron a Pamplona más de ocho mil voluntarios. Tanto era el entusiasmo que la Junta Central Carlista de Guerra de Navarra tuvo que ordenar el 21 de julio a los voluntarios de los pueblos que permanecieran «en sus casas antes de ser llamados a filas». Sin embargo, en total, la aportación en número de hombres de Navarra fue semejante a la de otras provincias españolas. Ni las condiciones físicas, ni la edad, fueron condicionantes para el reclutamiento, con constancia de combatientes de quince años e incluso de una persona coja de ambas piernas.
Luis Romero describió de este modo el ánimo de los requetés de Navarra en aquellos primeros días de la sublevación:

Los requetés navarros, hijos y nietos de carlistas, con revólveres, con escopetas, con pistolas, con viejos e inservibles fusiles, se presentan en la plaza del Castillo con ruido de motores, con saludos, con banderas desplegadas. Sobre el pecho lucen medallas, escapularios con el "detente bala", cruces, sagrados corazones. Han abandonado los ganados, las herramientas, la cosecha, las mujeres, los hijos. Los de Villava se han presentado con el Ayuntamiento al frente; a los de Lumbier les acompaña también el municipio en pleno, el juez y el cura. Por carreteras, por caminos; de las sierras de Andía, de Urbasa, de Roncesvalles, de las sierras de Leyre y Arrigorrieta descienden los montañeses; de Tafalla, de Olite, de Corella, de Fitero, acuden mozos de la Ribera. “Al amanecer todos en Pamplona”. Son un ejército civil, abigarrado, con banderas rojigualdas, porque ellos, tradicionalistas, no acatan la República, como no acataron, de abuelos a padres y de padres a hijos, la monarquía isabelina o alfonsina.

Durante los tres años de guerra empuñaron las armas por el bando sublevado más de 16 000 requetés y unos 6500 falangistas. A ellos hay que sumar los 18 000 navarros que fueron llamados a filas. En total se formaron 31 batallones de voluntarios, integrados por 24 000 hombres. El regimiento América dio lugar a unos diez batallones, el Arapiles formó ocho y el Sicilia seis.
Según cifras oficiales murieron en combate, según fuentes oscila entre 4535 y 4545 navarros, que figuran nominalmente en el libro 1936-1939. Caídos por Dios y por España. Navarra, publicado por la jefatura provincial del Movimiento de Navarra en marzo de 1951, por el gobernador civil de Navarra Luis Valero Bermejo. De ellos, aproximadamente 1766 eran soldados, 1700 requetés y 1074 falangistas.
Jimeno Jurío aunque considera poco fiable esta lista nominal, reproduce sus cifras en la publicación realizada en 1982, detallando por merindades los 4.535, que fallecieron en su mayoría en el frente del norte de Guipúzcoa y Vizcaya y en menor medida, 1700 combatientes, una vez finalizado este frente en 1937:
Sin embargo muchos de ellos, considerados voluntarios, fueron alistados de forma obligatoria, como ocurrió con los componentes de la Bandera General Sanjurjo (desarrollada más abajo). A falta de estudios, es imposible saber cuántos de los supuestos voluntarios lo fueron realmente.
Por otro lado, en el estudio realizado por Francisco Manuel Vargas Alonso se estima que los navarros que lucharon en el Ejército Popular de la República fueron unos 3.000, de los que no hay cifras exactas de los caídos. En el Ejército de Euskadi (Eusko Gudarostea) se calcula que lucharon entre 1500 y 2000 navarros, de los cuales hay una relación nominal, incompleta, de 125 fallecidos. Procedían de todo el territorio navarro pero fundamentalmente, del más cercano a Guipúzcoa y a la frontera francesa, ya que les dio tiempo a escapar. Se sabe que solo en Alsasua, una población ferroviaria e industrial con más socialistas que carlistas, marcharon a pelear por la República entre 450 y 500 vecinos.

## Polémico estudio de las cifras
Los datos de la represión han ido evolucionando tras el fin de la dictadura. Los datos que manejaron los historiadores en la etapa del franquismo se basaron en las inscripciones en los juzgados. De esta forma Jaime del Burgo (un significado requeté durante la Guerra Civil, y padre de Jaime Ignacio del Burgo) en su libro de 1970 Conspiración y Guerra Civil, cifraba en 678 el número total de muertes.
Hugh Thomas, por su parte, habla de 7000 u 8000, citando el informe del Colegio de Abogados de Madrid publicado en Franco's Rule (United Editorial, London, 1938) y el cálculo del expresidente de la Adoración Nocturna de Pamplona, Eusebio Garecano, hecho para el obispo de Vitoria, Mateo Múgica, y citado por el historiador Juan de Iturralde.
Sin embargo los estudios más significativos se iniciaron con la Transición política entre la dictadura y el actual sistema democrático.
| Evolución en los estudios de las víctimas mortales por la represión en Navarra | Evolución en los estudios de las víctimas mortales por la represión en Navarra | Evolución en los estudios de las víctimas mortales por la represión en Navarra | Evolución en los estudios de las víctimas mortales por la represión en Navarra | Evolución en los estudios de las víctimas mortales por la represión en Navarra | Evolución en los estudios de las víctimas mortales por la represión en Navarra | Evolución en los estudios de las víctimas mortales por la represión en Navarra | Evolución en los estudios de las víctimas mortales por la represión en Navarra |
| 1970-1990 Jaime del Burgo                                                      | 1982 Jimeno Jurío                                                              | 1983 Salas Larrázabal                                                          | 1984 ¡No, general!                                                             | 1986 Altaffaylla                                                               | 1990 G. Enciclopedia Navarra                                                   | 2003 Altaffaylla                                                               | 2008 Altaffaylla                                                               |
| ------------------------------------------------------------------------------ | ------------------------------------------------------------------------------ | ------------------------------------------------------------------------------ | ------------------------------------------------------------------------------ | ------------------------------------------------------------------------------ | ------------------------------------------------------------------------------ | ------------------------------------------------------------------------------ | ------------------------------------------------------------------------------ |
| 678                                                                            | 2466                                                                           | 1190*                                                                          | 2647                                                                           | 2789                                                                           | 1190                                                                           | 2857                                                                           | 2868                                                                           |

* Salas Larrázabal no contabiliza a los fallecidos en la Fuga del Fuerte por considerarlos caídos en combate.
El general Salas Larrazábal en su libro Pérdidas de la Guerra en diciembre de 1977, daba 948 represaliados en Navarra, excluyendo los muertos en la fuga del fuerte por considerarlos caídos en combate. Estaban inscritas 492, efectuadas antes de 1941 y como había comprobado que en otras provincias las cifras se habían ido elevando por inscripciones posteriores a este año, las elevó hasta esta cifra presumible de 948. Así analizó e hizo un cálculo de 296 944 muertos como consecuencia de la guerra civil para toda España, incluyendo la posterior guerra de guerrillas del maquis español. De ellas, 165 764 lo fueron por heridas de guerra en los combates, 73 297 por ejecuciones y homicidios en la "zona gubernamental" y 57 883 por ejecuciones y homicidios de la "zona nacional" que vuelve a reproducir en el libro Los Fusilados en Navarra en la Guerra de 1936, en 1983 (véase Anexo: Mortalidad en la Guerra Civil Española, por inscripción en juzgados).
José María Jimeno Jurío realizó un estudio más riguroso de la represión en Navarra durante la Guerra Civil, publicado en la revista Punto y Hora de Euskal Herria en noviembre de 1978, y que más adelante, en 1982, concretó en la cifra de 2466 asesinados (este y otros artículos de la época fueron recopilados en el libro La Guerra Civil en Navarra (1936-1939), dentro de sus obras completas). En este punto del estudio Jimeno Jurío fue amenazado de muerte por la organización Triple A (organización terrorista de ultraderecha con colaboración del SECED y que ya había volado los talleres de la revista Punto y Hora de Euskal Herria) por lo que cesó en las investigaciones y entregó los materiales a Altaffaylla Kultur Taldea. Tras ello, publicadas las conclusiones de Jimeno Jurío, el general Salas Larrazábal volvió a investigar en varios Registros Civiles de Navarra, que publicó en 1983 sus resultados, en el libro Los fusilados en Navarra en la guerra de 1936 (ISBN 84-398-0024-X). En él realizaba tres afirmaciones, que en el momento de reiterarlas ya se estaban cuestionando y las posteriores investigaciones han comprobado erróneas:

1.ª Todas las muertes ocasionadas por la guerra fueron registradas un día u otro.

2.ª Un número muy importante de ellas se inscribieron con demora, después de terminada la guerra.

3.ª Las inscripciones se hicieron siempre de forma correcta. No se produjeron fraudes en las certificaciones registradas, que no trataron nunca de encubrir el hecho que produjo el fallecimiento.

Utilizando estas hipótesis, que consideraba confirmadas, Salas Larrazábal basaba su estudio en los inscritos en los registros civiles. El autor, que luchó en el bando franquista, siempre consideró que la infravaloración procedería del lado republicano y para él, Navarra se había convertido en región "testigo" de su estudio por varias consideraciones fundamentales:

Primera.- Porque a la participación de Navarra en el Alzamiento había dedicado anteriores trabajos, uno de ellos publicado con el título Cómo ganó Navarra la Cruz Laureada de San Fernando.

Segunda.- Porque Navarra estuvo íntegramente en territorio nacional desde los primeros días del Movimiento y fue base fundamental de sus promotores.

Tercera.- Porque todos los testimonios coinciden en afirmar que mi cálculo sobre el alcance de la represión en Navarra era enormemente defectuoso.

Cuarta- Porque debido a todo lo anterior era la provincia donde existían mayores probabilidades de que los hechos se apartaran de mis presunciones.
Ramón Salas Larrazábal. Los Fusilados en Navarra en la Guerra de 1936.

De esta forma aunque refiere que 

Nunca tuve la pretensión de llegar a a determinar con fijeza el número de víctimas de la guerra ni en Navarra ni fuera de ella.

Inevitablemente todos tienen que ir acercándose a mis cifras, que aunque incorrectas, son, sin duda alguna, las más próximas a la verdad

Para ello en este último libro analizó los registros de 43 municipios más poblados de Navarra, que suponía porcentajes superiores al 40 % de la población de entonces, en todas las merindades. Y analizando todas las localidades urbanas, considerando las de más de 2000 habitantes y por tanto, donde la represión fue más intensa. No pudo visitar tres de las localidades programadas (Marcilla, Lesaca y Arguedas) En su conclusión sobre Navarra escribe:

En Navarra se mató a cerca de 1100 personas, de las que unos 900 eran hijos de la provincia y 200 forasteros. Que fuera de ella murieron otro centenar de navarros y que en zona republicana cayeron varios centenares de hijos de esta tierra que se unieron en su sacrificio a los 4500 que cayeron en los frentes de combate o murieron en los hospitales de sangre
Ramón Salas Larrazábal. Los Fusilados en Navarra en la Guerra de 1936.

En 1984 en el libro ¡No, general! Fueron más de tres mil los asesinados de José Arana y el colectivo AFAN (editorial Minztoa), se ratificó y amplió el estudio de Jimeno Jurío.
Mientras que Jimeno Jurío primero, y posteriormente el grupo Altaffaylla, con los investigadores y coordinadores Mari José Ruiz Vila, José Mari Esparza Zabalegui y Juan Carlos Berrio Zaratiegui con la Asociación de Familiares de Asesinados Navarros y multitud de colaboradores —10 colaboradores directos en la edición, 3 agrupaciones más, otras 177 personas que figuran en un listado nominal y un largo etcétera de colaboradores anónimos— analizaron pueblo a pueblo, recogiendo todos los nombres y comprobando sus circunstancias, filiaciones, etc., llegando a las conclusiones publicadas en Navarra 1936. De la esperanza al terror. Se realizaron cientos de entrevistas a testigos y víctimas, y se analizaron las partidas de defunción de 168 juzgados navarros, en lugar de los 43 consultados por Salas Larrazábal. En palabras de Francisco Moreno, en el libro Víctimas de la Guerra Civil, dicho libro constituyó «un aldabonazo» por proporcionar unas cifras que casi triplicaban las del general Salas Larrazábal. Su metodología, que combinaba el trabajo de archivo y encuesta a pie de calle fue también pionera y sirvió de modelo a trabajos similares en toda España. El libro además arrojó importantes conclusiones para el estudio de la represión efectuada por el "bando nacional" durante la Guerra Civil. Primero, que los registros deben consultarse no solo para el plazo que se desea analizar, sino hasta, al menos, 1981, cuando se produjo el último repunte de inscripciones con motivo de la concesión de pensiones de guerra. Segundo, que muchos de los "paseados" nunca fueron inscritos y que es necesario acudir a fuentes adicionales, sobre todo los testimonios orales.
Las conclusiones de Navarra 1936. De la esperanza al terror no han sido rebatidas señalando algún defecto en la metodología empleada. El libro, sin embargo, ha sido ignorado por otros autores. Así José Andrés Gallego en la Gran Enciclopedia Navarra en 1990 insistió de nuevo en las cifras del general Salas Larrazábal. Más adelante, con motivo de la aprobación, por parte del Parlamento de Navarra en 2003, de una declaración a favor del reconocimiento y reparación moral de todos los navarros fusilados a raíz del golpe de Estado de 1936, Pío Moa descalificó los hallazgos de Navarra 1936. De la esperanza al terror:

...hay un libro muy importante de Ramón Salas Larrazábal, que es una investigación muy a fondo del caso.

Según Salas, el número de los fusilados está en torno a los 900, bastante lejos de la cifra que está manejando el Parlamento Navarro. Este libro, Los fusilados en Navarra en la guerra de 1936, está completamente olvidado cuando es el estudio más detallado que se ha hecho.

Una de las pocas afirmaciones contenidas en el libro que ha sido abiertamente cuestionada ha sido la relativa a Jaime del Burgo. Del Burgo fue acusado, en la séptima edición de Navarra 1936. De la Esperanza al Terror de haber asesinado a una persona el 19 de julio de 1939. En el libro, Francisco Inza Goñi relata como su padre Francisco Inza Arbizu le había contado que fue testigo del asesinato de alguien que llamaban Lozano por parte de Del Burgo:

Mi padre se llamaba Francisco Inza Arbizu y era interventor de la Vasconia. Era republicano y fue depurado por ello. Siempre contaba que en el primer día del Alzamiento iba por la calle Aralar uno que llamaban Lozano, una persona un poco parada, de una familia muy conocida en Pamplona.

Iba silbando a la altura de la perrera municipal cuando le echaron el alto.

Parece que no se dio cuenta y siguió silbando hasta que Del Burgo le soltó un tiro y lo mató allí mismo. Mi padre lo vio.

Había más testigos y siempre fue de dominio público en Pamplona cómo y quién mató a Lozano.
Francisco Inza Goñi. en Navarra 1936. De la Esperanza al Terror

En el relato de Pamplona de los hechos publicada en Navarra 1936. De la Esperanza al Terror se encuentra Tomás Lozano Ochoa, industrial, de 37 años, que murió el 19 de julio de 1936, día del "Alzamiento" en Navarra.
Sin embargo, este testimonio indirecto ha sido descalificado por Manuel Martorell, periodista e historiador navarro, autor de Jesús Monzón: el líder comunista olvidado por la Historia y coautor de El exilio republicano navarro de 1939 (que por otra parte, califica Navarra 1936. De la Esperanza al Terror como "ingente obra documental [que constituye la] obra más completa y detallada sobre los crímenes cometidos en Navarra"). De acuerdo con Martorell, el testimonio de Inza es inverosímil por varias razones: porque Tomás Lozano (no "el Lozano") fue llevado al hospital tras ser tiroteado al no detenerse al serle echado el alto; porque, a pesar ser supuestamente tan notoria la participación de Del Burgo, su implicación no apareciera hasta la séptima edición del libro, y no en una de las primeras; y porque el tiroteo de Tomás Lozano, que fue recogido por la prensa al día siguiente, tuvo lugar no en el lugar consignado por Inza, sino en el otro extremo de la ciudad, en el Pasadizo de la Jacoba junto a la plaza del Castillo, al anochecer, a una hora en la que Del Burgo se hallaba fuera de la ciudad, encuadrado en la columna de García-Escámez, que partió a las 7 de la tarde del 19 de julio hacia el sur en dirección a Madrid (tomando a su paso Alfaro, Logroño y Soria). Martorell también recoge las manifestaciones de Del Burgo, en el sentido de que nunca había matado a nadie fuera del campo de batalla, así como el hecho de que no denunciase a conocidos dirigentes izquierdistas como Jesús Monzón, cuando le vio esconderse el 19 de julio de 1936 o como permitió que se alistasen en su compañía a militantes izquierdistas, para evitar que fuesen detenidos.
| Comparativa de los estudios realizados inscritos en juzgados navarros | Comparativa de los estudios realizados inscritos en juzgados navarros | Comparativa de los estudios realizados inscritos en juzgados navarros | Comparativa de los estudios realizados inscritos en juzgados navarros | Comparativa de los estudios realizados inscritos en juzgados navarros | Comparativa de los estudios realizados inscritos en juzgados navarros | Comparativa de los estudios realizados inscritos en juzgados navarros |
| Investigador                                                          | N.º de Juzgados investigados                                          | Población analizada (1930)                                            | Porcentaje sobre la población                                         | N.º fusilados inscritos (sin Fuerte)                                  | N.º fusilados reales                                                  | % inscritos sobre fusilados                                           |
| --------------------------------------------------------------------- | --------------------------------------------------------------------- | --------------------------------------------------------------------- | --------------------------------------------------------------------- | --------------------------------------------------------------------- | --------------------------------------------------------------------- | --------------------------------------------------------------------- |
| Salas Larrazábal                                                      | 43                                                                    | 176.809                                                               | 51,11                                                                 | 893                                                                   | 1486                                                                  | 60,09                                                                 |
| Grupo Altaffaylla                                                     | 168                                                                   | 305.366                                                               | 88,28                                                                 | 1410                                                                  | 2449                                                                  | 57,57                                                                 |

En este cuadro están excluidos los inscritos en juzgados de fuera de Navarra. Siendo esta la diferencia entre los 2857 fusilados reales y el de los 2.449. La diferencia de 2,52 entre los porcentajes dadas por Salas (57,57 %) y Altafaylla (60,09 %) se debe a la no inclusión de forasteros traídos a Navarra para su ejecución como riojanos, alaveses y guipuzcoanos y heridas traumáticas debidas a causas fortuitas. Las diferencias más significadas se dan en lo concerniente a la Bandera General Sanjurjo, donde el general Salas Larrázabal daba un número aproximado entre 21 y 30, mientras que Altafaylla ha detectado 218 navarros asesinados, de los cuales existen ya 94 inscripciones expresas en los juzgados.

## Las cifras mortales de la represión

Escudo de Navarra con la Cruz Laureada de San Fernando, concedida por Franco el 9 de noviembre de 1937 a Navarra por el esfuerzo realizado por la causa. El Parlamento de Navarra la retiró del escudo en 1981.

La represión en Navarra se inició inmediatamente tras la toma de control de la provincia por los sublevados, y en menor medida se prologó en la posguerra, con la depuración de funcionarios, penas de reclusión y trabajos forzados, la represión económica y un saldo de 2868 muertes violentas, que se han podido contabilizar hasta el año 2008. Estos se han logrado registrar con nombres y apellidos y han sido publicado en el libro Navarra 1936. De la esperanza al terror, con la colaboración del colectivo AFAN (Asociación de Familiares de Asesinados Navarros). La primera edición del libro se publicó en 1986 y hasta 2008 se editaron siete reimpresiones, que fueron incrementando el número de víctimas. 
De estas muertes hubo 232 ejecuciones que fueron ordenadas por la justicia militar entre 1936 y 1939.
A estas cifras, fruto directo de la represión, hay que sumar los 305 muertos por enfermedades y malas condiciones de reclusión en el Fuerte de San Cristóbal de Pamplona, contabilizadas del 1 de enero de 1937 al 6 de julio de 1945, fecha del cierre del mismo como penal.
La proporción de fusilados sobre el total de la población fue de 8,17 por mil. La inmensa mayoría de los mismos lo fue durante los primeros meses de la guerra. De julio a diciembre de 1936 se ejecutó al 96,2 % del total, destacando el mes de agosto con más de un 32 % de los asesinados. La represión se cebó en los miembros de los partidos de izquierdas, especialmente en los sindicalistas socialistas. En cuanto a los cargos socialistas, el 80 % de sus alcaldes, el 75 % de sus concejales y el 60 % de sus directivos fueron fusilados. En palabras del historiador Julián Casanova:

Republicanos y sobre todo, socialistas, se habían pasado aquellos años treinta de conflicto y esperanza reclamando la devolución de las corralizas y las tierras del comunal «usurpadas al pueblo». No todos eran carlistas y de derechas por aquellas tierras. Aquel «arrebato místico-guerrero» necesitaba también sangre. Hasta tres mil vidas se llevó aquella purificación, aquella amputación de la parte infiel y enferma de Navarra.

Según la afiliación política de los ejecutados, el 37,4 % corresponde a personas genéricamente de izquierdas o sin afiliación política, el 36,1 % de la UGT, el 8,9 % de FAI/CNT, el 7,2 % de IR, el 7,1 % del PCE, el 4,1 % del PSOE, el 3,1 % de las Juventudes Socialistas Unificadas, el 0,8 % nacionalistas vascos (PNV y ANV) y el 0,3 % de derechas.

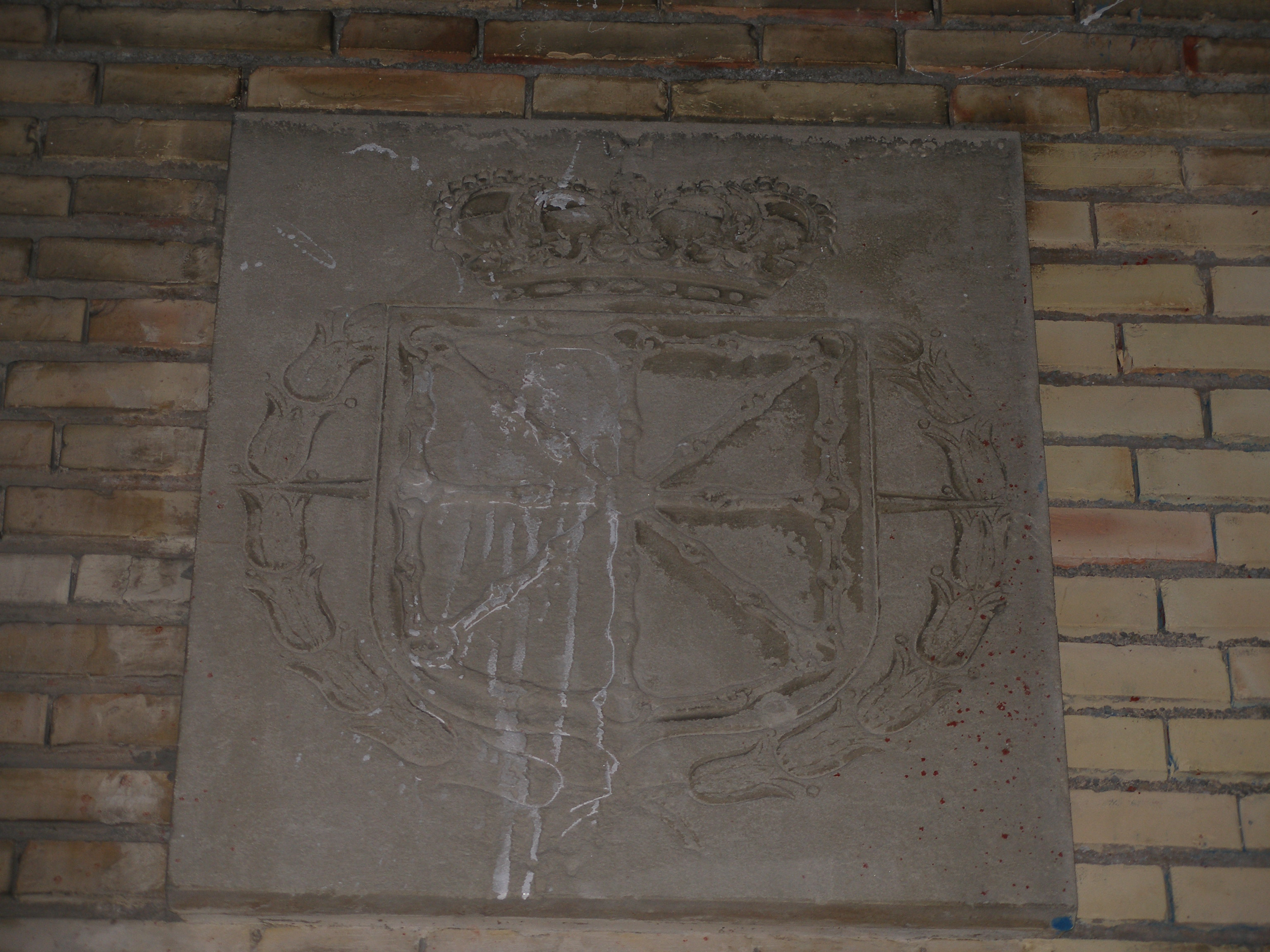
Escudo de Navarra con los ornamentos concedidos por Franco en la fachada del Conservatorio navarro Pablo Sarasate.

Por otra parte, la clasificación por actividad laboral de las víctimas mortales, un 37 % eran jornaleros o peones; 16 % labradores; 13 % artesanos o autónomos; 10 % de profesión desconocida; 9 % obreros; 7 % funcionarios; 3,3 % propietarios o comerciantes; 2,45 % profesionales liberales y 1 % maestros.
Respecto a los ejecutores de la represión, de acuerdo con los testimonios recogidos en los que se menciona expresamente la filiación política de los piquetes de ejecución, descontando el término genérico "fascistas", de 83 localidades, en 35 son requetés los responsables y en 48 falangistas.

### Distribución geográfica
La mortalidad en Navarra por la represión se acercó al 1 % de la población. Sin embargo la distribución no fue homogénea, siendo de forma significativa la zona de la Ribera Navarra, la de mayor implantación izquierdista, la más castigada. Seguidamente se desglosan los datos por merindades, con mención especial a los alcaldes y exalcaldes fusilados, por ser el representante máximo democrático de cada pueblo y a los concejales de las principales ciudades (no se incluye la lista de concejales y de otros cargos destacados en todos los pueblos porque sería harto prolija). Se indica también el porcentaje de inscritos en los juzgados entre paréntesis, y por tanto reconocidos oficialmente, lo que demuestra la ardua labor de investigación (se puede ver el listado completo por localidades y en la misma, la comparación con los registrados en los juzgados en el Anexo:Víctimas de la Guerra Civil en Navarra, detalle por localidades).
A estas cifras hay que añadir los 225 muertos de entre los 795 presos que se fugaron del Fuerte de San Cristóbal en mayo de 1938, fecha en la que en el fuerte estaban recluidas 2487 personas.
Merindad de Estella
En la merindad de Estella hubo 761 asesinados, de los cuales 406 (53,4 %) están inscritos en los juzgados. Corresponde a una tasa de 10,41 por mil habitantes.
En la ciudad de Estella (5972 habitantes en el censo de 1930) hubo 39 asesinados, entre ellos el alcalde, Fortunato Aguirre Lukin (PNV).
Fueron asesinados los alcaldes o exalcaldes de Allo, Eusebio Gainza Íñigo (IR), exalcalde; Azagra, Francisco Castro Berisa (PSOE); Cárcar, Lucio Gutiérrez Hernández (UGT); Falces, Eduardo Biurrun Napal (PSOE), exalcalde; Lodosa, Luis Martínez Echavarri (AI); Mendavia, Dionisio Salcedo Sádaba (UGT); San Adrián, Daniel Munilla Cristóbal (UGT) y Sartaguda, Eustaquio Mangado Urbiola (UGT).
Merindad de Olite

Merindades de Navarra (Estella, color azul; Olite, marrón oscuro; Pamplona, verde; Sangüesa, rosa; y Tudela, marrón claro)

Hubo 502 asesinados, de los que se encuentran inscritos en el juzgado 256 (50,9 %). Corresponde a una tasa de 10,66 por mil habitantes.
En la ciudad de Tafalla (5870 habitantes en censo de 1930) hubo 33 asesinados. Entre ellos tres concejales: Saturio García Zaratiegui, Pedro Martinena Intxauspe y Cipriano Sola Ozcariz, todos del PSOE. En la ciudad de Olite (2785 habitantes en censo de 1930) hubo 45 asesinados. Entre ellos los concejales Juan García Lacalle (teniente de alcalde), Salvador Eraso Azcárate y julio Pérez García, los tres de la UGT.
Fueron asesinados los alcaldes de Murillo el Cuende, Jesús Ederra Aranguren (PNV); Pitillas, Antonio Cabrero Santamaría (UGT); Santacara, José María Sanz de Acedo Echávarri (UGT); Villafranca, Agustín Arana Aranda (exalcalde, IR).
Merindad de Pamplona
Hubo 709 asesinados, siendo inscritos en el juzgado 518 (73,7 %).
En Pamplona (42 259 habitantes en censo de 1930) tuvieron lugar 303 asesinatos. Corresponde a una tasa 6,76 por mil. Entre ellos, seis concejales o exconcejales de la ciudad, algunos de ellos capturados en otros puntos de España y llevados a Pamplona para su fusilamiento, como Florencio Alfaro Zabalegui (IR), Gregorio Angulo Martinena (presidente del PSOE), Corpus Dorronsoro Arteta (PSOE), Victorino García Enciso (IR), Mariano Sáez Morilla (PSOE) e Ignacio Sampedro Chocolonea (PSOE); o el dirigente socialista Tiburcio Osácar.
En el resto de la merindad se han contabilizado 179, lo que corresponde a una tasa de 2,37 por mil habitantes. También fueron asesinados el alcaldes de Araquil, Silverio Astiz Lakunza (UGT) y el exalcalde de Alsasua, Antonio Goicoechea Otegui (IR).
En la fuga del Fuerte San Cristóbal, según la propia documentación oficial, murieron 225 personas, de los cuales, 24 corresponden a cadáveres no «identificados», 14 a fusilados en Pamplona y 187 abatidos en los montes.
Merindad de Sangüesa
Hubo 188 asesinados, siendo inscritos en el juzgado 87 (46,5 %). Corresponde a una tasa de 3,47 por mil habitantes.
En la ciudad de Sangüesa (3749 en el censo de 1930) hubo 45 asesinados. Entre ellos el alcalde Isaac Induráin Oronoz (IR).
Fueron asesinados los alcaldes de Aibar, Javier Iziz Ribera (IR); Aoiz, Aurelio León Inda (IR) y Yesa, Santos Orduña Les (UGT).
Merindad de Tudela
Hubo 705 asesinados, de los que se inscribió en el juzgado a 373 (52,9 %), lo que corresponde a una tasa de 11,83 por mil habitantes, la mayor de toda Navarra. La zona de la Ribera era la única de predominio izquierdista de toda Navarra.
En la ciudad de Tudela (11 248 en el censo de 1930) hubo 65 asesinados. Tudela era una de las pocas localidades de Navarra en las que había vencido la candidatura del Frente Popular en las elecciones de febrero de 1936. Entre los fusilados estaban siete de los quince miembros de la corporación municipal: el alcalde Domingo Burgaleta Pérez de Laborda (IR) y los concejales Aquiles Cuadra de Miguel (IR, exalcalde), Francisco Jaraba Grima (PSOE), Joaquín Meler Mur (UGT), Juan Navarro Anguiano (PSOE), Eugenio Tutor Lozano (PSOE) y Francisco Ucar Liñan (IR).
Fueron asesinados también los alcaldes de Buñuel, Alfonso Marquina Vicente (UGT); Cadreita, Emilio Sánchez Jiménez (UGT) y el exalcalde Benito Burgaleta Pérez; Caparroso, Juan Bozal Uriz (IR); Cascante, José Eleuterio Romano Ullate (IR); Castejón, Valentín Plaza Martín (PSOE); Corella, Antonio Moreno López, Fitero, Jacinto Yanguas Fernández, Valtierra, Moisés Bobadilla Navaz (IR) y Cintruénigo, el exalcalde Victoriano Navascués Chivite (IR).

## Episodios represivos más significativos
La represión se abatió sobre Navarra desde el momento mismo de la sublevación. Republicanos y, sobre todo, socialistas fueron el blanco preferido, aunque como en toda España, independientemente de la zona en la que se hallasen, las rencillas y venganzas personales fueron también causa de no pocas muertes. Los episodios más significativos de la represión en Navarra se muestran a continuación.

### Las localidades más afectadas

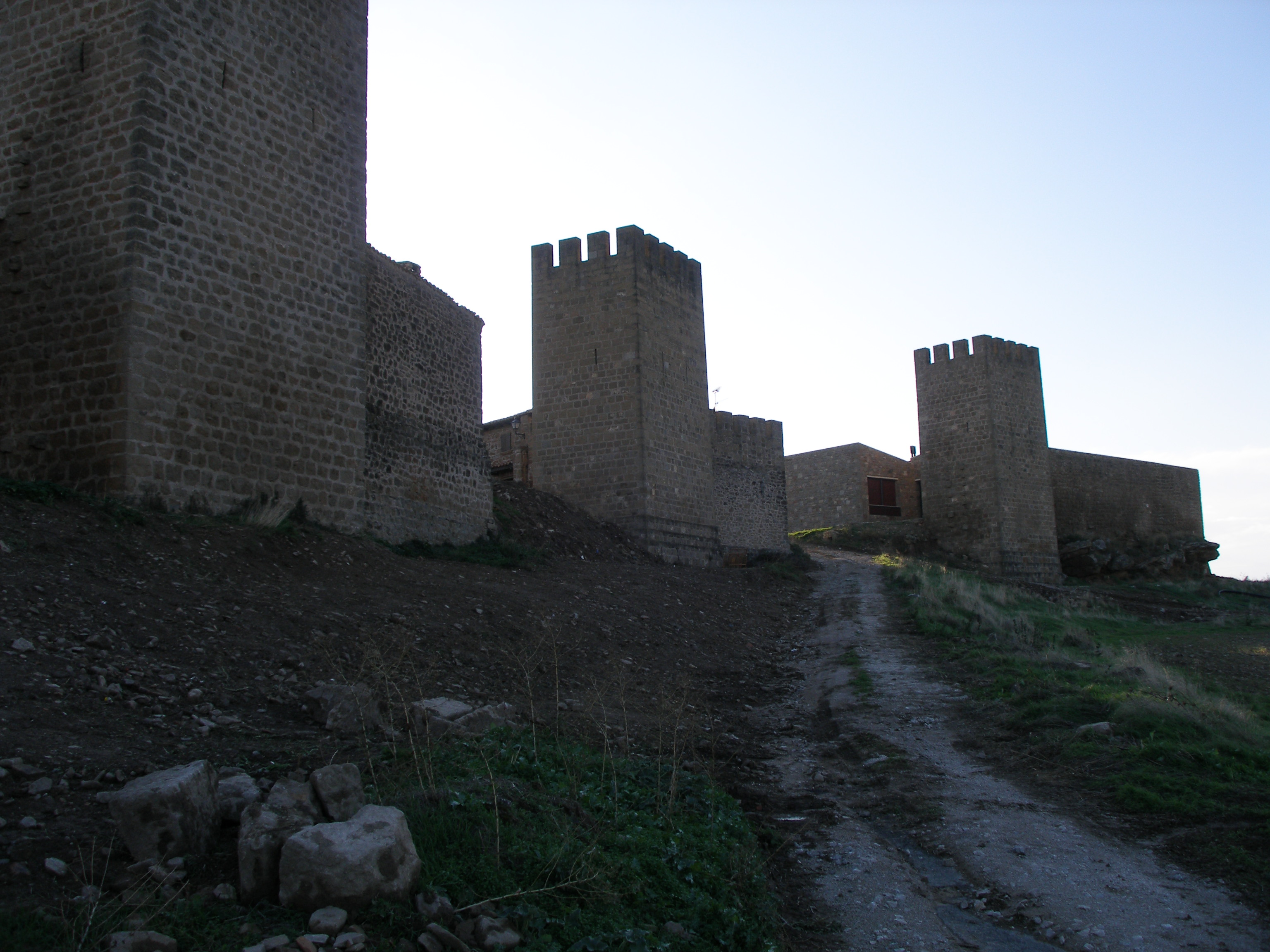
En la histórica villa de Artajona los propios vecinos y sus autoridades evitaron que se derramara sangre de sus conciudadanos.

Como se ha indicado la incidencia de la violencia fue desigual de unas merindades a otras, con mayor incidencia en pueblos de la Ribera. En todo caso en algunas destaca la especial virulencia empleada y el número de muertos en relación con su población. Así ocurre con los 303 asesinados en la ciudad de Pamplona, los 133 en la villa de Lodosa, los 99 de la villa de Mendavia, 89 en la villa de Peralta, 87 en la ciudad de Corella, los 84 de la villa de Sartaguda, los 78 en la villa de Milagro y los 71 en la villa de Azagra, por nombrar los lugares con más fallecidos.
Sin embargo también hay que señalar que hubo pueblos donde sus habitantes evitaron las agresiones a sus convecinos de diferente ideología, cuando acudieron escuadras a hacer la "limpieza".
Es el caso de Artajona, que entonces era un bastión carlista. Cuando en varias ocasiones llegaron los escuadrones con una lista preparada, las autoridades carlistas, los sacerdotes y los propios voluntarios de los frentes se negaron rotundamente a permitir los fusilamientos. Al contrario de otros muchos lugares, el apasionamiento político de la época no cegó del todo a los artajoneses, que no mancharon su historia con la sangre de sus vecinos.

### "Sacas" en la cárcel de Estella
En septiembre las ejecuciones en los pueblos ya habían disminuido. Sin embargo, las cárceles estaban llenas. La de Estella contaba en 13 de agosto con 147 presos procedentes de 22 pueblos diferentes, según la última relación de reclusos existente, emitida por la Comandancia Militar de la plaza. Desde el 5 de septiembre se inició una planificada eliminación de los detenidos. Fueron fusilados en diversos lugares, relacionados con su origen, en distintas fechas. Fue conocida por las autoridades de Estella, tanto militares como civiles, e incluso religiosas, por medio de los confesores. En la calle fue motivo de comentarios. Según los registros civiles, eclesiásticos de defunciones y testimonios personales, se puede concluir que fueron 81 los asesinados. Un miembro de la CNT sobrevivió a su fusilamiento. La cárcel quedó prácticamente vacía.
La cronología y ubicación de las "sacas" y posterior asesinato son las siguientes:
- 5 de septiembre: 22 fusilados (Los Arcos, 10; Dicastillo, 7; Allo, 4; Villatuerta, 1)
- 6 de septiembre: 13 fusilados (Lodosa, 12; Galdeano, 1).
- 7 de septiembre: 17 fusilados (Andosilla, 7; Mendavia, 4; Mues, 3; Lerín, 3).
- 8 de septiembre: 13 fusilados(Alcanadre, 9; Cárcar, 2; Mendaza, 1; Sansol 1).
- 9 de septiembre: 7 fusilados (Zúñiga, 4; Galbarra, 1; Iturgoyen, 1; Arróniz, 1).
- 12 de septiembre: 7 fusilados (Estella).
- 24 de septiembre: 3 fusilados (Muniáin).

### "Saca" de la cárcel de Tafalla
En la cárcel de Tafalla había presos 100 hombres y una decena de mujeres. Los días 17, 19 y 22 de septiembre de 1936 fueron fusilados 16 de los presos. Sin embargo, a raíz de la muerte en el frente del teniente de requetés Julián Castiella y su masivo funeral, que se realizó el 18 de octubre, se organizó una manifestación, en contra de la opinión de los familiares del difunto, encaminada a linchar a los presos, que fue impedida por la Guardia Civil. Inmediatamente se organizaría una comisión de vecinos de Tafalla, formada por carlistas en su mayoría, para conseguir los permisos para los fusilamientos. El 21 de octubre miembros del Tercio Móvil de Pamplona, de los requetés, llegaron a la cárcel. Leyeron la lista de los setenta que iban a ser trasladados, donde no se obvió a ninguno con responsabilidades políticas, que fueron llevados a la "Tejería de Monreal", a unos 25 kilómetros, donde fueron fusilados. El requeté que dio los tiros de gracia fue Luis Fernández Magaña, coadjutor de la parroquia de Murchante, y administrador del conde de Rodezno, Tomás Domínguez Arévalo. Fueron fusiladas en total 86 personas.
La cronología y ubicación de las "sacas" y posterior asesinato es la siguiente:
- 17 de noviembre: 4 de Aos.
- 19 de noviembre: 11 de Aoiz.
- 22 de noviembre: 1 de Aoiz.
- 21 de noviembre: 27 de Tafalla, 15 de Peralta, 12 de Berbinzana, 3 de Gallipienzo, 2 de Cáseda, 2 de Murillo el Cuende, 1 de Caparroso, 1 de San Martín de Unx, 5 de Peralta y 1 de Pamplona.

### Fusilamientos masivos en la bandera General Sanjurjo de la Legión
También hay que tener en cuenta que una parte de los reclutados de forma "voluntaria" fueron obligados. Es el caso de los enviados a la bandera Sanjurjo de la Legión Española, que estuvo formada por tres compañías de fusiles, una de ametralladoras y sus servicios auxiliares, con un total de 700 hombres.
Tras ser entrenados durante un mes en la Academia Militar de Zaragoza, el día 1 de octubre, la bandera fue enviada a Almudévar y antes de entrar en combate sus integrantes fueron llevados de vuelta en camiones a Zaragoza, donde se les desarmó. El Estado Mayor de Zaragoza tenía la confidencia de que la bandera en pleno, o parte de ella, se iba a pasar a las filas republicanas. Lo que ocurrió posteriormente parece que puede estar detallado en los archivos del Regimiento Valladolid, acuartelado en Jaca. De momento solo se puede inferir por los testimonios y documentación de los pueblos afectados. Las autoridades militares incluso negaron la existencia de esta bandera, cuando los familiares reclamaron los restos mortales. No hay datos de la matanza ni en el registro del cementerio de Torrero ni en el juzgado de Zaragoza.
El día 2 de octubre, tras ser desarmados, fueron encerrados en sus barracones. Fueron sacados en pequeños grupos a la parte posterior de la Academia donde eran ametrallados. Los fusilamientos persistieron hasta el día 10. Varios oficiales y suboficiales se responsabilizaron de un pequeño grupo de hombres, evitando su fusilamiento. Los muertos fueron llevados al cementerio de Torrero y enterrados en una fosa común.
Algunas fuentes, como José Borras, llegan a hablar de 604 muertos, pero esa cifra es cuestionada. La cifra en todo caso, es superior a 300, y buena parte de ellos eran navarros. José María Jimeno Jurío consideró que estos, los navarros, fueron 203, mientras que el general Ramón Salas Larrazábal, que sí confirma los hechos negados por el ejército, reduce la cifra a menos de 30. En estos momentos hay constancia de 218 navarros de 22 pueblos (2 de Ablitas, 16 de Andosilla, 1 de Arróniz, 6 de Cadreita, 19 de Cárcar, 7 de Carcastillo, 1 de Estella, 5 de Funes, 1 de Lerín, 21 de Lodosa, 13 de Marcilla, 16 de Mélida, 1 de Mendavia, 3 de Monteagudo, 12 de Murillo el Fruto, 13 de Olite, 1 de Peralta, 13 de Pitillas, 14 de Sangüesa, 4 de Santacara, 44 de Sartaguda y 5 de Ujué), de los cuales solo el 43 % (94) están inscritos en 14 juzgados navarros con el lugar y la fecha de su muerte, con la excepción de seis de Mélida que constan como muertos en la bandera en Ayerbe, el 24 de septiembre de 1936.
En la relación de "Caídos por Dios y por España" solo constan 26 de los navarros de Ablitas, Andosilla, Arróniz y Carcastillo, sin fecha de defunción. En esta relación sí aparecen los sobrevivientes de la masacre fallecidos posteriormente en los frentes.
En febrero de 1979 se exhumaron del cementerio de Torrero los cuerpos de 16 riojanos y 163 navarros que pertenecían a los 13 pueblos que lo solicitaron. Los servicios municipales informaban:

Hubo que abrir varias catas a lo largo de 250 metros del andador de la mañana 4, hasta dar con los restos de la bandera Sanjurjo... salían los restos sin féretro y fueron indudablemente identificados por varios objetos personales como tabaqueras, navajas de afeitar, dentaduras y hasta una pierna rota y cosido el hueso con alambre... Es de resaltar que la bandera Sanjurjo no está inscrita en los libros diarios.
Servicios municipales del cementerio de Torrero. Recogido en Navarra, 1936. De la Esperanza al Terror

### Fuga masiva del Fuerte San Cristóbal
El fuerte de San Cristóbal se encuentra en lo alto del monte Ezcaba, a un kilómetro de Pamplona. El 22 de mayo de 1938 se produjo en este lugar una de las evasiones más significadas de todo el mundo, tanto por el número de fugados como por las muertes producidas posteriormente. Previamente a esta fuga parece ser que también se produjeron "sacas", como parece demostrar el hecho de que hubiera el 1 de noviembre de 1936, la muerte de 21 personas por "traumatismo".

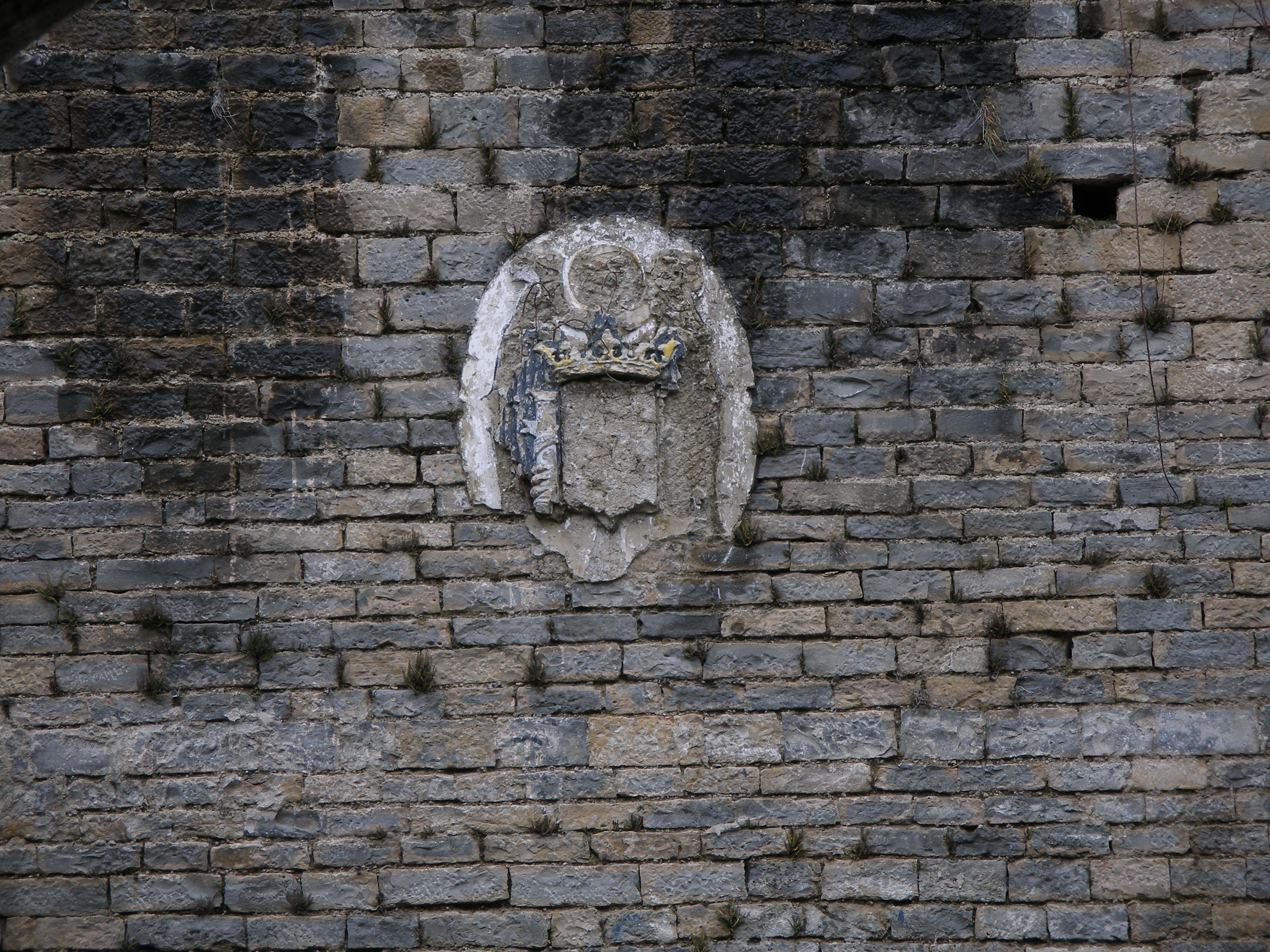
Detalle del escudo franquista en la entrada del fuerte San Cristóbal.

En 1938 había 2487 personas detenidas, en su mayoría dirigentes políticos y sindicales y militantes revolucionarios y republicanos. Unos treinta presos prepararon una fuga que se inició a la hora de la cena, momento en que había más dispersión de los guardianes. Estos entraban armados pero con la pistola en el cinto cuando llevaban la comida. En distintos grupos fueron desarmando a varios de ellos y tras coger su armamento, se dirigieron a donde estaba cenando la compañía de soldados de guardia. Un soldado que opuso resistencia, murió como consecuencia de un golpe con una barra. Posteriormente rindieron también a los soldados de las garitas. En una media hora el fuerte fue tomado por los reclusos, que salieron al exterior.
Un soldado que volvía de Pamplona se apercibió de lo que estaba ocurriendo y bajó a la ciudad a dar la voz de alarma. Además, un preso, el falangista Ángel Alcázar de Velasco, encarcelado tras los sucesos de abril de 1937 en Salamanca, también corrió monte abajo para avisar.
Cuando los camiones de los militares con grandes reflectores se acercaron hacia el fuerte, algunos de los presos desistieron en su fuga, de tal forma que fueron contabilizados, a las dos y media de la madrugada, 1692 presos que fueron dejados desnudos en el patio durante horas. Se fugaron, por tanto, 795 de los detenidos, mal calzados y vestidos, desnutridos, con escasos fusiles y en desbandada, sin organizar un plan de huida. Se inició inmediatamente la caza de los mismos, que sin apenas resistencia fueron siendo abatidos y detenidos. Consta que el mismo día 23 se detuvo a 259 evadidos, el día 24 ya eran 445 y los días sucesivos a grupos menores. El último fue capturado el 14 de agosto, tres meses después, siendo apodado "Tarzán", por aguantar tanto tiempo solo en el monte.
De los 795 fugados fueron detenidos 585, pasando solo la frontera francesa tres de ellos, e identificando 187 cadáveres, a los que hay que añadir 24 muertos más sin identificar. Esto da, según la contabilidad del fuerte, cuatro más, que pudieran ser huidos de la represión en la retaguardia encontrados tras las intensas pesquisas desarrolladas para capturar a los fugados del fuerte. Aunque la mayor parte de los que perecieron fue en Ezcabarte, en la cara norte del monte, en Oláibar y en Baztán, la mayoría están registrados en Ansoáin, en la falda sur del monte. En total, 211 asesinados durante la captura de los fugados. De los capturados, diecisiete fueron sometidos a juicio acusados de ser cabecillas, uno fue internado en el manicomio de Pamplona y catorce de ellos fueron condenados a muerte. Estos fueron fusilados en la Vuelta del Castillo, detrás de la ciudadela, el 8 de agosto de ese mismo año.
En las posteriores diligencias aparece el delator falangista Ángel Alcázar de Velasco, que vio reducida su pena. Con la reducción de penas también se vieron agraciados otros 60 internos, por colaborar. El director del establecimiento, Alfonso de Rojas, fue destituido de su cargo.

### Incremento de suicidios
Muchas de las muertes aparecían en la prensa, Diario de Navarra y El Pensamiento Navarro, como "suicidios". Se refieren 58 intentos, la mayoría consumados, en dos años, algo muy superior a lo habitual. Con una concentración muy significativa: 42 en los nueve primeros meses desde la sublevación. Muchos de los casos en realidad fueron asesinatos encubiertos, en otros hay dudas de que lo fueran. Sin embargo sí los hubo realmente en relación con el miedo extremo y otros propiciados por la violenta ruptura de la vida familiar y social, el continuo sufrimiento por las vejaciones y por la pérdida de seres queridos.

### Depuración del Magisterio

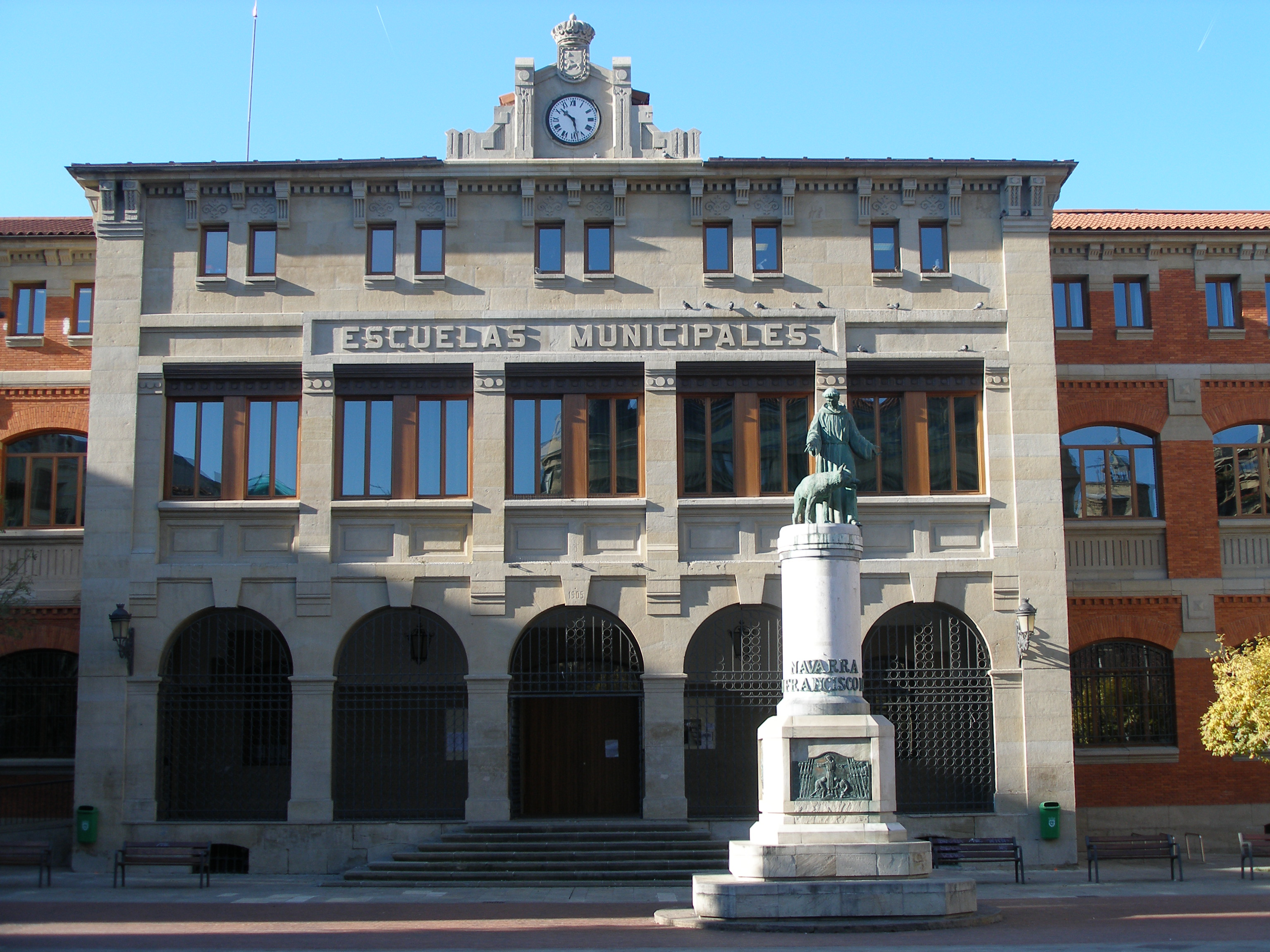
Los maestros sufrieron en sus carnes una estricta asunción de los postulados religiosos y derechistas. En la fotografía las Escuelas Municipales de San Francisco en Pamplona.

Especial fue la represión sufrida por los maestros navarros. Casi una treintena fueron asesinados durante la contienda. Además, de ello, ya el día 27 de julio la Diputación (que ya el 21 de julio había realizado la primera proclama de apoyo a los sublevados) promulgó las primeras disposiciones para adecuar la educación al nuevo orden:
1. Que todos los Ayuntamientos donde no se haya hecho todavía -ya se había dado orden de ello el día 21- procedan a colocar el crucifijo en lugar preferente en las aulas.
2. Restablecer la enseñanza católica en todas las escuelas.
3. No se consentirá enseñanza alguna opuesta a la católica, y a la unidad de la Patria, ni al principio de autoridad.
4. Se volverán a abrir todos los colegios y escuelas dirigidos por órdenes religiosas que hubiesen sido clausurados.
5. Se prohíbe la coeducación.
6. Se revisarán todos los nombramientos de maestros.[118]

En julio de 1936 había en la provincia, según la propia Junta, 1087 maestros. Los castigos afectaron igualmente a los profesores del Instituto, de la Escuela normal y a los miembros de la Inspección. En total fueron sancionados cerca del 22 %, el 29 % en el caso de los varones y el 15 % en el de las maestras. La destitución en el caso de 69 maestros, la separación del empleo entre uno y dos años para 35 y hasta llegar a los 229 con una o varias de otras sanciones como traslados, multas y ratificación del "Manifiesto de Adhesión Patriótica".
El texto introductorio de la Junta Superior de Educación a las sanciones decía:

...Continuando la labor depuradora el personal del Magisterio que, como primera tarea se impuso esta Junta a fin de rescatar la enseñanza de solapadas ofensivas sectarias y antipatrióticas, fáciles de encubrir ante el ambiente y situación presentes, este organismo, aparte de la inclusión de otros miembros del Magisterio en análoga sanción que los comprendidos en listas anteriores, establece para aquellos que, sin declararse profundamente sectarios, se han manifestado tibios y propicios a claudicaciones que dicen muy poco en favor de la firmeza de convicciones respecto a lo que debe ser un maestro católico y patriota, sanciones de carácter económico y traslados con carácter provisional en cuantía y forma respectivamente adecuadas a la responsabilidad de las actuaciones de lo sancionados y que quedan especificados en las siguientes sanciones...
Junta Superior de Educación de Navarra. Recogida en Navarra 1936, De la Esperanza al Terror.

### Las otras purgas
Sin embargo, y obviamente, la muerte no era el único castigo utilizado en la represión. Se llevaron a cabo ingresos en prisión, ceses en empleo y sueldo de funcionarios, como el ya referido de los maestros y en otros trabajadores que les produciría claras dificultades económicas y por tanto a la exclusión social. También se aplicaron expulsiones de los pueblos, multas, así como castigos denigrantes, como el clásico corte de pelo y la ingesta de aceite de ricino, que fueron ampliamente utilizados. En muchos lugares el saqueo a las viudas y familiares de los fusilados fue total, con cosechas requisadas, así como de los animales, dejando a las familias en la más extrema pobreza.
Algunos ejemplos se encuentran en el ayuntamiento de Pamplona, en que fueron destituidos 59 funcionarios y sancionados otros 28 o en Estella, ciudad de la que fueron enviados a prisión 91 personas, de las cuales 23 fueron fusiladas, y además fueron despedidos de su ayuntamiento 11 funcionarios, de los cuales 2 fueron fusilados.
Los cortes de pelo se realizaron a las mujeres. Algunas de las que sufrieron el castigo y que constan de forma nominal son: 44 mujeres de Cárcar, 17 de Cascante, 17 de Cáseda, 16 de Cortes, 17 de Falces, 27 de Lodosa, 29 de Los Arcos, 18 de Miranda de Arga, 63 de Peralta, 15 de Ribaforada, 19 de Sangüesa, 30 de Sartaguda, 22 de Valtierra, 33 de Villafranca.
En los mensajes transmitidos a la población no había muchas contemplaciones, transmitiendo un auténtico terror a los que no demostraban fidelidad al nuevo régimen, como lo expresaba el Comandante militar de Falces:

Ordeno y Mando:

Artículo 1.º: Todo elemento extremista que al darle el grito de VIVA ESPAÑA, no conteste de igual forma, será ejecutado pasado por las armas en el acto.

Artículo 2.º: Al presentarse las autoridades a las inmediaciones de sus domicilios y no salga el personal que haya dentro del mismo antes de la llegada de la fuerza con los brazos abiertos en alto gritando VIVA ESPAÑA serán pasados por las armas en el acto.

Artículo 3.º: Todo el personal extremista, sin distinción de sexo, que se encuentre dentro de la localidad o en el campo, sin llevar brazalete blanco en el brazo izquierdo y un volante que será entregado en el Ayuntamiento, será pasado por las armas en el acto.

Artículo 4.º: Todos los edificios o pisos habitados por elementos extremistas, tendrán durante los días que dure el estado de guerra, y a partir de las ocho de la mañana hasta las siete de la tarde, abiertas las puertas y ventanas, con las cortinas quitadas, para ser vistos por la fuerza, el que no cumpla lo ordenado, se hará fuego sobre el edificio o persona que en el mismo se encuentre mayor de 16 años.

Artículo 5.º: En los registros domiciliarios que efectúe el personal a mis órdenes, en los edificios habitados por personal de derechas y encuentre en ella oculto algún elemento extremista, éste será pasado por las armas en el acto, y el dueño del edificio se le aplicará como encubridor lo que marca el Código de Justicia Militar.

Artículo 6.º: Todo individuo extremista, cuantas veces salga y entre del campo se presentará en el Ayuntamiento, a su salida para recoger el volante y a su entrada para entregarlo, advirtiendo que aquel que no lo efectúe y se le encuentre en el campo será pasado por las armas.

Artículo 7.º: Se advierte al personal de derechas, que si algún individuo se interna en su domicilio violentamente, bien perseguido por la Autoridad o por cualquier otra circunstancia, si no lo pone inmediatamente en conocimiento de las Autoridades, se le aplicará lo que marca el Código de Justicia Militar, como cómplice o encubridor.
Falces, 11 de agosto de 1936. El Excmo. Sr. Comandante militar de la plaza.
Recogido en Navarra 1936. De la Esperanza al Terror

## Víctimas de los bombardeos republicanos sobre Navarra

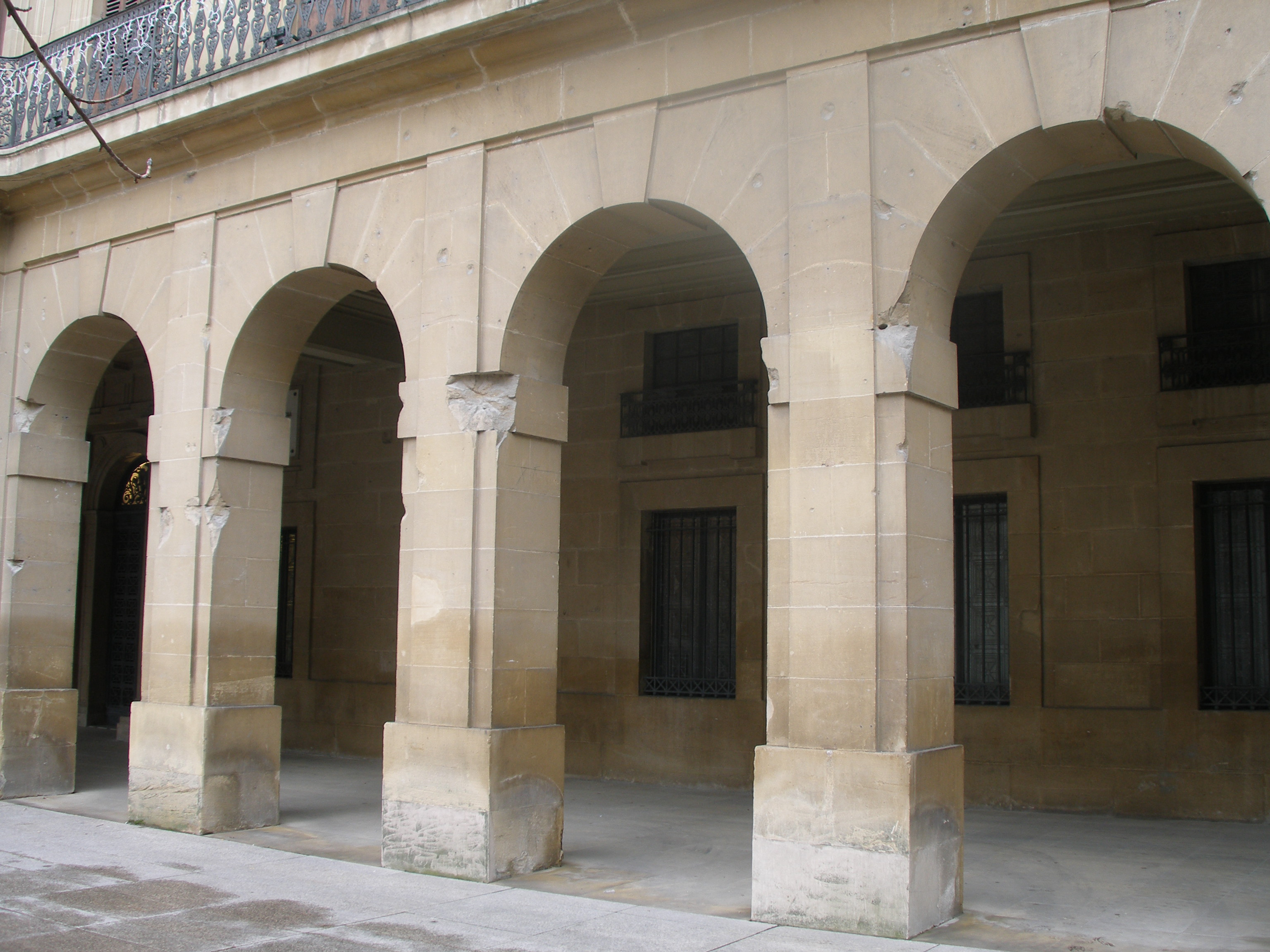
Detalle de los impactos de metralla en el Palacio de la Diputación por las bombas caídas el día 12 de noviembre de 1937.

En total hubo 38 víctimas mortales por bombardeos de la aviación republicana sobre Navarra, según la profesora Vázquez de Prada. Salas Larrazábal contabiliza 29 en los registros civiles, y no refiere registro alguno en el bombardeo de Lumbier.
Pamplona fue bombardeada en tres ocasiones. La primera fue el 22 de mayo de 1937 siendo el objetivo, al parecer, el Gobierno Militar, donde residía el general Mola. Las bombas cayeron en las proximidades del Portal de Francia, causando la muerte de 11 personas, entre ellas cinco mujeres y tres niños, por ser un lugar de juegos, además de producirse 25 heridos. El segundo bombardeo fue el 12 de noviembre, y afectó a la estación de autobuses y a la Diputación. También cayeron unas 35 bombas extramuros que produjeron 7 muertos y bastantes heridos. El último bombardeo fue el 18 de enero de 1938 que causó un muerto.
El bombardeo de Tudela el 13 de agosto de 1937 produjo 13 muertos y 23 heridos. Se produjo por la tarde, en torno a las 18 horas, por medio de tres aviones Tupolev SB2 que soltaron nueve bombas de 25 kilos cada una, cuyos objetivos era la central eléctrica, la de teléfonos, el cuartel de la Guardia Civil y el puente que cruza el Ebro. Objetivos que no fueron alcanzados. De forma inmediata se produjeron 10 muertos y los días siguientes fallecieron los otros tres. Estos 10 muertos son los que describe Salas Larrazábal en su estudio.
La villa de Lumbier, que no llegaba a mil habitantes, fue atacada por aire el 25 de septiembre muriendo 6 personas y produciendo 3 heridos. Hubo también otros dos bombardeos en las carreteras, en el puente de Endarlaza cerca de Vera y en otro puente en la carretera entre Echarri-Aranaz y San Sebastián, ambos sin víctimas.

## Exhumaciones
Una vez iniciada la Transición, a finales de la década de 1970 y principios de la de 1980 tuvieron lugar numerosas exhumaciones. En esos años surgió un fuerte movimiento político y asociativo que promovió la exhumación de numerosas fosas comunes. Una de las de mayor repercusión fue la de Sartaguda, en 1977. También se realizó otra en 1979, fuera de Navarra, en el cementerio de Torrero, próximo a Zaragoza, para investigar los fusilados de la bandera General Sanjurjo, que no eran reconocidos por el ejército. Los archivos militares donde están registrados estos hechos siguen cerrados. De esta forma, la Transición vio la erección de monolitos y tumbas colectivas en los cementerios en los que, hasta entonces, solo había tumbas dedicadas a los Caídos en la Cruzada. Tras esta oleada, siguió un periodo de inactividad, para que, al igual que en otras partes del resto de España, en los últimos años esté teniendo lugar una nueva oleada de exhumaciones de fusilados y asesinados en la guerra civil española que se inició el 28 de octubre del año 2000 en Priaranza del Bierzo (León), utilizando ya nuevas técnicas de identificación como es el ADN.
Las exhumaciones requieren unos complejos trámites administrativos y la presencia de arqueólogos y expertos que deben datar e identificar los cuerpos, ya sea mediante la prueba del ADN o por identificación de objetos personales. Todo este proceso conlleva una fuerte carga emocional para sus familiares.
En Navarra la última tanda de exhumaciones se inició en 2003 en las localidades de Azqueta (esta fallida) y Lanz. En 2005, la Asociación de Familiares de Fusilados de Navarra había recibido más de 30 solicitudes de localización de cuerpos por parte de familiares, calculándose entonces que los restos de unas quinientas personas aún no habían aparecido. Una de las exhumaciones y su correspondiente análisis tuvo lugar, en octubre de 2005, en una fosa común de Fustiñana donde se hallaban los restos de siete personas, vecinos de Murchante, y fue realizada por la Sociedad de Ciencias Aranzadi con el médico forense Francisco Etxeberria Gabilondo y la antropóloga 
Lourdes Herrasti. Otras tres fosas fueron detectadas con georradar en octubre de 2008 en el término de Fustiñana, donde pueden encontrarse los restos de tres personas, en el de Tudela, sin detectar cuantas se pueden encontrar y en el de Magallón (Zaragoza). En esta última se supone que fueron enterrados 26 vecinos de Buñuel, asesinados el 26 de agosto de 1936, y donde se supone que puede haber 86 personas.
Por otra parte, desde septiembre de 2007 la Sociedad de Ciencias Aranzadi, la Asociación Txinparta Red de Memoria Colectiva junto con la Asociación de Familiares de Fusilados de Navarra están procediendo a la exhumación de cadáveres en una zona próxima al fuerte de San Cristóbal. Este lugar había sido referenciado como la posible localización del cementerio del fuerte por José María Jimeno Jurío. Los restos enterrados en este lugar son de 131 personas que murieron en este recinto carcelario a causa de diversas enfermedades respiratorias como tuberculosis o neumonía entre 1941 y 1945, fecha de cierre de aquel (antes de dicha fecha, los fusilados en el fuerte eran enterrados en fosas comunes en los cementerios de la zona, en la Cendea de Ansoáin). En principio se procederá a la exhumación de unos 25 cuerpos enterrados en este lugar. Los restos óseos encontrados hasta ahora, presentaban a la altura de las rodillas una botella y en su interior datos personales del fallecido. Sin embargo los corchos que las tapaban se han deteriorado en gran parte de ellas, habiéndose perdido la información. Hasta el 30/05/2021 se han entregado a sus familiares los restos de 44 presos del cementerio de las botellas.
En el 2008 las asociaciones consideran que puede haber treinta o cuarenta fosas comunes en campos, simas y repartidas por la geografía foral sin ubicación concreta. Dada la ausencia de registros de los fusilamientos, la ocultación de la información y la desaparición de posibles informantes dado los años transcurridos desde 1936-39 hace prácticamente imposible localizarlas.

## Testimonios contemporáneos
Existen pocos testimonios contemporáneos sobre la represión en Navarra durante los años de la Guerra Civil, los cuales, de forma obvia, no pudieron ser publicados en España durante la dictadura, si bien muchos han conocido reimpresiones en los últimos años. Dos de ellos se deben a religiosos.
El sacerdote capuchino Gumersindo de Estella fue el autor de unas memorias, Fusilados en Zaragoza (1936-1939). Tres años de asistencia espiritual a los reos. Aunque la mayor parte de su libro describe su labor como capellán de la prisión de Torrero (véase Fusilamientos en Zaragoza), en Zaragoza, en su libro proporciona detalles de la situación en Navarra antes de que fuese trasladado, de forma forzosa, desde su convento en Pamplona a Zaragoza el 11 de septiembre de 1936, por su proximidad al nacionalismo vasco. Un día antes, José Martínez Berasáin, dirigente de la Junta Central Carlista de Guerra, le había comunicado al superior del padre Gumersindo que no era «grato a las fuerzas carlistas»:

Entretanto continuaban las matanzas. Yo salía a predicar casi todos los domingos a diversos pueblos de la provincia. Y me di cuenta de la hecatombe. Se hablaba en público de ello y se contaba el número de muertos que iban siendo enterrados en los montes, en las márgenes de las carreteras... El día 8 de septiembre prediqué en Uterga. Hice un viaje de regreso a pie. Traspuse la sierra de El Perdón. Y quedé aterrado al ver a ambos lados de la carretera y en el interior del monte charcos de sangre y montones de tierra que cubrían cadáveres, algunos de los cuales tenían los pies a flor de tierra y a la vista...Llegué al convento con impresiones fuertes que sacudían mi espíritu y durante la noche golpeaban mi cerebro. ¿Qué iba a hacer sino expresar mi estado de ánimo? No lo podía remediar.

Las memorias del padre Gumersindo fueron redactadas en 1945, a partir de los diarios que había escrito durante la guerra y reescritas en 1950. Posteriormente fueron enviadas clandestinamente a Argentina, para ser publicadas por la editorial Ekin, pero la diplomacia española logró evitarlo, con la colaboración de la Iglesia católica argentina. Las memorias permanecieron inéditas, aunque fueron citadas o publicadas parcialmente tras la Transición (es citado, por ejemplo, profusamente por Julián Casanova en La Iglesia de Franco). Finalmente, fue en 2003 cuando fueron editadas por los historiadores capuchinos Tarsicio de Azcona y José Ángel Echevarría, con el título de Fusilados en Zaragoza (1936-1939). Tres años de asistencia espiritual a los reos.
Otro sacerdote, Marino Ayerra, párroco en Alsasua (bastión socialista) durante la Guerra Civil, es el autor de un libro en el que describió su ministerio en Alsasua. Al terminar la guerra, y en profundo desacuerdo con la situación política española, solicitó continuar su ministerio en Uruguay. Allí, en la ciudad de Salto, permaneció unos meses hasta que en 1940 solicitó la secularización y se trasladó a Argentina. En Argentina se ganó la vida como traductor y escribió un único libro, No me avergoncé del Evangelio (desde mi parroquia), que fue publicado en Buenos Aires por la editorial Periplo en 1958. El libro, en el que describía la represión en Navarra durante la Guerra Civil, fue un gran éxito de ventas y tuvo al menos tres ediciones:

Nos hallábamos por toda Navarra [...] en el régimen planificado y sistematizado del pánico; en la ruda labor de previa e indispensable roturación del terreno para las grandes siembras del resurgimiento de España; en la obra, en fin, de concienzudo y completo exterminio de la oposición en los de arriba, y de fría adaptación obligada por el terror en la tierra roturada y desmenuzada de la pobre gente de abajo.
No me avergüenzo del Evangelio, pg. 51.

El libro de Ayerra fue reimpreso en 2002 por la editorial Mintzoa con el título ¡Malditos seáis! No me avergoncé del Evangelio.
Su sobrina, la cineasta Helena Taberna, realizó dos películas adaptando el libro de Ayerra: un mediometraje documental, Alsasua 1936, y una película de ficción, La buena nueva, que se estrenó el 14 de noviembre de 2008. Esta última es fue tercera película y en ella quedó reflejado el papel de verdugo, además de víctima, de la Iglesia en la contienda española.
Otro testimonio contemporáneo a los hechos es Los culpables. Pamplona 1936, escrito en 1942 por el sindicalista pamplonés de la CNT Galo Vierge. En su libro, Vierge, que fue encarcelado tras el inicio de la guerra, pero logró salvar su vida, da cuenta de las actividades de los centros represivos de Pamplona durante los primeros meses de la contienda. El libro fue publicado en 1991 y reimpreso en 2006.

## Reconocimiento actual a las víctimas de la represión

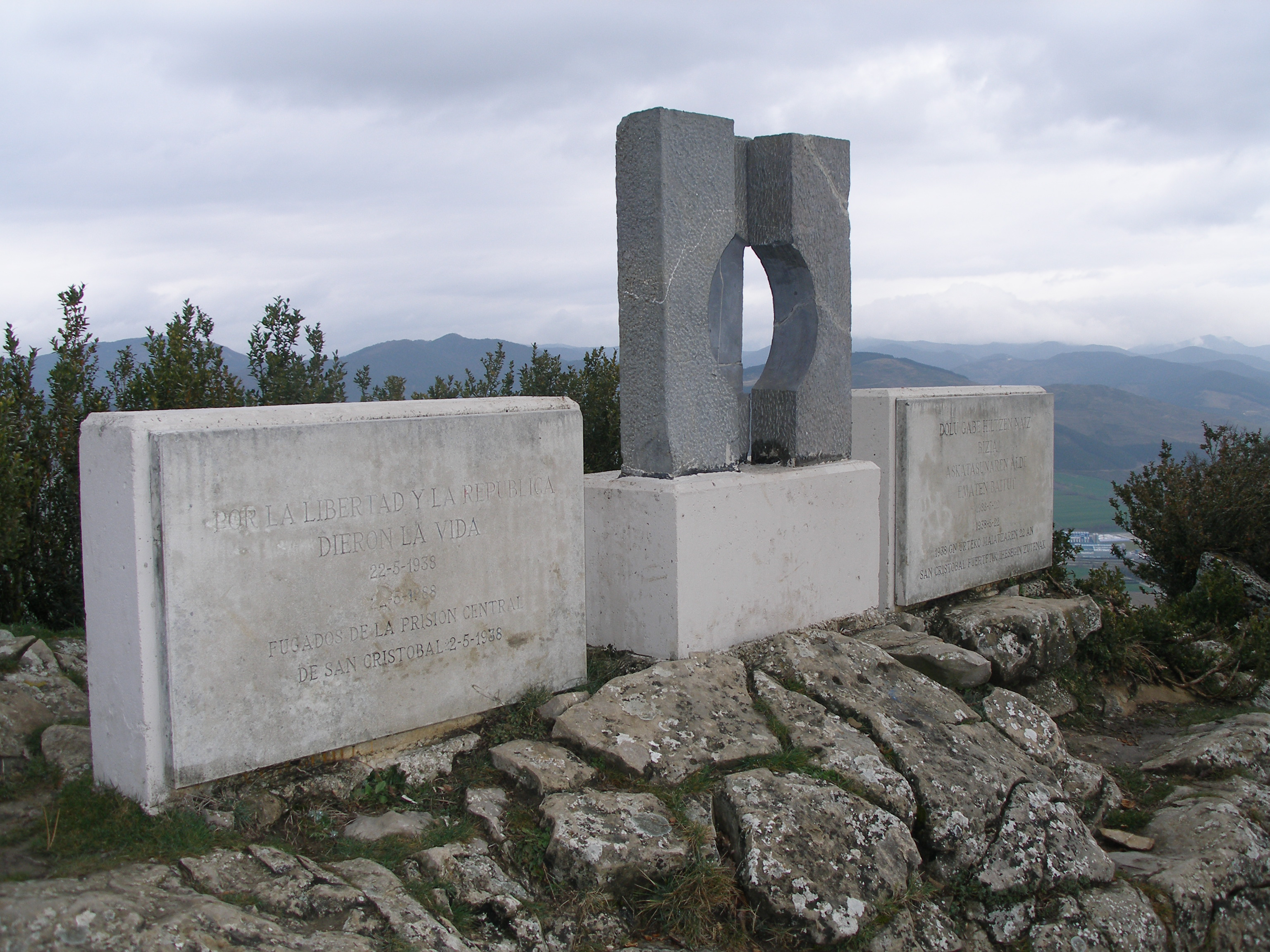
Monumento erigido en el monte Ezcaba, en homenaje a los caídos por la Libertad y la República. Inaugurado en 1988. Atacado en tres ocasiones, la última en agosto de 2009.

Monumento de homenaje en el monte Ezcaba
En 1988, con motivo del 50 aniversario del intento de fuga del fuerte, se erigió un monumento en homenaje a los fugados, «caídos por la Libertad y la República», que se encuentra, escondido entre la maleza, en la cima, en un tramo descendente del monte Ezcaba. Fue atacado en tres ocasiones, la última vez fue destruido a mazazos en agosto de 2009 por miembros de la extrema derecha.
Declaración del Parlamento de Navarra en 2003
El 10 de marzo de 2003, el Parlamento de Navarra realizó una declaración a favor del reconocimiento y reparación moral de todos los navarros fusilados a raíz del golpe de Estado de 1936 a propuesta por la Asociación de Familiares de Fusilados, Asesinados y Desaparecidos en Navarra en 1936. Fue apoyado por 28 parlamentarios (11 de PSN-PSOE, 8 de Euskal Herritarrok, 3 de IUN-NEB, 3 de CDN y 3 de EA-PNV), con la abstención de los 22 parlamentarios de UPN. El líder de UPN y presidente de Navarra, Miguel Sanz argumentó su abstención en la negativa a votar "junto a los verdugos de las víctimas de la violencia terrorista", en referencia a los parlamentarios de EH (UPN había intentado, sin éxito, incluir en el texto de la declaración el reconocimiento a las víctimas de ETA), expresando sin embargo su "reconocimiento personal y político [...] a la Asociación de familiares de fusilados y represaliados del 36". Además, tanto CDN (que votó a favor), como UPN, que se abstuvo, mostraron sus reparos a la alusión a la participación directa de la Iglesia católica en la represión.
El texto aprobado fue el siguiente:

Es público y notorio que en Navarra, uno de los lugares donde se gestó el golpe militar contra la República democráticamente constituida, no se desarrolló en 1936 enfrentamiento bélico alguno, y, sin embargo, unas tres mil personas fueron asesinadas por ser consideradas afines a la República o simplemente por sus ideas.

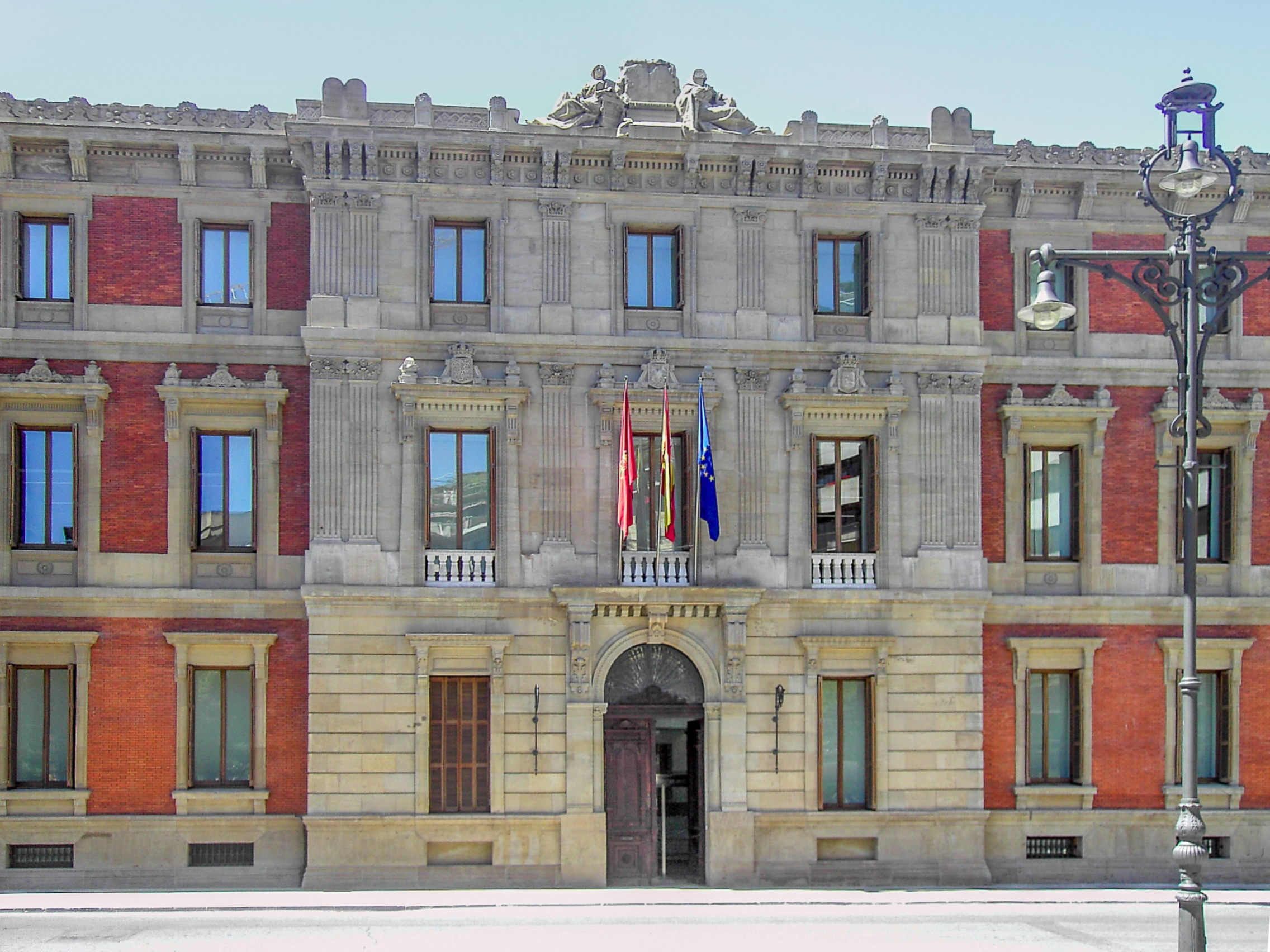
Edificio del Parlamento Foral de Navarra.

Los asesinatos se llevaron a cabo por partidas organizadas a tal fin por los sublevados, dirigidos por sus juntas de guerra, y sin mediar ningún atisbo de legalidad ni formalismo alguno. Estos actos criminales se llevaron a cabo no solo con el beneplácito de la jerarquía eclesiástica de la Iglesia católica, manifestada públicamente a favor del llamado “Alzamiento”, sino en algunos casos con su participación directa.

Los familiares debieron sumar al drama de la pérdida de un ser querido, toda la injusticia derivada de una guerra y la dictadura impuesta: el dolor y la situación de incertidumbre ante las personas desaparecidas, la disgregación de los núcleos familiares por las penas de cárcel y destierro, las secuelas síquicas que muchas personas no pudieron superar nunca y pagaron con la enfermedad y la muerte prematura, la penuria económica (muchos sufrieron el expolio de sus propiedades), y el horror cotidiano de las afrentas públicas (cortes de pelo y paseos...), los agravios e insultos (lanzados desde todas las instancias oficiales y medios de comunicación de la dictadura o, en algunos casos, desde los púlpitos de las iglesias, y continuados en la calle al amparo de estas entidades), la persecución brutal del euskara y de la cultura euskaldun, la proscripción oficial, la marginación social y la indefensión más completa.

Tras la muerte del dictador Franco, en muchos casos los familiares y amigos de los asesinados desenterraron los cadáveres de cunetas, descampados y tapias. Lo hicieron a la luz del día, con el cariño y la dignidad de sus allegados, pero sin el reconocimiento oficial.

Ninguna de las instituciones de Navarra implicadas en el golpe militar o en la dictadura reconocieron sus gravísimos actos ni pidieron perdón públicamente. Tampoco lo ha hecho hasta la fecha la jerarquía de la Iglesia católica.

En bastantes lugares del mundo al concluir las dictaduras o períodos nefastos del pasado y cargados de crímenes políticos se crean “comisiones de la verdad”, se abren espacios públicos desde las más altas instituciones para debatir, para esclarecer y en el fondo para que haya una catarsis que permita restablecer la verdad, reparar con justicia a las personas y cerrar las heridas del pasado. El resultado, sin embargo, aunque doloroso y fuerte, permite establecer un punto de partida mejor que cuando se obvia el tema y se actúa como si tales hechos, que marcaron tan profundamente la sociedad —a toda ella, a las víctimas y a los represores—, no hubieran existido.

En nuestra querida tierra un velo de silencio cubre estos acontecimientos, a pesar de afectar directamente a varias decenas de miles de ciudadanas y ciudadanos navarros que en la intimidad y no sin temor transmiten de generación en generación aquella horrible tragedia.

No es bueno que la sociedad navarra continúe agachando la cabeza, puede y debe saldar aquella tragedia consigo misma y colmar ese vacío de justicia. Con este reconocimiento tardío se pretende realizar un acto de justicia. Actuar así levantará acta de una sociedad en convivencia más justa y respetuosa de todas las ideas e, igualmente, de una democracia más profunda. En ese sentido es consecuente que las Instituciones de Navarra pongan las condiciones para eliminar aquellos elementos simbólicos contrarios a la libertad y representativos de ese pasado que deseamos superar.

A partir de ahí la ciudadanía de hoy y las futuras generaciones podremos encarar el futuro sin ese baldón misterioso del que nadie habla en público y sabremos extraer las correspondientes enseñanzas de la memoria histórica. Especialmente destacaremos una: ninguna idea puede justificar tamañas barbaridades que deshumanizan a la persona hasta su límite máximo —la muerte—, que asolan de dolor a sus seres más queridos, que degradan hasta lo más bajo a los ejecutores y que dejan un legado marcado por sufrimientos y odios muy negativos y profundos a las generaciones futuras. Así pues, nunca más y para nadie aquellos horrores.

Por todo ello, el Parlamento de Navarra declara que aquellos hombres y mujeres fueron vilmente asesinados sin juicio, sin nada que lo justifique, antes al contrario defendieron con sus vidas la libertad, el progreso y la justicia social. Por ello, no dudamos en proclamar que forman parte de la selecta pléyade de navarros y navarras que mayores aportaciones ha realizado a favor del bien común de nuestra tierra. Murieron por la libertad y la justicia social y desde el Parlamento de Navarra les rendimos nuestro más sincero reconocimiento y homenaje.
Parlamento de Navarra el 10 de marzo del 2003

Además se añadieron unos puntos en el que se declaraba que "nadie puede utilizar la violencia con la finalidad de imponer sus convicciones políticas y establecer regímenes totalitarios". Otro en el que se apoyaba al ayuntamiento de Sartaguda para erigir un monumento en su memoria. Y por último instaba a todas las administraciones y organismos a colaborar y hacer pública toda la información que se tuviera sobre aquellos hechos.
El texto, que se había aprobado previamente en la Junta de Portavoces, contenía acusaciones directas a la jerarquía católica del momento, con la mención de que las ejecuciones "se llevaron a cabo no solo con el beneplácito de la Jerarquía eclesiástica de la Iglesia católica, manifestada públicamente a favor del llamado «Alzamiento», sino en algunos casos con su participación directa". Esto llevó a que el arzobispo de Pamplona Fernando Sebastián escribiera una carta al parlamento en la que pedía que se eliminasen del texto las alusiones a la Iglesia católica "por no ser verdaderas y resultar gravemente injuriosas para la Iglesia y para los católicos navarros, de entonces y de ahora". La petición del arzobispo no fue atendida, a pesar de que tanto CDN, que pidió una votación separada para ese punto, como UPN, rechazaban también dichas alusiones.
Parques de la Memoria

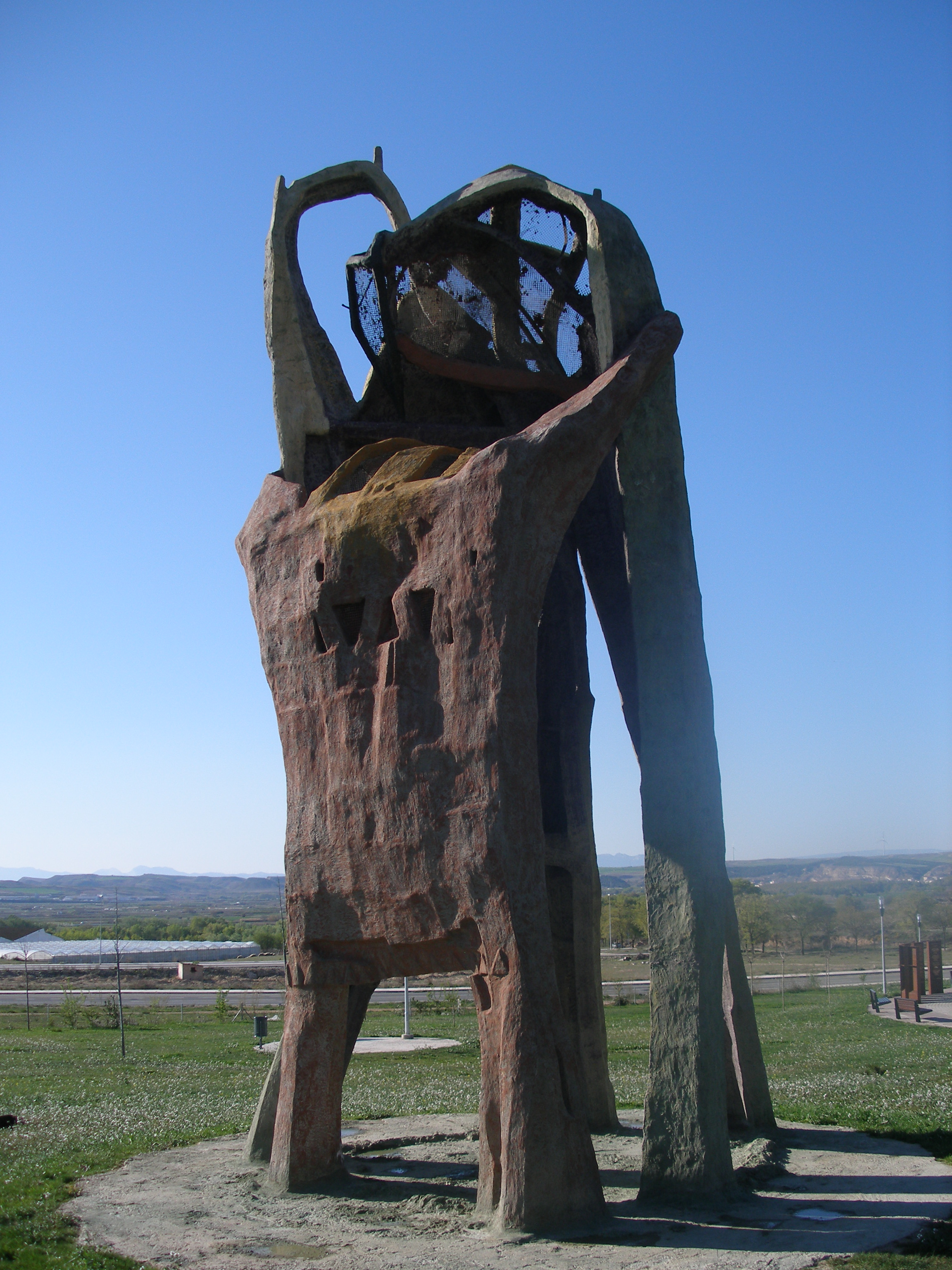
La obra de Joxe Ulibarrena en el Parque de la Memoria. Representa a tres jóvenes que mueren fusilados fundidos en un abrazo. El recuerdo del artista que lo presenció en Pamplona en 1936.

- El Parque de la Memoria de Sartaguda es un parque de 6000 metros cuadrados, creado por el impulso del colectivo Pueblo de las Viudas que surgió en 2002 en esta localidad, con el objetivo de servir de homenaje a las víctimas de la represión franquista en Navarra durante la Guerra Civil.[146]

Este colectivo junto a la Asociación de Familiares de Fusilados de Navarra, promovió la recogida de fondos para llevarlo a cabo, que ha recibido aportes económicos del Parlamento de Navarra y 85 ayuntamientos de la Comunidad Foral, el Ministerio de la Presidencia del Gobierno de España y donaciones de particulares.
Estas ayudas han sido laboriosas en su recogida ya que Unión del Pueblo Navarro (UPN) se mostró generalmente reticente a la aprobación de dichas ayudas. Por ejemplo en el Ayuntamiento de Pamplona se negó a realizar ninguna aportación durante la legislatura 2003-2007 en la que el gobierno municipal estaba sustentado por UPN y CDN, con mayoría absoluta. Tras las elecciones de 2007 CDN perdió su representación municipal y UPN la mayoría absoluta, aunque mantuvo la alcaldía. El 21 de septiembre de 2007, el pleno del Ayuntamiento, en el que el resto de los partidos pertenecientes a Nafarroa Bai (NaBai), Partido Socialista de Navarra (PSN-PSOE) y Acción Nacionalista Vasca (ANV) tienen mayoría, aprobó una moción del PSN en la que se recuerda a las víctimas de la guerra. UPN se abstuvo al no lograr sacar su propuesta en la que de acuerdo con su interpretación se reconocía a todas las víctimas de la Guerra Civil (ya aprobada en la legislatura anterior). Además de este reconocimiento se aprobó una partida económica de 30 000 euros para financiar el proyecto del parque de la Memoria en Sartaguda, así como, a propuesta de NaBai, colocar una placa conmemorativa en la Vuelta del Castillo, cerca de la Ciudadela de Pamplona, junto al lugar donde fueron fusiladas muchas de las víctimas en la ciudad. En otros ayuntamientos, como el de Tudela, UPN apoyó las aportaciones al parque de la Memoria.
La obra central del parque de Sartaguda es un muro de 7 metros donde se recogen los nombres de 3444 víctimas de la represión en o de Navarra. Los nombres recogen los de los 2724 vecinos fusilados en sus localidades, los de los 567 que murieron en el Fuerte de San Cristóbal, los de los navarros muertos en el campo de concentración de Mauthausen de Alemania y los de los que perdieron la vida en los trabajos forzados impuestos como castigo por el franquismo.
Cuenta con obras de Joxe Ulibarrena, de José Ramón Anda y de Néstor Basterretxea, así como un mural donde se recogen los nombres de los asesinados y otras placas con escritos de Pablo Antoñana, Bernardo Atxaga, Castillo Suárez, Jokin Muñoz, AFFNA36-Pueblo de las Viudas y José María Jimeno Jurío.
Se inauguró el día 10 de mayo de 2008 con presencia de miles de personas, muchos de ellos familiares de los fusilados y de personas conocidas del ámbito académico y cultural y de todos los partidos políticos, con la excepción de UPN y de CDN.
- El Parque de la Memoria de Larraga donde se encuentra un monolito en memoria de los 47 ragueses muertos por el régimen franquista. Fue inaugurado el 28 de abril de 2012.[154]

Otros homenajes
- En Allo existe un panteón con el listado de nombres, su edad y una inscripción "En memoria a los asesinados en 1936".
- En Obanos el 17 de noviembre de 2007 se puso una placa en el cementerio en recuerdo a 14 personas fusiladas en la localidad, 13 de ellos vecinos y otro vecino de Pamplona. Fueron miembros de la UGT y fundadores de la Casa del Pueblo de la localidad.[155]

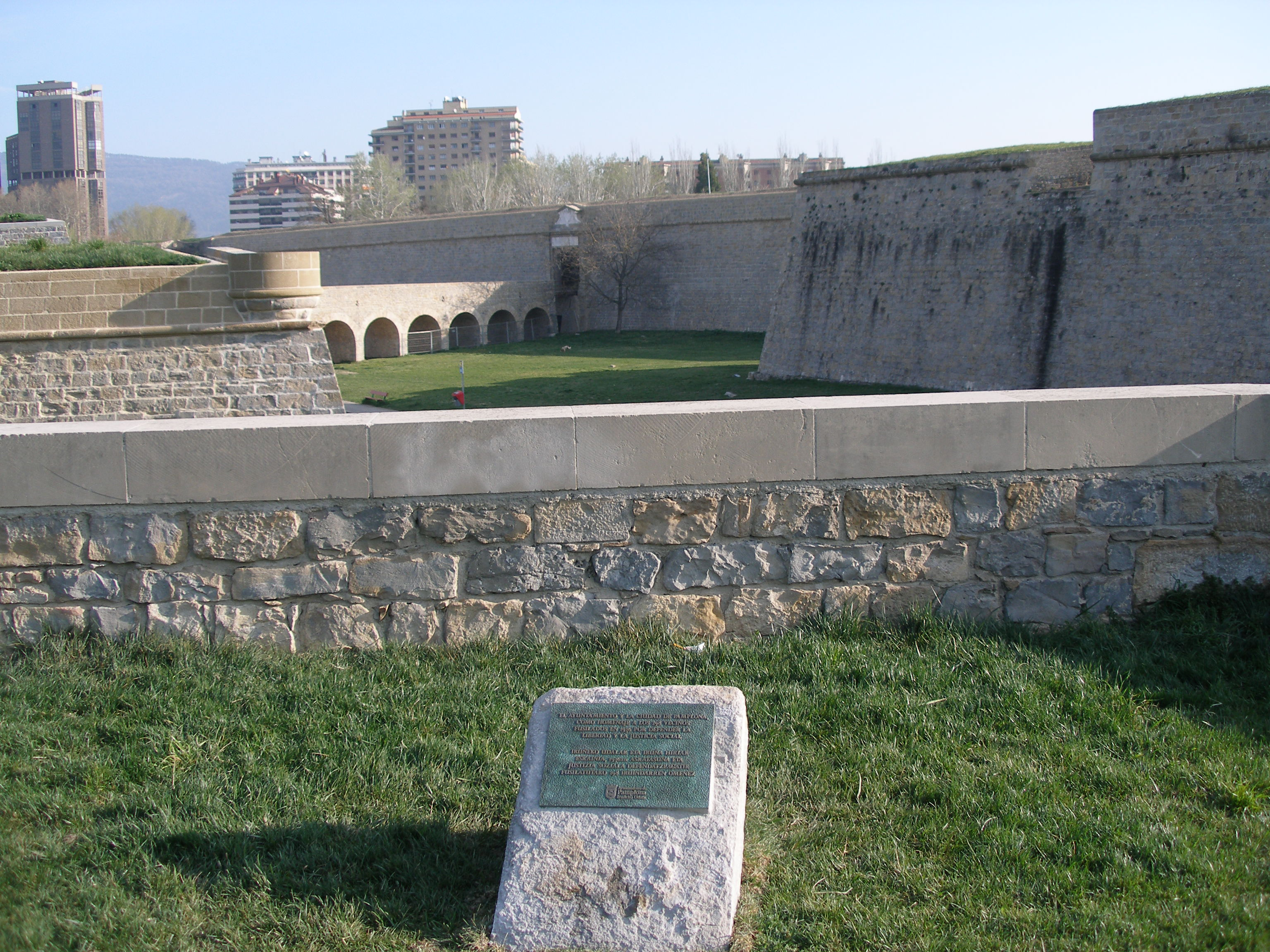
Monolito colocado en marzo de 2012 en homenaje a los fusilados en Pamplona durante la Guerra Civil.

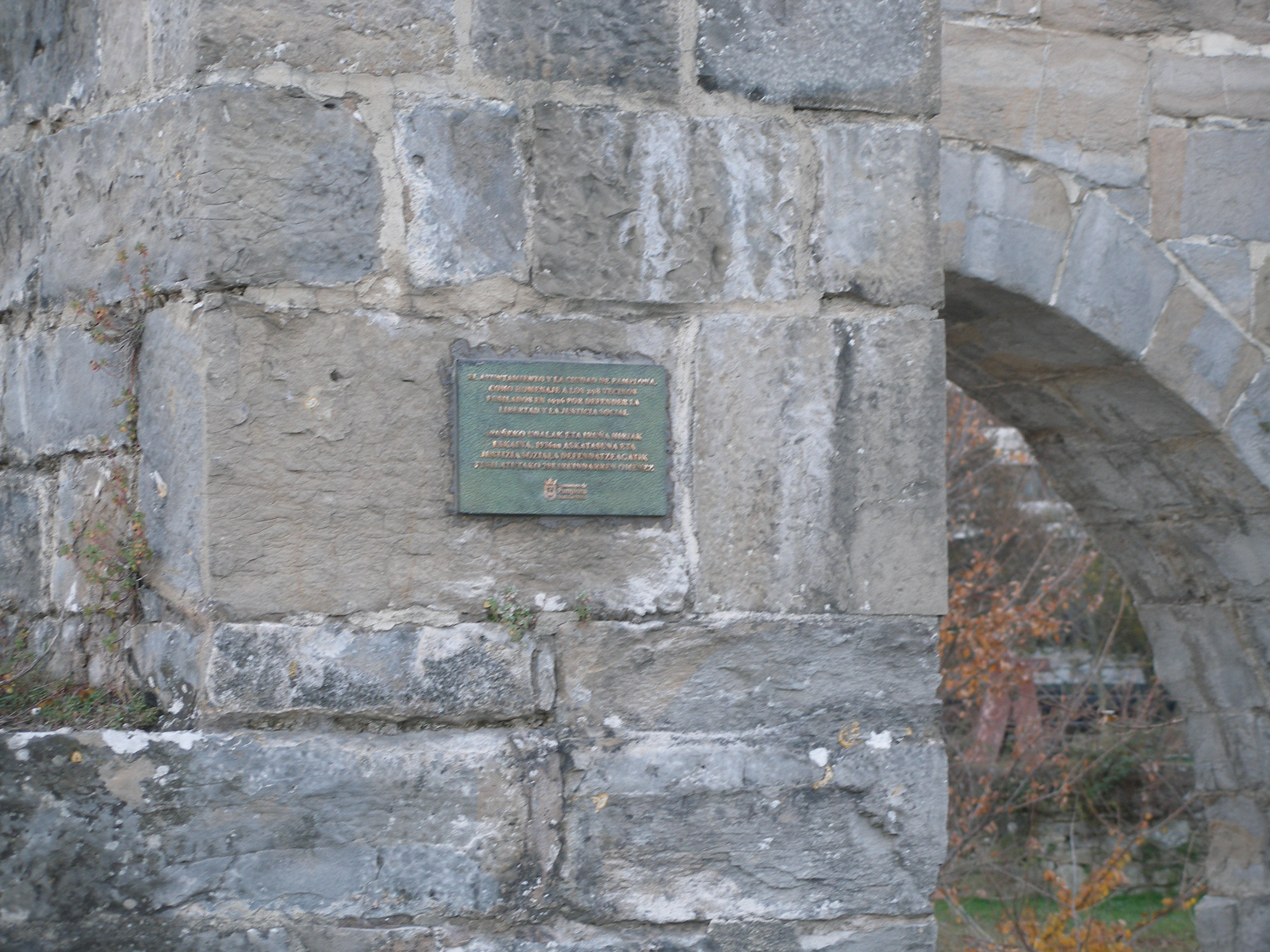
Placa en la Puerta del Socorro de la ciudadela de Pamplona en recuerdo a los fusilados en este lugar, colocada el 24 de noviembre de 2007. Retirada al colocar el monolito.

- En Pamplona, cumpliendo la resolución del pleno del ayuntamiento de Pamplona del 21 de septiembre de 2007, que fue propuesta por Na Bai y apoyada por el PSN y ANV, con la oposición del equipo de gobierno de UPN que se encontraba en minoría, se colocó una pequeña placa el 24 de noviembre del mismo año en la parte interior de la puerta del Socorro de la ciudadela de Pamplona en recuerdo a los fusilados en este lugar en la guerra civil. Se puso sin realizar ninguna notificación pública y sin hacer ninguna ceremonia. El texto en castellano y euskera dice lo siguiente:[156]

El ayuntamiento de la ciudad y la ciudad de Pamplona como homenaje a los 298 vecinos fusilados en 1936 por defender la libertad y la justicia social

.
En marzo de 2012 fue sustituida por un monolito con el mismo texto en la zona de los fosos cercana a la Puerta del Socorro, retirando la placa.
En el zaguán del ayuntamiento de Pamplona se inauguró el 17 de junio de 2012 una placa en recuerdo a los concejales y trabajadores municipales muertos y represaliados. Se daba cumplimiento así a la moción aprobada en septiembre de 2011 por NaBai, PSN, Bildu e Izquierda-Ezkerra.
- En Larraga el 26 de octubre de 2008 por iniciativa de Ahaztuak 1936-1977 (Olvidados 1936-1977 en euskera) se realizó un homenaje a los 46 fusilados en el pueblo por parte de cientos de personas. Destacando el homenaje a Maravillas Lamberto que tenía 14 años cuando no quiso dejar solo a su padre cuando fueron a buscarlo. La violaron y mataron en el ayuntamiento, al igual que al padre. Por ello, en su recuerdo se puso una placa en la fachada del Auzolan Elkartea. También Fermín Balentzia cantó la canción que tiene dedicada en su memoria.[159] Por su parte el ayuntamiento no realizó ningún homenaje y negó la posibilidad de dedicar una calle a la niña Maravillas Lamberto.[160] Años después, el 28 de abril de 2012, la hermana de Maravillas, Josefina, descubrió una placa en la casa donde nació y que da nombre a un tramo de esta calle de Larraga.[154]
- En Sartaguda el 28 de marzo de 2009 se colocó una placa en la entrada del ayuntamiento de Sartaguda en recuerdo al alcalde, los cinco ediles y los vecinos asesinados en 1936.[161]
- En homenaje a las 205 víctimas mortales del fuerte de San Cristóbal, que se tiene constancia su enterramiento en varios cementerios de las proximidades al monte Ezcaba, se están colocando 12 placas con sus nombres desde mayo de 2009. En Aizoáin con el nombre de diez presos; en Ansoáin, 20 nombres; en Añezcar, 15; en Artica, 17; en Ballariáin, 12; en Berrioplano, 14; en Berriosuso, 13; en Berriozar, 47; en Elcarte, 17; en Larragueta, 12; en Loza, 15; en Oteiza, 13.[162] En el caso de Artica y Aizoáin fueron destruidas por ataques de la extrema derecha.[163]
- En Dicastillo el 10 de noviembre de 2012 se inauguró un monolito en el cementerio del pueblo en homenaje a los 16 vecinos del mismo y otros que fueron fusilados en Dicastillo procedentes de Miranda de Arga (9), Lodosa (3) y Mendavia (3).[164]
- El 3 de octubre de 2015 el Gobierno de Navarra presidido por Uxue Barkos realizó un reconocimiento oficial en el Palacio de Navarra a los 33 funcionarios de la Diputación Foral asesinados. Se instaló una placa en la entrada principal en euskera y castellano figurando el nombre de todas estas víctimas. Respondía al acuerdo realizado por el Parlamento de Navarra efectuado el 26 de noviembre de 2013. Acudieron a este acto representantes de todos los partidos políticos navarros con la excepción del Partido Popular de Navarra.[165] El 17 de abril de 2016 se amplió y se reubicó en el atrio del parlamento con los nombres de 156 cargos electos, de los cuales 118 concejales, 36 alcaldes, un diputado y un ministro. En el acto participaron todos los partidos políticos navarros, excepto el Partido Popular de Navarra.[166]
- En Zúñiga, junto al río Arga, el 6 de agosto de 2016 se colocó un monolito en recuerdo a seis lodosanos fusilados y enterrados en ese lugar. En la inauguración asistieron representantes de los ayuntamientos, del gobierno de navarra y parlamentarios de distintos partidos políticos.[167]
- El 10 de septiembre de 2016 en la antigua escuela de magisterio de Pamplona, se realizó un homenaje institucional del Gobierno de Navarra presidido por Uxue Barkos a los más de 300 maestros e inspectores de educación represaliados. Se colocó una placa con los nombres de los 33 asesinados.[168]
- El 28 de octubre de 2016 se homenajeó en Zizur Mayor a los 15 fusilados y enterrados en la localidad,[169] y en Huarte Araquil se nombró hijos predilectos a tres vecinos fusilados en 1936.[170]